# Sexualitat a l'antiga Roma
Les actituds i comportaments sexuals a l'antiga Roma estan indicats per l'art, la literatura i les inscripcions, i en menor mesura per les restes arqueològiques com ara artefactes eròtics i arquitectura. De vegades s'ha suposat que la «llicència sexual il·limitada» era característica de l'antiga Roma, però la sexualitat no estava exclosa com a preocupació del mos maiorum, les normes socials tradicionals que afectaven la vida pública, privada i militar. «Pudor», «vergonya», «modèstia», va ser un factor regulador de la conducta, així com les restriccions legals a determinades transgressions sexuals tant en el període republicà com en l'imperial. Els censors (funcionaris públics que determinaven el rang social dels individus) tenien el poder d'eliminar els ciutadans de l'ordre senatorial o eqüestre per conducta sexual indeguda, i en ocasions ho feien. Sota l'Imperi, l'emperador va assumir els poders dels censors. El teòric de la sexualitat de mitjans del segle xx, Michel Foucault, considerava que el sexe a tot el món grecoromà es regeix per la moderació i l'art de gestionar el plaer sexual.
La societat romana era patriarcal (vegeu pater familias), i el masclisme es basava en la capacitat de governar-se a un mateix i als altres de nivell inferior, no només en la guerra i la política, sinó també en les relacions sexuals. Virtus («virtut»), era un ideal masculí actiu d'autodisciplina, relacionat amb la paraula llatina vir («home»). L'ideal corresponent per a una dona era la pudicitia, sovint traduïda per «castedat» o «modèstia», però era una qualitat personal més positiva i fins i tot competitiva que mostrava tant el seu atractiu com el seu autocontrol. S'esperava que les dones romanes de les classes altes fossin ben educades, de caràcter fort i actives per mantenir la posició de la seva família a la societat. Amb molt poques excepcions, la literatura llatina supervivent conserva les veus dels homes romans educats sobre la sexualitat. L'art visual va ser creat per aquells d'un estatus social més baix i d'un rang més gran d'ètnia, però es va adaptar al gust i les inclinacions d'aquells prou rics per permetre's-ho, inclosos, a l'època imperial, els antics esclaus.

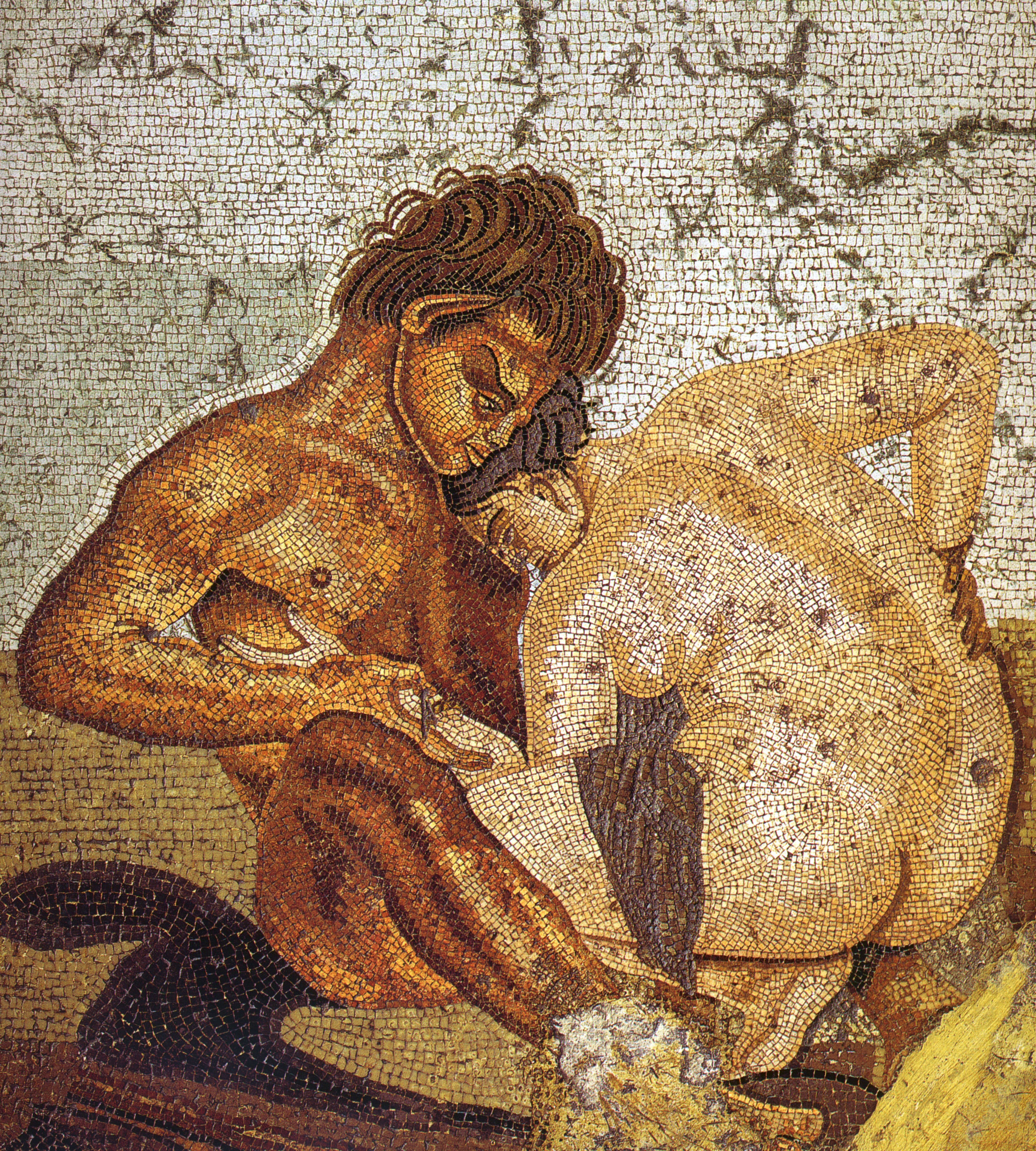
Sàtir i nimfa, símbols mitològics de la sexualitat en un mosaic d'un dormitori de Pompeia

Algunes actituds i comportaments sexuals de la cultura romana antiga difereixen notablement dels de les societats occidentals posteriors. La religió romana va promoure la sexualitat com un aspecte de prosperitat per a l'Estat, i els individus podrien recórrer a la pràctica religiosa privada o a la «màgia» per millorar la seva vida eròtica o la seva salut reproductiva. La prostitució era legal, pública i generalitzada. Les «pintures pornogràfiques» es van presentar entre les col·leccions d'art de les llars de classe alta respectables. Es considerava natural i poc remarcable que els homes se sentissin atrets sexualment per joves adolescents d'ambdós sexes, i la pederàstia es va tolerar sempre que la parella masculí més jove no fos un romà nascut lliure. «Homosexual» i «heterosexual» no formaven la dicotomia principal del pensament romà sobre la sexualitat, i no existeixen paraules llatines per a aquests conceptes. No es va fer cap censura moral a l'home que gaudia d'actes sexuals amb dones o homes d'estatus inferior, sempre que els seus comportaments no revelessin debilitats o excessos, ni infringís els drets i prerrogatives dels seus companys masculins. Si bé es va denunciar l'efeminació percebuda, especialment en la retòrica política, el sexe amb moderació amb prostitutes o esclaus masculins no es considerava impropi o viciador del masclisme, si el ciutadà masculí assumia el paper actiu i no passiu. Però la hipersexualitat va ser condemnada moralment i mèdicament tant en homes com en dones. Les dones estaven subjectes a un codi moral més estricte, i les relacions entre dones del mateix sexe estan poc documentades, però la sexualitat de les dones és celebrada o insultada de manera diversa en tota la literatura llatina. En general, els romans tenien límits de gènere més fluids que els antics grecs.
Un paradigma de finals del segle xx va analitzar la sexualitat romana en termes d'un model binari «penetrat-penetració». Però aquest model té limitacions, especialment pel que fa a les expressions de la sexualitat entre els romans a nivell individual. Fins i tot la rellevància de la paraula «sexualitat» per a la cultura romana antiga ha estat discutida; però a falta de cap altra etiqueta per a «la interpretació cultural de l'experiència eròtica», el terme es continua utilitzant.

## Literatura i art eròtic
La literatura antiga relacionada amb la sexualitat romana es divideix principalment en quatre categories: «textos legals», «textos mèdics», «poesia», i el «discurs polític». Les formes d'expressió amb menys prestigi cultural a l'antiguitat, com la comèdia, la sàtira, la invectiva, la poesia amorosa, el grafit, els encanteris, les inscripcions i la decoració d'interiors, tenen més a dir sobre el sexe que els gèneres elevats com l'èpica i la tragèdia. La informació sobre la vida sexual dels romans està dispersa a la historiografia, l'oratòria, la filosofia i els escrits sobre medicina, agricultura i altres temes tècnics. Els textos legals apunten a comportaments que els romans volien regular o prohibir, sense necessàriament reflectir el que la gent realment feia o es va abstenir de fer.
Els principals autors llatins les obres dels quals contribueixen significativament a la comprensió de la sexualitat romana inclouen:
- el còmic dramaturg Plaute (m. 184 aC), les trames del qual solen girar al voltant de la comèdia sexual i els joves amants separats per les circumstàncies;
- l'estadista i moralista Cató el Censor (m. 149 aC), que ofereix una visió de la sexualitat en una època que els romans posteriors consideraven que tenia uns estàndards morals més alts;
- el poeta Lucreci (d. c. 55 aC), que presenta un tractament ampli de la sexualitat epicúria a la seva obra filosòfica De rerum natura;
- Càtul (fl. anys 50 aC), els poemes del qual exploren un ventall d'experiències eròtiques prop del final de la República, des del delicat romanticisme fins a les invectives brutalment obscenes;
- Ciceró (m. 43 aC), amb discursos als tribunals que sovint ataquen la conducta sexual de l'oposició i cartes salpicades de tafaneries sobre l'elit de Roma; els elegistes augustans Properci i Tibul, que revelen actituds socials en la descripció dels amors amb amants;
- Ovidi (m. 17), especialment els seus Amores (Afers amorosos) i Ars Amatoria (Art de l'amor), que segons la tradició van contribuir a la decisió d'August d'exiliar el poeta, i la seva èpica, Les Metamorfosis, que presenta una gamma de sexualitat, amb èmfasi en la violació, a través de la lent de la mitologia;
- l'epigramatista Marcial (d. c. 102/104), les observacions del qual de la societat estan reforçades per invectives sexualment explícites;
- el satíric Juvenal (m. a principis del segle ii), que critica les costums sexuals del seu temps.

Ovidi enumera una sèrie d'escriptors coneguts pel material salaç les obres dels quals ara s'han perdut. Els manuals de sexe grecs i la «pornografia directa» es van publicar amb el nom de famoses heterai (cortesanes) i van circular a Roma. Les Milesíaques robustament sexual d'Arístides va ser traduïda per Sisenna, un dels pretors del 78 aC. Ovidi anomena el llibre una col·lecció de malifetes (crimina) i diu que la narració estava plena de bromes. Després de la batalla de Carres, els parts es van veure sorpresos de trobar les Milesíaques a l'equipatge dels oficials de Marc Cras.

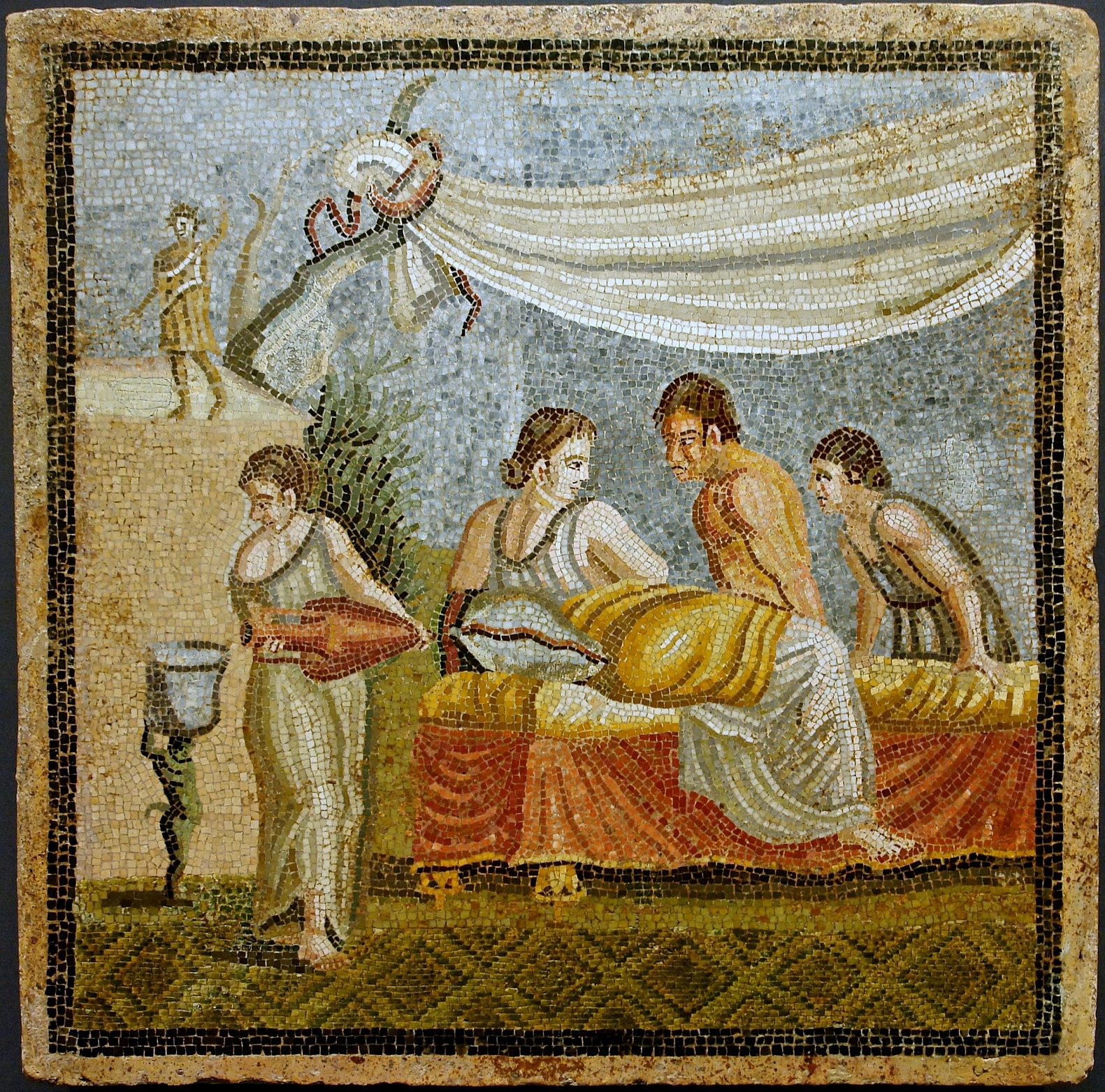
Escena romàntica d'un mosaic (Vil·la a Centocelle, Roma, 20 aC–20)
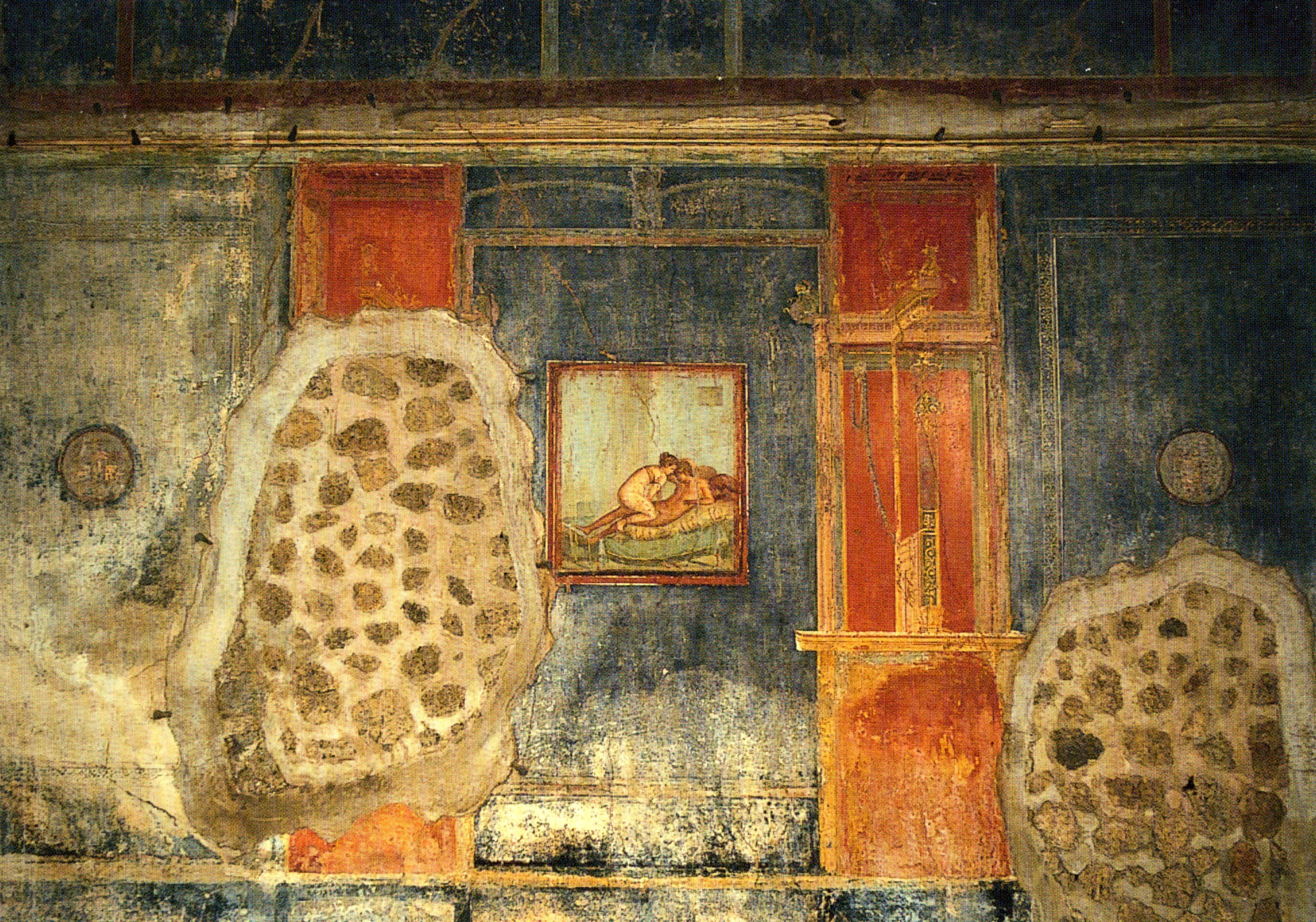
L'art eròtic en el seu context arquitectònic a la Casa del Centenari, Pompeia
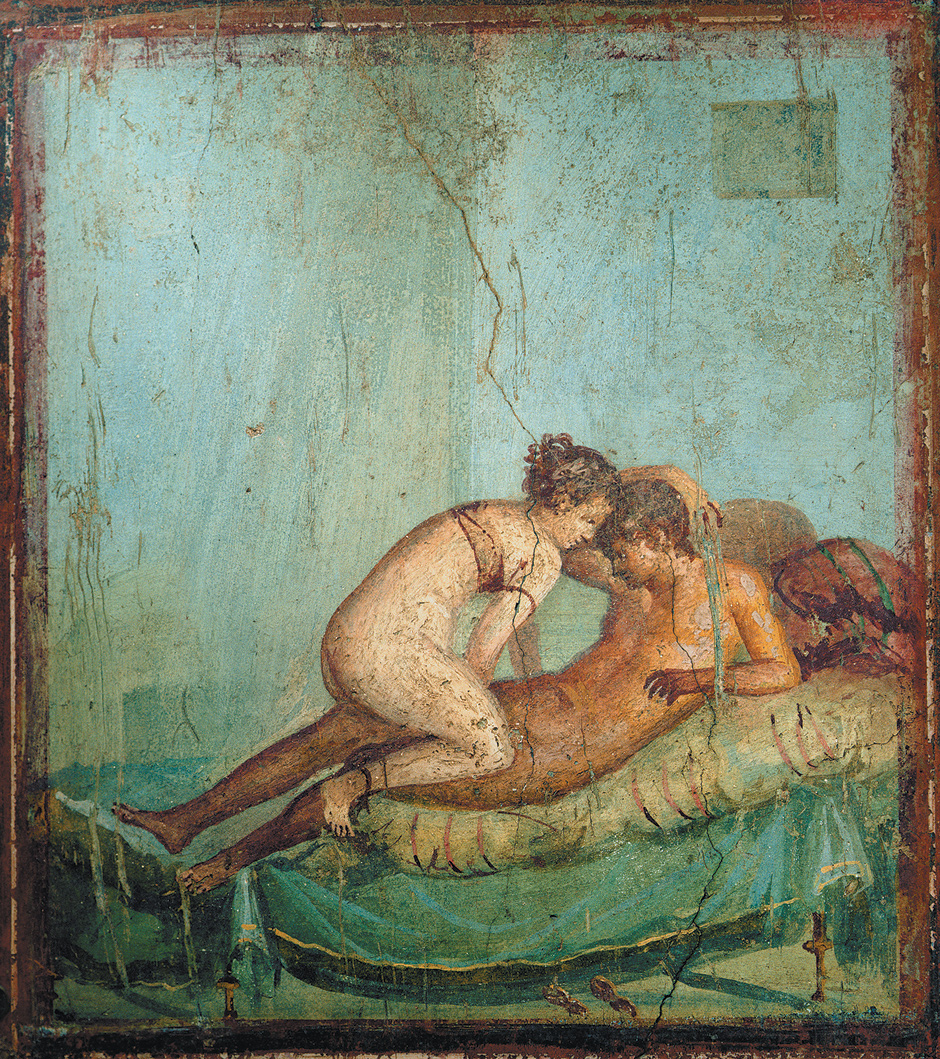
Detall de la pintura

L'art eròtic, especialment el que es conserva a Pompeia i Herculà, és una font rica, si no inequívoca; algunes imatges contradiuen les preferències sexuals subratllades a les fonts literàries i poden tenir la intenció de provocar el riure o desafiar les actituds convencionals. Els objectes quotidians com ara miralls i recipients de servir podrien estar decorats amb escenes eròtiques; en sigillata aretina, aquests van des d'«elegant amorous daliance» fins a vistes explícites del penis que entra a la vagina. Les pintures eròtiques es van trobar a les cases més respectables de la noblesa romana, com assenyala Ovidi:
| «                                                    | De la mateixa manera que les venerables figures d'homes, pintades per la mà d'un artista, resplendeixen a les nostres cases, també hi ha una petita pintura («tabella») en algun lloc que representa diversos acoblaments i posicions sexuals: igual que l'Aiax Telamoni s'asseu amb una expressió que declara la seva ira, i la mare bàrbara (Medea) té el crim als ulls, així que també una Venus humida s'asseca els cabells que degoteja amb els dits i es veu amb prou feines coberta per les aigües maternes. | » |
| — Ovidi, Tristia 2, citat en [Clarke 2001, p. 91-92] | |   |

La pornogràfica tabella i la Venus carregada d'eròtisme apareixen entre diverses imatges que un coneixedor de l'art podria gaudir. Una sèrie de pintures de els banys suburbans de Pompeia, descobertes el 1986 i publicades el 1995, presenten escenaris eròtics que semblen destinats a «divertir l'espectador amb un espectacle sexual escandalós», incloent-hi una varietat de posicions, sexe oral (os impurum) i sexe en grup amb relacions home-dona, home-home i dona-dona.
La decoració d'una habitació romana podia reflectir literalment el seu ús sexual: el poeta augustà Horaci suposadament tenia una habitació amb miralls per al sexe, de manera que quan contractava una prostituta pogués mirar des de tots els angles. L'emperador Tiberi feia decorar les seves habitacions amb pintures i escultures «les més lascives», i proveït de manuals grecs de sexe d'Elefantis per si les empleades en el sexe necessitaven orientació.
Al segle ii, «hi ha un augment dels textos sobre sexe en grec i llatí», juntament amb les novel·les romàntiques. Però la sexualitat franca desapareix pràcticament de la literatura després, i els temes sexuals es reserven per a l'escriptura mèdica o la teologia cristiana. Al segle iii, el celibat s'havia convertit en un ideal entre el nombre creixent de cristians, i pares de l'Església com Tertul·lià i Climent d'Alexandria van debatre si fins i tot el sexe matrimonial només s'havia de permetre per a la procreació. La sexualitat del martirologi se centra en les proves contra la castedat del cristià i la tortura sexual; les dones cristianes estan sotmeses més sovint que els homes a la mutilació sexual, en particular dels pits. L'humor obscè de Marcial va ser revifat breument a Bordeus del segle iv per l'erudit i poeta gal·loromà Ausoni, tot i que va evitar la predilecció de Marcial per la pederàstia i, almenys nominalment, era cristià.

## Sexe, religió i l'Estat
Com altres aspectes de la vida romana, la sexualitat estava recolzada i regulada per tradicions religioses, tant el culte públic a l'Estat com les pràctiques religioses privades i la màgia. La sexualitat era una categoria important del pensament religiós romà. El complement d'home i dona era vital per al concepte romà de la deïtat. Els Dii Consentes eren un consell de divinitats en parelles home-dona, fins a cert punt l'equivalent de Roma als dotze olímpics dels grecs. Almenys dos sacerdocis estatals eren celebrats conjuntament per una parella casada. Les Vestals, l'únic sacerdoci estatal reservat a les dones, van fer un vot de castedat que les va concedir una relativa independència del control masculí; entre els objectes religiosos que conservaven hi havia un fal·lus sagrat: «El foc de Vesta... evocava la idea de puresa sexual en la dona» i «representava el poder procreador de l'home». S'esperava que els homes que servien en els diferents col·legis de sacerdots es casessin i tinguessin famílies. Ciceró sostenia que el desig (libido) de procrear era «el germen de la república», ja que va ser la causa de la primera forma d'institució social, el matrimoni. El matrimoni produïa fills i, al seu torn, un domus (casa) per a la unitat familiar que va ser la pedra angular de la vida urbana.
Moltes festes religioses romanes tenien un element de sexualitat. Les Lupercals de febrer, celebrada fins al segle v de l'era cristiana, incloïa un ritu de fertilitat arcaic. La Floràlia va comptar amb balls nus. En determinades festes religioses durant tot el mes d'abril, les prostitutes participaven o eren reconegudes oficialment. Cupido inspira desig; el déu importat Príap representava la luxúria excessiva o humorística; Mutí Tití va promoure el sexe matrimonial. El déu Líber (entès com el «Lliure») va supervisar les respostes fisiològiques durant les relacions sexuals. Quan un jove assimilava la toga virilis («toga de la virilitat»), Líber es va convertir en el seu patró; segons els poetes amorosos, deixava enrere la innocent modèstia (pudor) de la infantesa i adquiria la llibertat sexual (libertas) per començar el seu curs d'amor. Una gran quantitat de divinitats supervisaven tots els aspectes del coit, la concepció i el part.

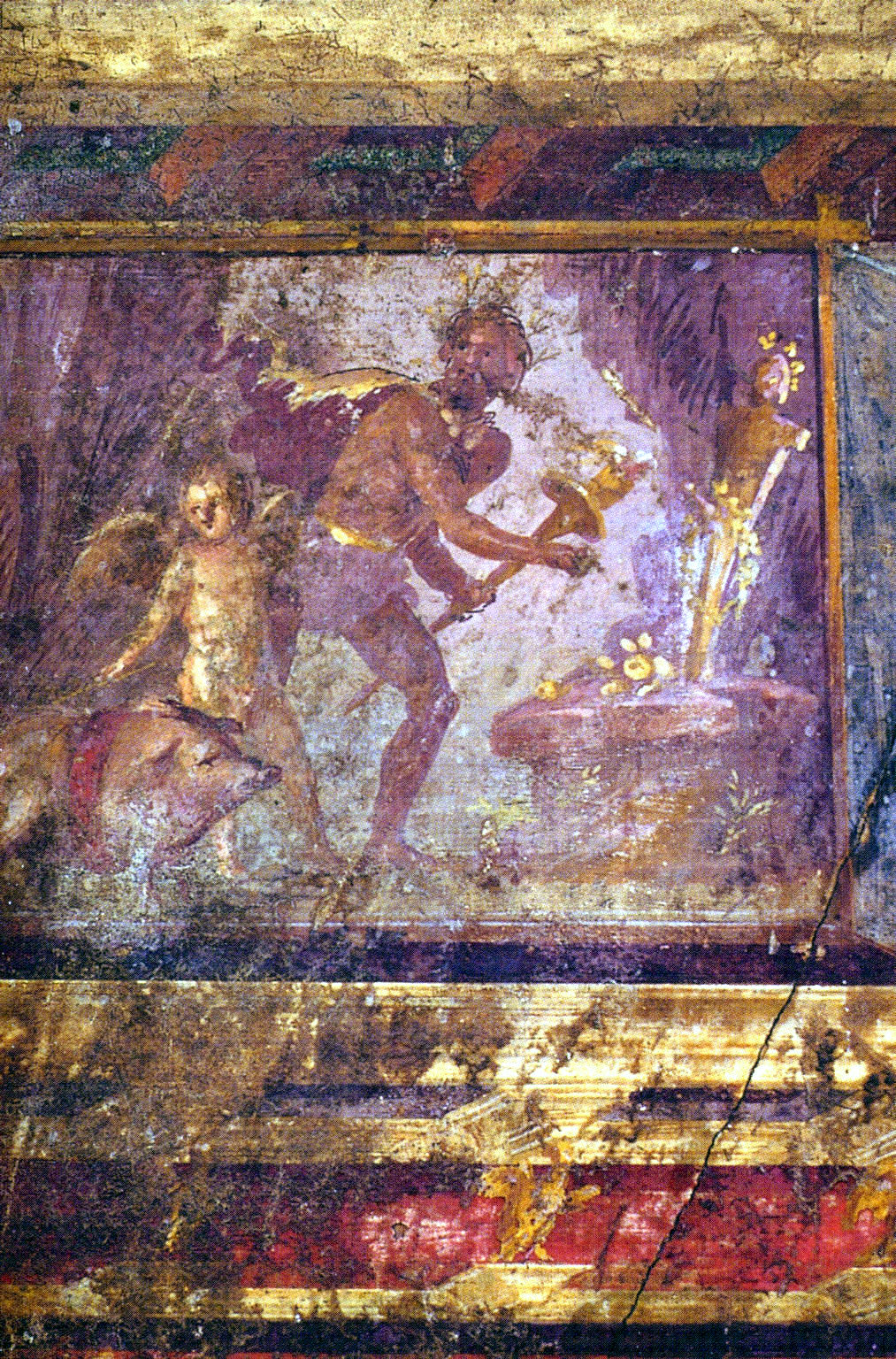
Un home prepara el sacrifici nocturn d'un porc a Priap, amb Cupido com a porquer[58][59] (pintura mural, Vil·la dels Misteris)
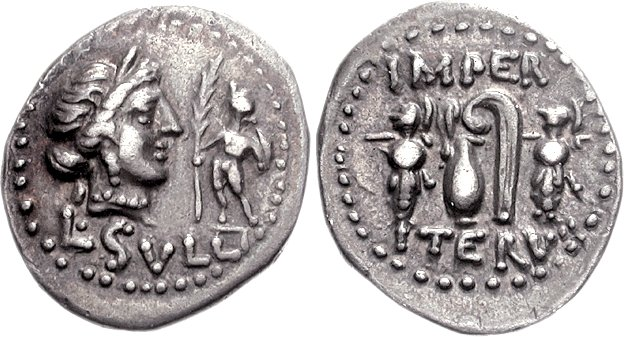
El denari emès ca. 84-83 aC, sota el govern de Sul·la, representava a Venus amb una diadema i un Cupido dempeus amb una branca de palmera, i al revers dos trofeus militars i instruments religiosos (gerro i lituus)

Les connexions entre la reproducció humana, la prosperitat general i el benestar de l'Estat estan plasmades pel culte romà de Venus, que es diferencia de la seva homòloga grega Afrodita pel seu paper de mare del poble romà a través del seu fill mig mortal Enees. Durant la guerra civil de la dècada del 80 aC, Sul·la, a punt d'envair el seu propi país amb les legions al seu comandament, va emetre una moneda que representava una Venus coronada com la seva deïtat tutelar personal, amb Cupido sostenint una palma de la victòria; al revers els trofeus militars flanquegen símbols dels àugurs, els sacerdots estatals que llegeixen la voluntat dels déus. La iconografia vincula les divinitats de l'amor i el desig amb l'èxit militar i l'autoritat religiosa; Sul·la va adoptar el títol d'Epafrodit, («propi d'Afrodita»), abans de convertir-se en dictador. El fascinum, un objecte fàl·lic, era omnipresent a la cultura romana, apareixent en tot, des de joies fins a campanes de vent i llànties, fins i tot com a amulet per protegir els nens i generals triomfadors.
Els mites clàssics sovint tracten temes sexuals com la identitat de gènere, l'adulteri, l'incest i la violació. L'art i la literatura romanes van continuar el tractament hel·lenístic de les figures mitològiques que tenien relacions sexuals com a humanament eròtiques i de vegades humorístiques, sovint allunyades de la dimensió religiosa.

### Moral i conceptes legals

#### Castitas
La paraula llatina «castitas», de la qual deriva la paraula catalana «castedat», és un substantiu abstracte que denota «una puresa moral i física generalment en un context específicament religiós», de vegades però no sempre referint-se a la castedat sexual. L'adjectiu relacionat «castus» (femení, «casta»; neutre «castum»), «pur», es pot utilitzar tant de llocs i objectes com de persones; l'adjectiu «pudicus» («cast», «modest») descriu més específicament una persona que és sexualment moral.

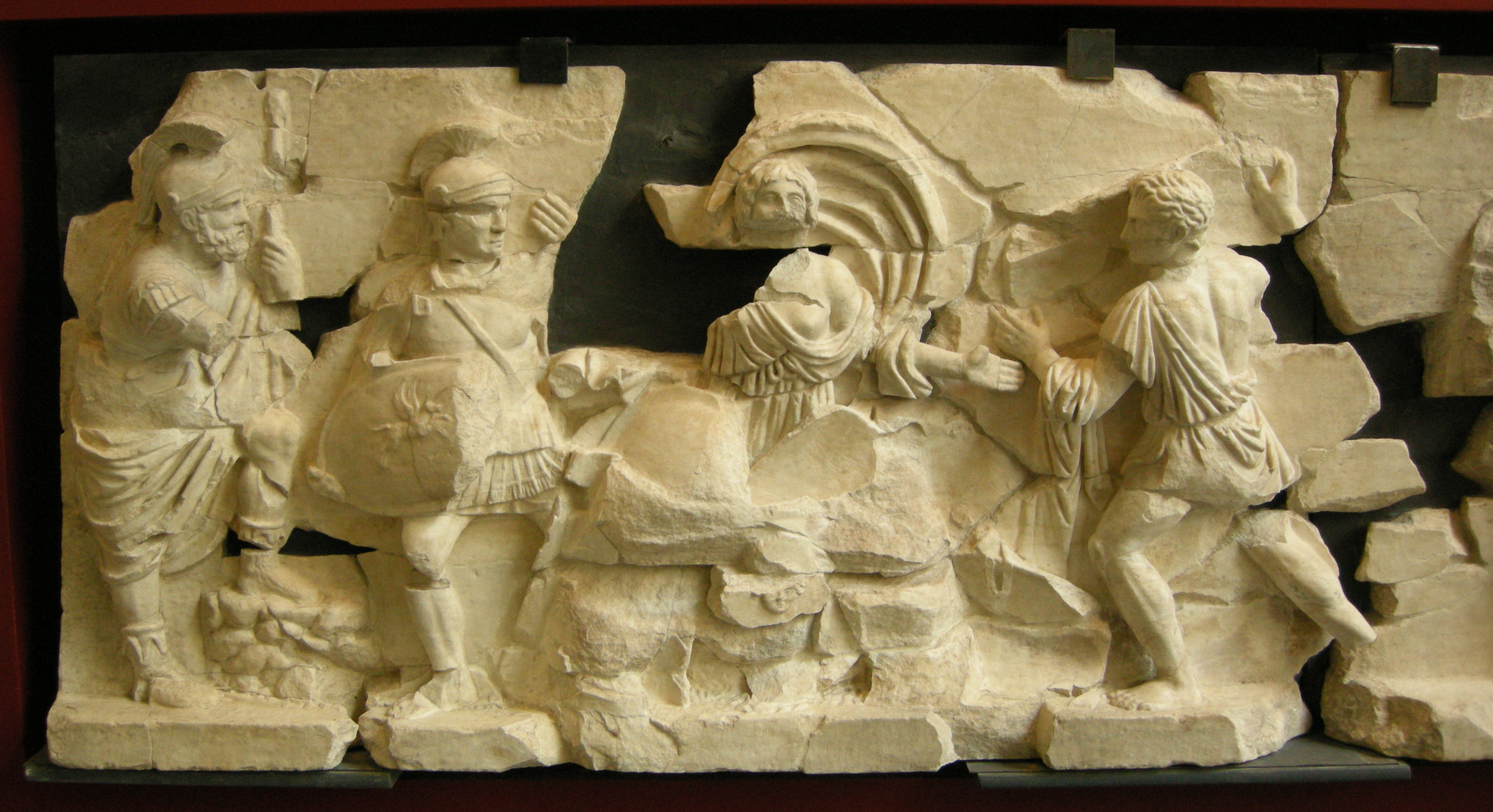
Fragment d'un relleu de l'època d'August que representa el càstig de Tarpeia, una vestal que segons la llegenda romana va trencar els seus vots i va trair Roma ajudant a l'enemic.
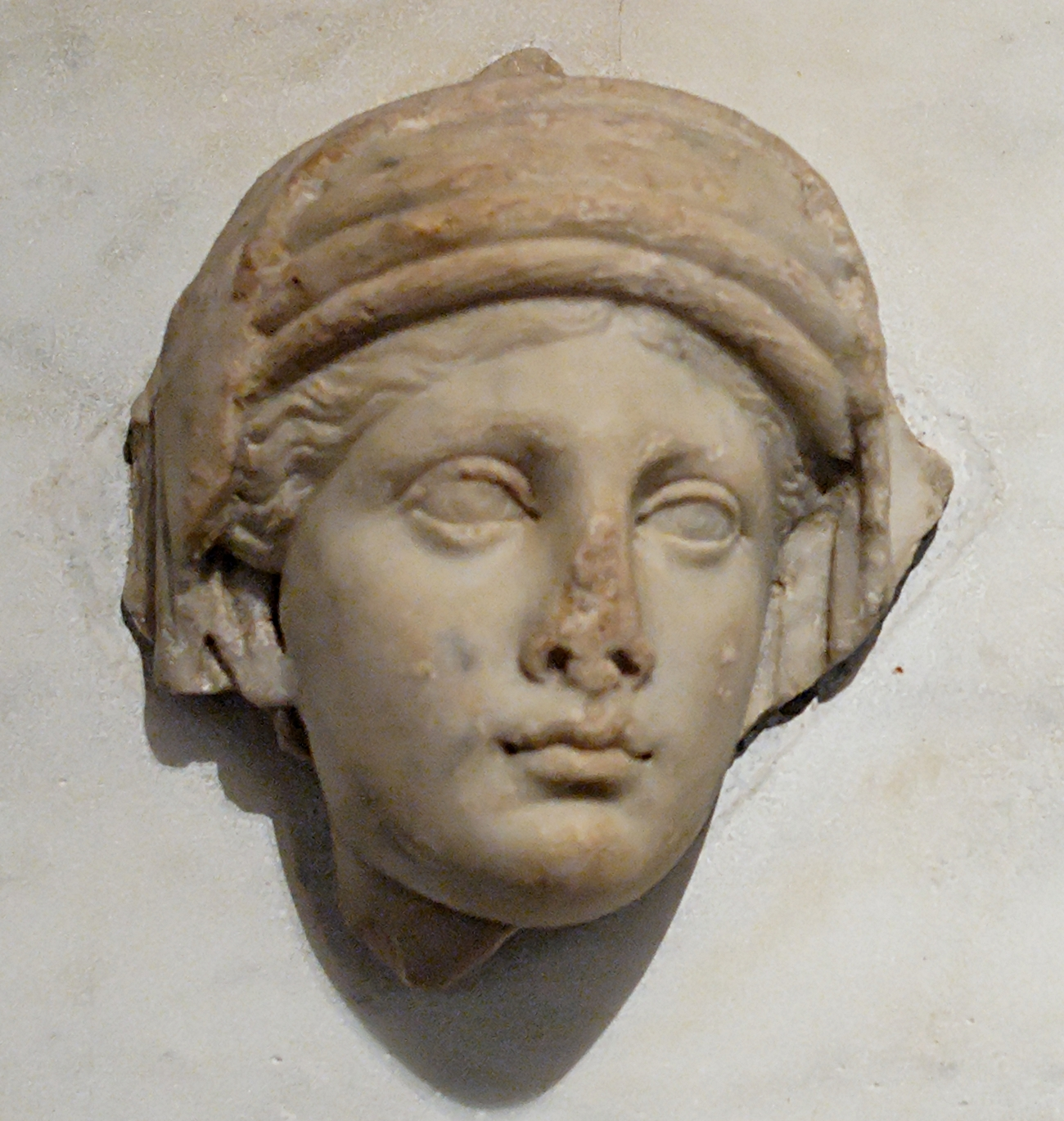
Vestal de l'època d'Hadrià. Fragment d'un relleu de marbre del Palatí, Roma

La deessa Ceres estava preocupada tant pel ritual sexual com per la castitas, i la torxa portada en el seu honor com a part de la processó de noces romanes estava associada amb la puresa de la núvia; Ceres també va encarnar la maternitat. La deessa Vesta era la deïtat principal del panteó romà associada amb castitas, i era una deessa verge; les seves sacerdotesses les Vestals eren verges que van fer el vot de romandre en celibat.

#### Incestum
L'incestum (allò que «no és castum») és un acte que vulnera la puresa religiosa, potser sinònim d'allò que és nefas, religiosament inadmissible. La violació del vot de castedat d'una vestal va ser l'incest, una acusació legal presentada contra ella i contra l'home que la va fer impura a través de relacions sexuals, ja sigui de manera consensuada o per la força. La pèrdua de les castitas per part d'una vestal trencava el tractat de Roma amb els déus (pax deorum), i normalment anava acompanyada de l'observació de mals auguris (prodigia). Els processos per incest que involucren una vestal sovint coincideixen amb disturbis polítics, i alguns càrrecs d'incest semblen motivats políticament; per exemple, Marc Cras va ser absolt d'incest amb una vestal que compartia el seu nom de família, i l'any 113 aC hi va haver un judici que implicava tres verges vestals i una xarxa d'elit romana. Tot i que la paraula català «incest» deriva del llatí «incestum», les relacions incestuoses són només una forma d'incestum romà, de vegades traduït com «sacrilegi». Quan Publi Clodi Pulcre es va vestir de dona i es va immiscir en els ritus de la Bona Dea exclusivament femenins, va ser acusat d'incestum.

#### Stuprum
En el discurs jurídic i moral llatí, «stuprum» és una relació sexual il·lícita, traduïble com a «disbauxa criminal» o «crim sexual». Stuprum inclou diversos delictes sexuals com l'incest, la violació («sexe il·legal per la força») i l'adulteri. A principis de Roma, el stuprum era un acte vergonyós en general, o qualsevol desgràcia pública, inclòs, entre d'altres, el sexe il·lícit. En l'època del dramaturg còmic Plaute (ca. 254–184 aC) havia adquirit el seu significat sexual més restringit. Stuprum només pot ocórrer entre els ciutadans lliures; la protecció contra la mala conducta sexual es trobava entre els drets legals que distingien el ciutadà del no-ciutadà. Tot i que el substantiu stuprum es pot traduir al català com a «fornicació», el verb intransitiu «fornicar» és una traducció inadequada del llatí «stuprare», que és un verb transitiu que requereix un objecte directe (la persona que és l'objectiu de la mala conducta) i un agent masculí (l'estuprador).

#### Raptus
La paraula catalana «rapte» deriva en última instància del verb llatí «rapio», «rapere», «raptus» («arrabassar», «endur-se», «raptar»). En el dret romà, «raptus» o «raptio» significaven principalment «segrest» o «abducció»; el mitològic rapte de les dones sabines és una forma de rapte de la núvia en la qual la violació sexual és una qüestió secundària. El «rapte» d'una noia soltera de la casa del seu pare de vegades pot ser una qüestió de fuga de la parella sense el permís del seu pare per casar-se. La «violació» s'expressava més sovint com a stuprum comès mitjançant la violència o la coacció (cum vi o per vim). A mesura que les lleis relatives a la violència es van codificar cap al final de la República, va sorgir com a distinció legal «raptus ad stuprum» (Segrest amb el propòsit de cometre un delicte sexual). (Vegeu més discussió sobre la violació a La violació d'homes i La violació i la llei a continuació).

### Guariments i màgia
L'ajuda divina es pot buscar en rituals religiosos privats juntament amb tractaments mèdics per millorar o bloquejar la fertilitat, o per curar malalties dels òrgans reproductors. En santuaris de curació s'han trobat ofrenes votives (votum; comparar ex voto) en forma de pits, úters i penis.
Un ritual privat en algunes circumstàncies es pot considerar «màgia», una categoria indistinta a l'antiguitat. Un amatorium (en grec philtron) era un encanteri o poció d'amor; els encanteris d'amarrament (defixions) havien de «fixar» l'afecte sexual d'una persona. Els papirs màgics grecs, una col·lecció de textos de màgia sincrètica, contenen molts encanteris d'amor que indiquen que «hi havia un mercat molt animat de màgia eròtica a l'època romana», atesos per sacerdots autònoms que de vegades afirmaven derivar la seva autoritat de la tradició dels religiosos egipcis. Canídia, una bruixa descrita per Horaci, realitza un encanteri utilitzant una efígie femenina per dominar un ninot masculí més petit.

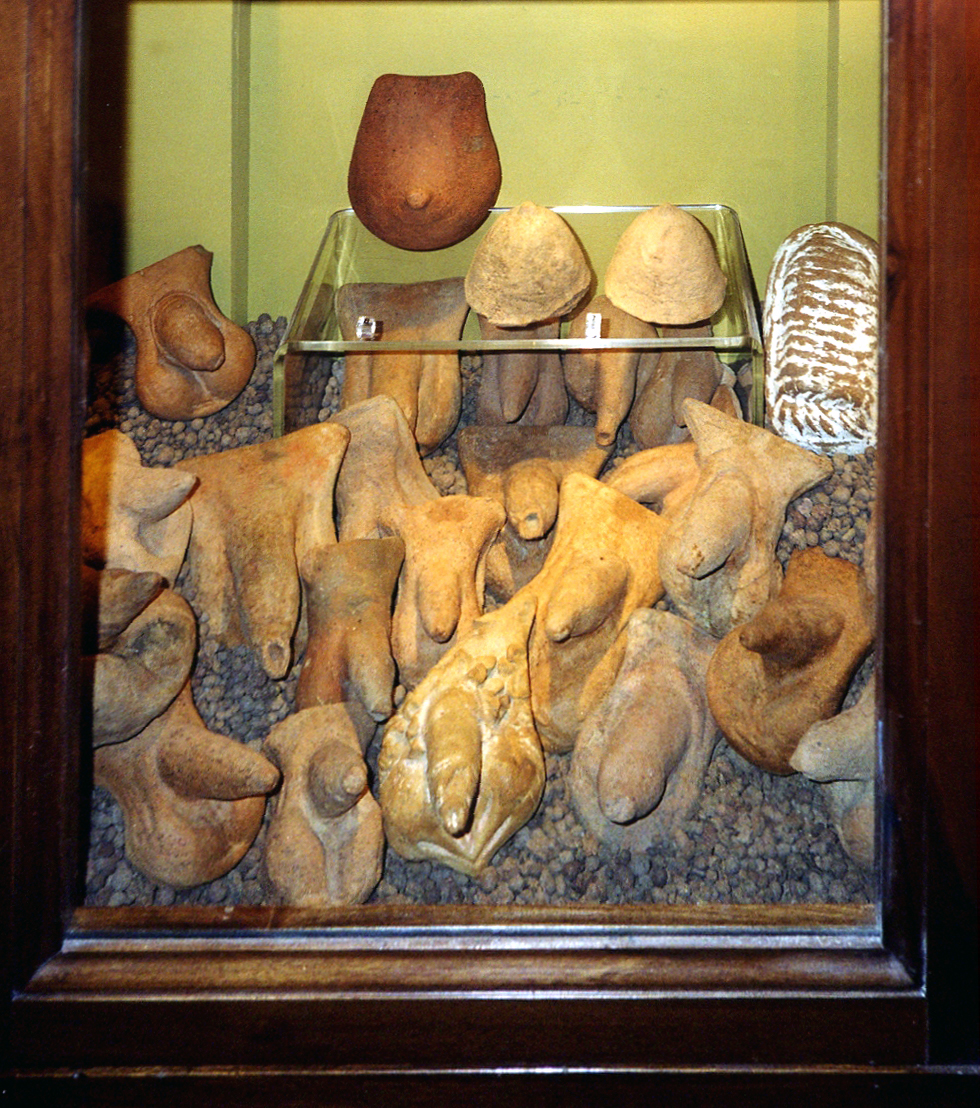
Exvots de Pompeia que representen pits, penis i un úter
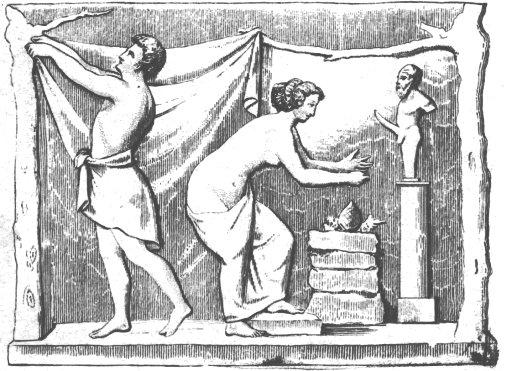
Invocació a Príap

Els afrodisíacs, els anafrodisíacs, els anticonceptius i els abortius es conserven tant pels manuals mèdics com pels textos de màgia; les pocions poden ser difícils de distingir de la farmacologia. En el seu llibre 33 De medicamentis, Marcel Empíric, contemporani d'Ausoni, va recollir més de 70 tractaments relacionats sexualment: per a creixements i lesions als testicles i el penis, criptorquídia, disfunció erèctil, hidrocele, «creació d'un eunuc sense cirurgia», assegurant la fidelitat d'una dona, i obligar o disminuir el desig d'un home, alguns dels quals impliquen procediments rituals:
| «                                | Si heu tingut una dona i no voleu que un altre home entri mai dins d'ella, feu això: talleu la cua d'un llangardaix verd viu amb la mà esquerra i agafeu-la mentre encara es bellugui. Mantingueu la cua tancada al palmell de la mateixa mà fins que mori i toqueu la dona i les seves parts íntimes amb aquesta mà quan tingueu relacions sexuals amb ella. | » |
| — Marcel, De medicamentis 33.64. | |   |

| «                                                                                   | Hi ha una herba anomenada «nymphaea» en grec, «baditis» en gal. La seva arrel, piqueu-la fins a obtenir una pasta i bevent-la en vinagre durant deu dies consecutius, converteix un nen en un eunuc. | » |
| — Marcel, De medicamentis 33.64; compara Plini el Vell, Història Natural 25.75 (37) | |   |

| «                                | Si les venes espermàtiques d'un nen immadur s'engrandien («varicocele)», es divideix un cirerer jove pel mig fins a les arrels mentre el deixa en peu, de manera que el nen pugui passar per l'escletxa. A continuació, torneu a unir la planta i es segella amb fems de vaca i altres apòsits, de manera que les parts que es van dividir es barregin amb més facilitat. La velocitat amb la qual el plantell creix junts i les seves cicatrius determinaran la rapidesa amb què les venes inflades del nen tornaran a la salut. | » |
| — Marcel, De medicamentis 33.26. | |   |

Marcel també registra quines herbes es podrien utilitzar per induir la menstruació o per purgar l'úter després del part o l'avortament; aquestes herbes inclouen potencials abortius i poden haver estat utilitzades com a tals. Altres fonts aconsellen remeis com recobrir el penis amb una barreja de mel i pebre per aconseguir una erecció, o bullir els genitals d'un ase amb oli per a utilitzar-lo com a ungüent.

## Teories de la sexualitat
Les antigues teories de la sexualitat van ser produïdes per i per a una elit educada. És discutible fins a quin punt la teorització sobre el sexe va afectar realment el comportament, fins i tot entre aquells que estaven atents als escrits filosòfics i mèdics que presentaven aquestes opinions. Aquest discurs d'elit, tot i que sovint és deliberadament crític amb els comportaments habituals o típics, al mateix temps no es pot suposar que exclou valors generalment comuns a la societat.

### Sexualitat epicúria
Tampoc no li falta el fruit de Venus qui evita l'amor, sinó que tria béns sense penalització; perquè certament el plaer d'això és més pur per als sans que per als desgraciats. Perquè, efectivament, en el mateix moment de la possessió, la passió calenta dels amants fluctua amb incertes i no estan decidits de què gaudir primer amb els ulls i les mans. Pressionen amb força allò que han buscat i causen dolor corporal, i sovint claven les dents als llavis petits i donen petons aclaparadors, perquè el plaer no és pur i hi ha fiblons a sota que els indueixen a fer mal això, sigui el que sigui, que brollen aquells [torments] de frenesí.
El quart llibre de Lucreci, De rerum natura, ofereix un dels passatges més extensos sobre la sexualitat humana de la literatura llatina. Yeats, descrivint la traducció de Dryden, la va anomenar «la millor descripció de les relacions sexuals mai escrita». Lucreci va ser el contemporani de Catul i Ciceró a mitjans del segle i aC. El seu poema didàctic De rerum natura és una presentació de la filosofia epicúria dins de la tradició èpica enniana de la poesia llatina. L'epicureisme és alhora materialista i hedònic. El bé màxim és el plaer, definit com l'absència de dolor físic i angoixa emocional. L'epicuri busca satisfer els seus desitjos amb la menor despesa de passió i esforç. Els desitjos es classifiquen com els «naturals i necessaris», com ara la fam i la set; aquells que són «naturals però innecessaris», com el sexe; i els que «no són ni naturals ni necessaris», inclòs el desig de dominar els altres i glorificar-se a un mateix. És en aquest context que Lucreci presenta la seva anàlisi de l'amor i el desig sexual, que contraresta l'ethos eròtic de Catul i va influir en els poetes amorosos de l'època augústea.
Lucreci tracta el desig masculí, el plaer sexual femení, l'herència i la infertilitat com a aspectes de la fisiologia sexual. En la visió epicúria, la sexualitat sorgeix de causes físiques impersonals sense influència divina o sobrenatural. L'inici de la maduresa física genera semen, i els somnis humits es produeixen a mesura que es desenvolupa l'instint sexual. La percepció sensorial, concretament la visió d'un cos bell, provoca el moviment del semen cap als genitals i cap a l'objecte del desig. La convulsió dels genitals crea una necessitat d'ejacular, juntament amb l'anticipació del plaer. La resposta del cos a l'atractiu físic és automàtica, i ni el caràcter de la persona desitjada ni la pròpia elecció són un factor. Amb una combinació de despreniment científic i humor irònic, Lucreci tracta el desig sexual humà com muta cupido («desig mut»), comparant la resposta fisiològica de l'ejaculació amb la sang que brolla d'una ferida. L'amor (amor) és només una postura cultural elaborada que enfosquia una condició glandular; l'amor contamina el plaer sexual de la mateixa manera que la vida està contaminada per la por a la mort. Lucreci està escrivint principalment per a un públic masculí i suposa que l'amor és una passió masculina, dirigida a nois o dones. El desig masculí es veu com a patològic, frustrant i violent.
Lucreci expressa així una ambivalència epicúria cap a la sexualitat, que amenaça la tranquil·litat amb l'agitació si el desig es converteix en una forma d'esclavitud i turment, però la seva visió de la sexualitat femenina és menys negativa. Mentre que els homes es veuen impulsats per expectatives antinaturals per participar en sexe unilateral i desesperat, les dones actuen amb un instint purament animal cap a l'afecte, que condueix a la satisfacció mútua. La comparació amb les femelles zel no pretén com un insult, tot i que hi ha alguns rastres de misogínia convencional a l'obra, sinó per indicar que el desig és natural i no s'ha de viure com una tortura.

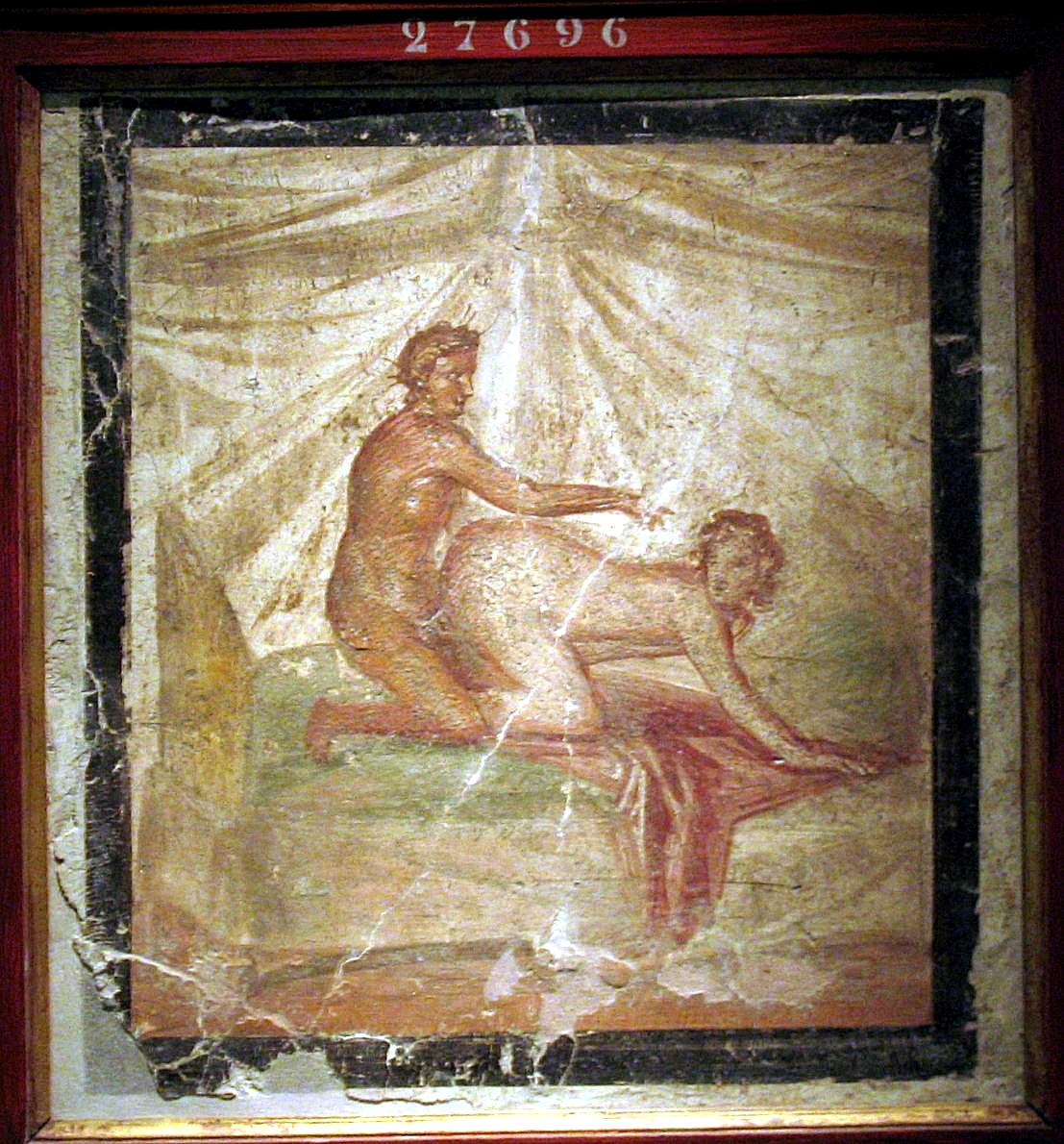
Lucreci va recomanar la «postura del gosset» per a les parelles que volien concebre (pintura mural de Pompeia)

Després d'haver analitzat l'acte sexual, Lucreci considera llavors la concepció i el que en termes moderns s'anomenaria genètica. Tant l'home com la dona, diu, produeixen fluids genitals que es barregen en un acte procreatiu amb èxit. Les característiques del nen estan formades per les proporcions relatives de la «llavor» de la mare a la del pare. Un nen que més s'assembla a la seva mare neix quan la llavor femenina domina la masculina, i viceversa; quan ni la llavor masculina ni femenina dominen, el nen tindrà els trets de la mare i del pare de manera uniforme. Però el sexe del nen no està determinat pel gènere del progenitor els trets del qual dominen. La infertilitat es produeix quan les dues part de la parella no aconsegueixen fer una combinació satisfactòria de la seva llavor després de diversos intents; l'explicació de la infertilitat és fisiològica i racional, i no té res a veure amb els déus. La transferència de la «llavor» genital (semina) està en consonància amb la física epicúria i el tema de l'obra en conjunt: la «semina rerum» invisible («la llavor de les coses»), es dissolen i es recombinen contínuament en un flux universal. El vocabulari de la procreació biològica subjau, doncs, a la presentació de Lucreci de com es forma la matèria a partir dels àtoms.
El propòsit de Lucreci és corregir la ignorància i donar els coneixements necessaris per gestionar racionalment la vida sexual. Distingeix entre «plaer» i «concepció» com a objectius de la còpula; tots dos són legítims, però requereixen enfocaments diferents. Recomana el «sexe casual» com una forma d'alliberar la tensió sexual sense obsessionar-se amb un sol objecte de desig; s'hauria d'utilitzar com a substitut una «Venus caminant» (una prostituta comuna). El sexe sense afecció apassionada produeix una forma superior de plaer lliure d'incertesa, frenesí i trastorn mental. Lucreci anomena aquesta forma de «plaer sexual» (Venus), en contrast amb «amor apassionat» (amor). El millor sexe és el dels animals feliços, o dels déus. Lucreci combina la desconfiança epicúria del sexe com a amenaça per a la tranquil·litat amb el valor cultural romà que es dona a la sexualitat com a aspecte del matrimoni i la vida familiar, representat com un home epicuri en un matrimoni tranquil i amable amb una dona bona però acollidora, sent la bellesa un impuls inquietant d'un desig excessiu. Lucreci reacciona contra la tendència romana a mostrar el sexe de manera ostentosa, com en l'art eròtic, i rebutja l'agressiu model «priapic» de sexualitat estimulat per l'estímul visual.

### Moralitat sexual estoica
Al principi de l'estoïcisme entre els grecs, el sexe era considerat com un bé, si es gaudia entre persones que mantenien els principis de respecte i amistat; en la societat ideal, el sexe s'hauria de gaudir lliurement, sense vincles matrimonials que tractessin la parella com a propietat. Alguns estoics grecs van privilegiar les relacions entre persones del mateix sexe entre un home i una parella masculí més jove (vegeu Pederàstia a l'antiga Grècia). No obstant això, els estoics de l'època imperial romana es van apartar de la visió dels éssers humans com «animals sexuals en comunitat» i van posar èmfasi en el sexe dins del matrimoni, que com a institució ajudava a mantenir l'ordre social. Encara que desconfiaven de les passions fortes, inclòs el desig sexual, la vitalitat sexual era necessària per a la procreació.

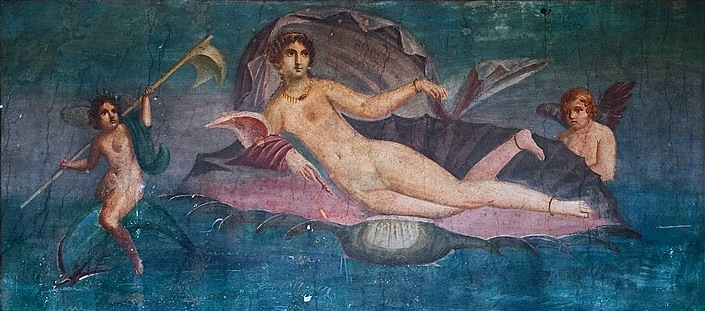
Venus sortint de la mar. Una pintura mural de Pompeia

Els estoics de l'època romana com Sèneca i Musoni Rufus, tots dos actius uns 100 anys després de Lucreci, van emfatitzar la «unitat sexual» per sobre de la polaritat dels sexes. Tot i que Musoni és predominantment un estoic, la seva filosofia també participa del platonisme i del pitagorisme. Va rebutjar la tradició aristotèlica, que descrivia el dimorfisme sexual com una relació adequada entre els que governen (masculí) i els governats (femení), i distingia els homes de les dones com a mancants biològicament. El dimorfisme existeix, segons Musoni, simplement per crear diferència, i la diferència al seu torn crea el desig d'una relació complementària, és a dir, una parella que s'unirà per a tota la vida pel bé de l'altre i pels seus fills. L'ideal romà del matrimoni era una associació de companys que treballen junts per produir i criar fills, gestionar els afers quotidians, portar vides exemplars i gaudir d'afecte; Musoni va aprofitar aquest ideal per promoure la visió estoica que la capacitat de virtut i autodomini no era específica del gènere.
Tant Musoni com Sèneca van criticar la doble moral, cultural i legal, que atorgava als homes romans més llibertat sexual que a les dones. Musoni argumenta que els homes són excusats per la societat per recórrer a prostitutes i esclaves per satisfer els seus apetits sexuals, mentre que aquest comportament d'una dona no seria tolerat; per tant, si els homes presumeixen exercir autoritat sobre les dones perquè creuen que tenen un major autocontrol, haurien de ser capaços de gestionar el seu desig sexual. L'argument, doncs, no és que la llibertat sexual sigui un bé humà, sinó que els homes i les dones haurien d'exercir la contenció sexual. Un home que visita una prostituta es fa mal a si mateix per manca d'autodisciplina; la manca de respecte a la seva dona i les seves expectatives de fidelitat no seria un problema. De la mateixa manera, un home no hauria de ser tan autoindulgent com per explotar sexualment una esclava; tanmateix, el seu dret a no ser utilitzat no és un motiu per a la seva contenció. Musoni va sostenir que fins i tot dins del matrimoni, el sexe s'hauria d'emprendre com a expressió d'afecte i per a la procreació, i no com a «plaer nu».
Musoni desaprovava les relacions entre persones del mateix sexe perquè no tenien un propòsit reproductiu. Sèneca i Epictet també pensaven que la procreació privilegiava la parella sexual entre homes i dones dins del matrimoni.

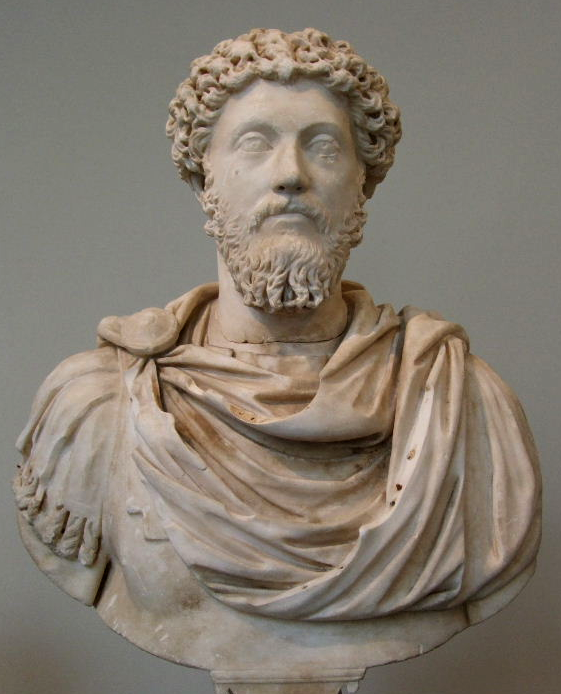
Marc Aureli va escriure que el sexe «és la fricció d'un tros d'intestí i, després d'una mena de convulsió, l'expulsió d'alguns mocs»

Encara que Sèneca és conegut principalment com un filòsof estoic, es basa en el neopitagorisme per les seves opinions sobre l'austeritat sexual. Els neopitagòrics van caracteritzar la sexualitat fora del matrimoni com a desordenada i indesitjable; el celibat no era un ideal, però sí la castedat dins del matrimoni. Per a Sèneca, el desig sexual de plaer (libido) és una «força destructiva (exitium) fixada insidiosament a les entranyes»; no regulat, esdevé cupiditas («luxúria»). L'única justificació del sexe és la reproducció dins del matrimoni. Encara que altres estoics veuen el potencial de la bellesa com un estímul ètic, una manera d'atreure i desenvolupar l'afecte i l'amistat en les relacions sexuals, Sèneca desconfia de l'amor per la bellesa física com a destrucció de la raó fins a la bogeria. Un home no hauria de tenir parella sexual que no sigui la seva esposa; Sèneca es va oposar fermament a l'adulteri, trobant-lo especialment ofensiu per a les dones. El savi (sapiens, en llatí; sophos, en grec) farà l'amor amb la seva esposa exercint el bon criteri (iudicium), no l'emoció (affectus). Aquesta és una visió molt més estricta que la d'altres estoics que defensen el sexe com a mitjà per promoure l'afecte mutu dins del matrimoni.
La visió filosòfica del cos com un cadàver que conté una ànima podria resultar en un menyspreu absolut per la sexualitat; l'emperador i filòsof estoic Marc Aureli escriu, «pel que fa a les relacions sexuals, és la fricció d'un tros d'intestí i, després d'un mena de convulsió, l'expulsió d'alguns mocs». Sèneca s'enfronta «a gran longitud» contra la perversitat d'un tal Hostius Quadra, que vivia envoltat de miralls corbs per poder veure les orgies des d'angles distorsionats i veure els penis més grans.
La severitat sexual va obrir els estoics romans a les acusacions d'hipocresia; Juvenal satiritza aquells que afecten una façana estoica tosca i viril, però que s'hi entreguen als plaers en privat. Es feia broma habitualment dient que no només els estoics s'inclinaven cap a la pederastia, sinó que els agradaven els homes joves que anaven adquirint barba, contràriament al costum sexual romà. Marcial fa insinuacions repetidament sobre aquells que eren exteriorment estoics però que en privat gaudien del paper homosexual passiu.
L'ètica sexual estoica es basa en la seva física i cosmologia. L'escriptor del segle v Macrobi conserva una interpretació estoica del mite del naixement de Venus com a resultat de la castració primigènia de la divinitat Cel (Caelus, en llatí). El mite, indica Macrobi, es podria entendre com una al·legoria de la doctrina de la «raó seminal». Els elements deriven de la sèmina («llavors»), que són generades pel cel; «amor» reuneix els elements en l'acte de creació, com la unió sexual d'home i dona. Ciceró suggereix que en l'al·legoria estoica, la ruptura dels òrgans reproductors significa «que l'èter celestial més alt, aquell foc llavor que genera totes les coses, no necessitava l'equivalent dels genitals humans per procedir en el seu treball generatiu».

## Sexualitat masculina
Durant la República, la llibertat política d'un ciutadà romà es va definir en part pel dret a preservar el seu cos de la compulsió física, incloent-hi tant el càstig corporal com l'abús sexual. La virtut, «virtus» com allò que feia un home plenament home (vir), estava entre les virtuts actives. Així, els ideals romans de masculinitat es basaven en assumir un paper actiu que també era, com [Williams 1999, p. 18] ha assenyalat, «la principal directiva del comportament sexual masculí per als romans». L'impuls cap a l'acció podria expressar-se més intensament en un ideal de domini que reflecteix la jerarquia de la societat patriarcal romana. La «mentalitat de conquesta» formava part d'un «culte a la virilitat» que va donar forma particularment a les pràctiques homosexuals romanes. A finals del segle xx i principis del xxi, l'èmfasi en la dominació ha portat els estudiosos a veure les expressions de la sexualitat masculina romana en termes d'un model binari «penetrat-penetrador»; és a dir, la manera adequada per a un home romà de buscar la gratificació sexual era introduir el seu penis a la seva parella. Deixar-se penetrar amenaçava la seva llibertat com a ciutadà lliure així com la seva integritat sexual.

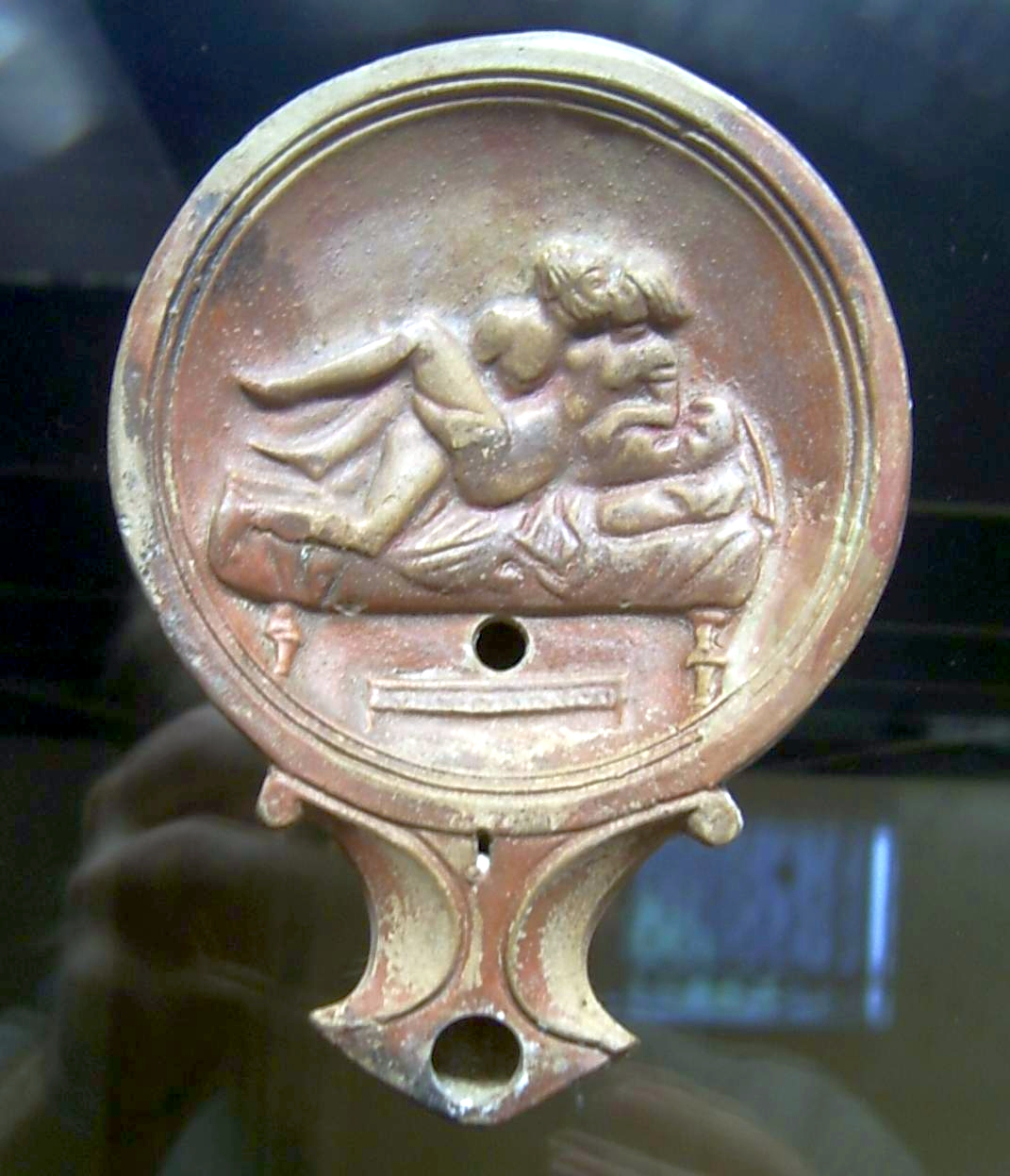
Representació d'un home i dona tenint sexe sobre una llàntia d'oli (Museu Römisch-Germanisches)
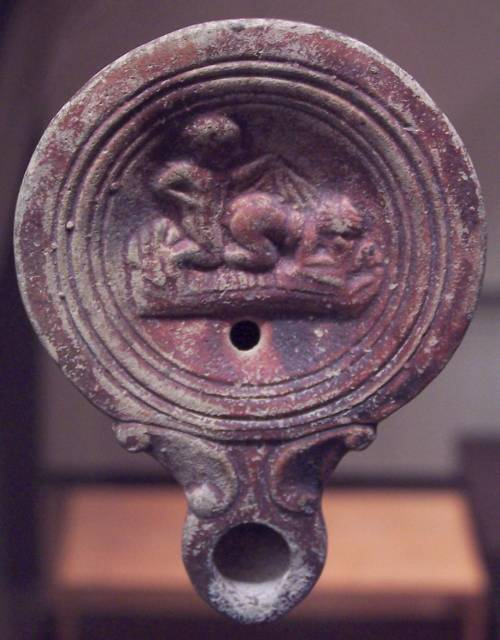
Llàntia d'oli que representa la postura del gosset

S'esperava i era socialment acceptable que un home romà nascut lliure volgués sexe amb parelles tant femenines com masculines, sempre que assumís el paper dominant. Els objectes de desig acceptables eren dones de qualsevol condició social o legal, prostitutes o esclaus masculins, però els comportaments sexuals fora del matrimoni s'havien de limitar a esclaus i prostitutes, o menys sovint a una concubina o «dona guardada». La manca d'autocontrol, inclòs en la gestió de la vida sexual, indicava que un home era incapaç de governar els altres; el gaudi del «plaer sensual baix» amenaçava amb erosionar la identitat masculí d'elit com a persona culta. Va ser un motiu d'orgull per a Gai Grac afirmar que durant el seu mandat com a governador provincial no va mantenir cap esclau escollit per la seva bona aparença, cap prostituta va visitar la seva casa i mai va abordar els esclaus joves d'altres homes.
A l'època imperial, les inquietuds per la pèrdua de la llibertat política i la subordinació del ciutadà a l'emperador es van expressar per un augment percebut del comportament homosexual passiu entre els homes lliures, acompanyat d'un augment documentable de l'execució i el càstig corporal dels ciutadans. La dissolució dels ideals republicans d'integritat física en relació amb les libertas contribueix i es reflecteix en la llicència sexual i la decadència associades a l'Imperi.

### Nuesa masculina
El poeta Enni (ca. 239-169 aC) va declarar que «exposar els cossos nus entre els ciutadans és l'inici de la desgràcia pública» (flagitium), sentiment al qual se'n va fer ressò Ciceró que torna a vincular l'autocontenció del cos amb la ciutadania. Les actituds romanes cap a la nuesa diferien de les dels grecs, l'ideal dels quals d'excel·lència masculina s'expressava pel cos masculí nu en l'art i en llocs de la vida real com les competicions atlètiques. La toga, en canvi, distingia el cos de l'home romà adult sexualment privilegiat. Fins i tot quan es despullaven per fer exercicis, els homes romans mantenien els genitals i les natges coberts, un costum itàlic compartit també amb els etruscs, l'art dels quals els mostra principalment portant una peça semblant a una faldilla o la forma més antiga de «pantalons curts» per a l'atletisme. Els romans que van competir als Jocs Olímpics presumiblement van seguir el costum grec de la nuesa, però la nuesa atlètica a Roma s'ha datat de diferents maneres, possiblement des de la introducció dels jocs d'estil grec al segle ii aC, però potser no regularment fins a l'època de Neró cap al 60.
La nuesa pública pot ser ofensiva o de mal gust fins i tot en entorns tradicionals; Ciceró es burla de Marc Antoni com a poc digne per aparèixer gairebé nu com a participant de les Lupercals, tot i que era requerida ritualment. La nuesa és un dels temes d'aquesta festa religiosa que més consumeix l'atenció d'Ovidi al Fasti, el seu poema llarg del calendari romà. August, durant el seu programa de revivalisme religiós, va intentar reformar les Lupercals, en part suprimint l'ús de la nuesa malgrat el seu aspecte de fertilitat.
Les connotacions negatives de la nuesa inclouen la derrota a la guerra (ja que els captius eren despullats), i l'esclavitud (ja que els esclaus a la venda sovint es mostraven nus). La desaprovació de la nuesa era, doncs, menys una qüestió d'intentar suprimir el desig sexual inadequat que de dignificar i marcar el cos del ciutadà com a lliure.

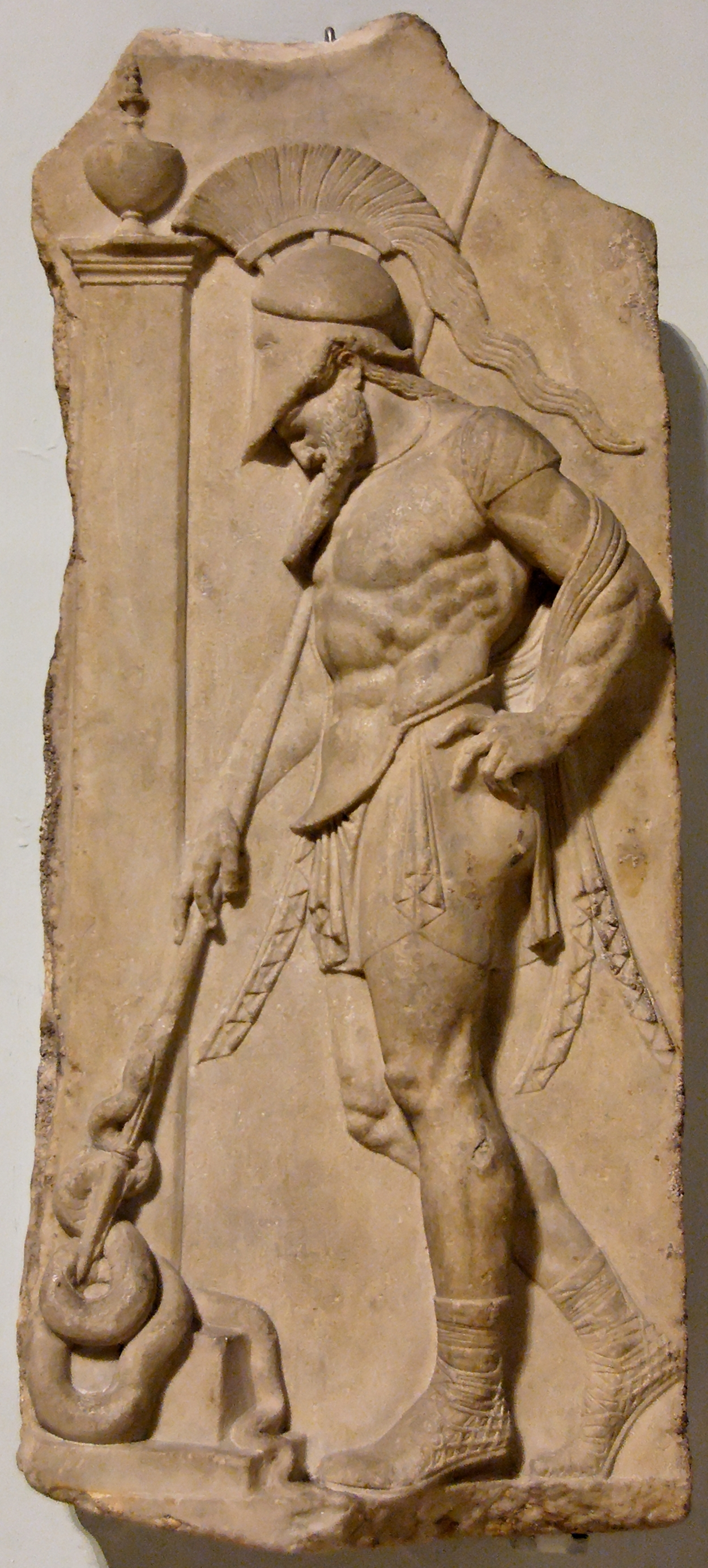
Estela neoàtica romana que representa un guerrer amb una cuirassa muscular, idealitzant la forma masculina sense nuesa (segle i aC)
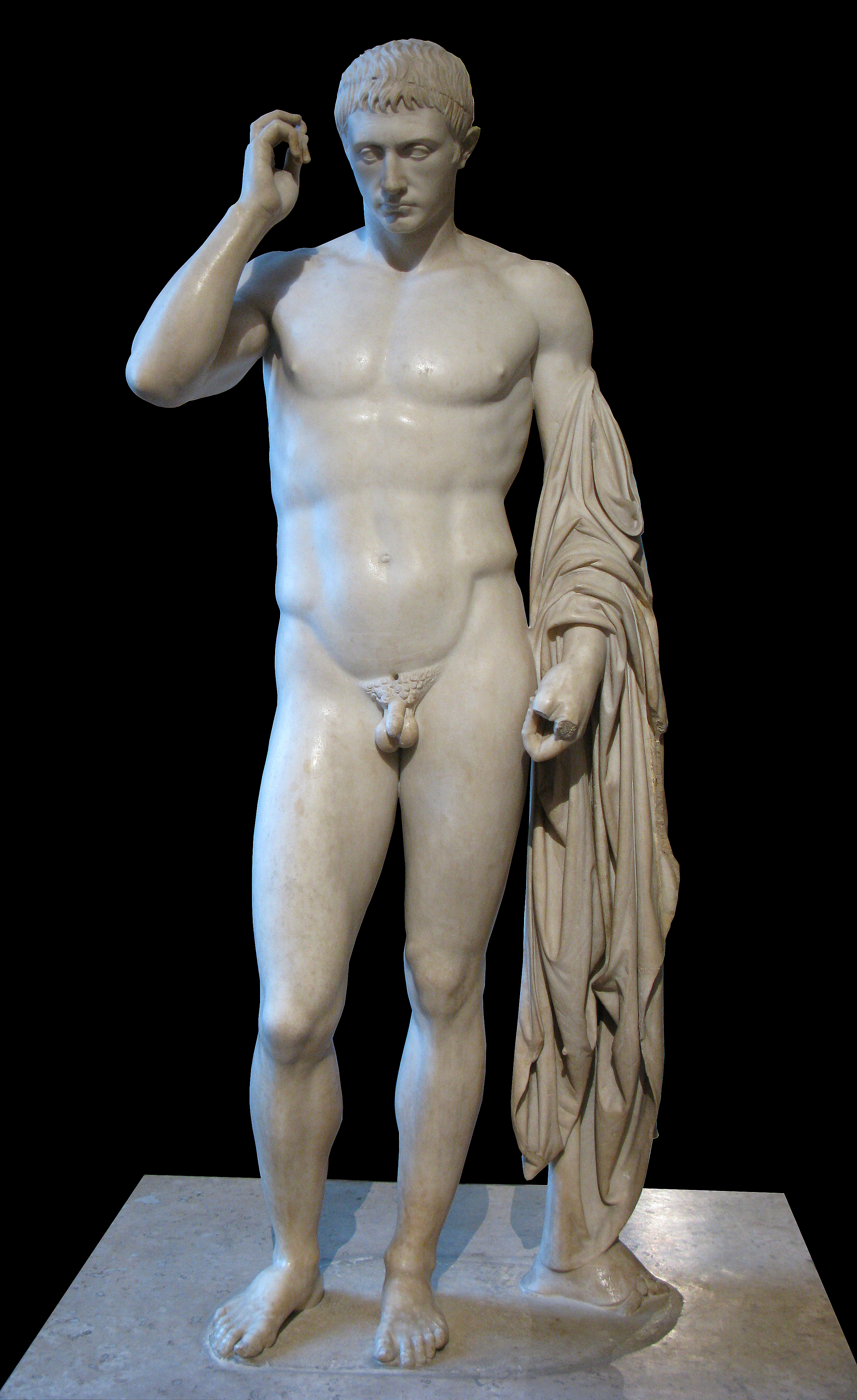
Retrat del cap de Marcel, nebot d'August (segle i), sobre un cos del tipus grec Hermes Ludovisi

Però la influència de l'art grec va portar a retrats «nus heroics» d'homes i déus romans, una pràctica que va començar al segle ii aC. Quan es van començar a mostrar estàtues de generals romans nus a la manera dels reis hel·lenístics, van ser impactants no només perquè exposaven la figura masculina, sinó perquè evocaven conceptes de reialesa i divinitat, que eren contraris als ideals republicans de ciutadania encarnats per la toga.
El déu Mart es presenta com un home madur i barbut amb la vestimenta d'un general romà quan se'l concep com el pare digne del poble romà, mentre que les representacions de Mart com a jove, imberbe i nu mostren la influència de l'Ares grec. En l'art produït sota August, l'adopció programàtica de l'estil hel·lenístic i neoàtic va portar a una significació més complexa del cos masculí mostrat nu, parcialment nu o vestit amb una cuirassa muscular.
Una excepció a la nuesa pública van ser els banys, tot i que les actituds cap al bany nu també van canviar amb el temps. Al segle ii aC, Cató preferia no banyar-se en presència del seu fill, i Plutarc implica que per als romans d'aquests temps anteriors es considerava vergonyós que els homes madurs exposin el seu cos als nois més joves. Però més tard, homes i dones fins i tot podien banyar-se junts.

### Sexualitat fàl·lica
La sexualitat romana enquadrada per la literatura llatina ha estat descrita com a fal·locèntrica. Se suposava que el fal·lus tenia poders per allunyar el mal d'ull i altres forces sobrenaturals malèvoles. Es va utilitzar com a amulet (fascinum), dels quals sobreviuen molts exemples, especialment en forma de campanes de vent (tintinnabula). Fins i tot, alguns estudiosos han interpretat com a fàl·lic el plànol del Fòrum d'August, «amb les seves dues galeries o exèdres semicirculars com a testicles i el seu llarg davanter sortint com a fust».
El fal·lus desmesurat de l'art romà estava associat amb el déu Príap, entre d'altres. Era grotesc, provocava riures o s'utilitzava amb finalitats màgiques. Originari de la ciutat grega de Lampsacus, Príap era una deïtat de la fertilitat l'estàtua del qual es col·locava als jardins per allunyar els lladres. La col·lecció de poesia anomenada Priapea tracta sobre la sexualitat fàl·lica, incloent poemes parlats en la persona de Príap. En un, per exemple, Príap amenaça amb violació anal contra qualsevol lladre potencial. La ira de Príap podia causar impotència, o un estat d'excitació perpètua sense cap mitjà d'alliberament; una maledicció de Príap sobre un lladre era que li podien mancar dones o nens per alleujar-lo de la seva erecció i esclatar.

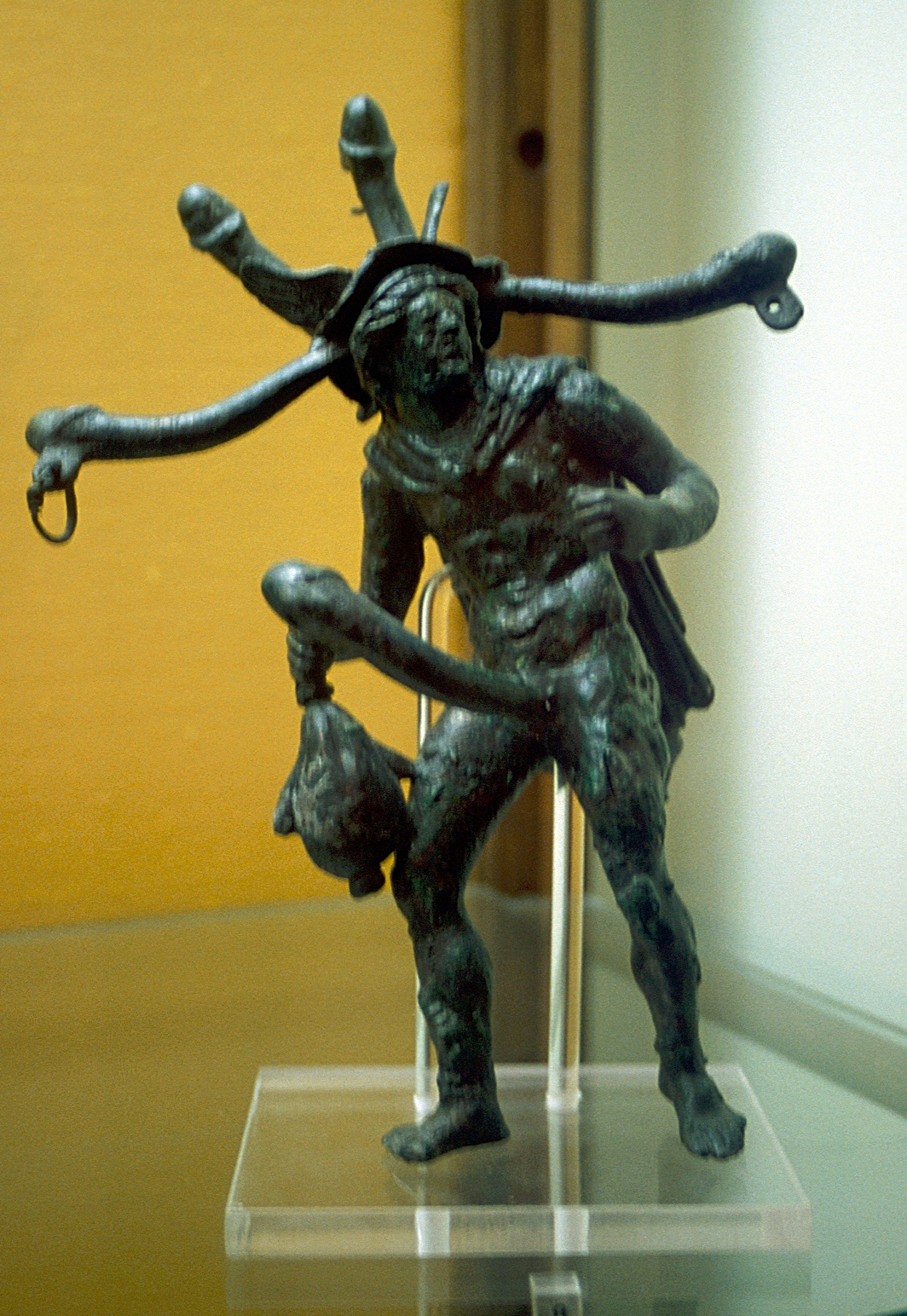
Tintinnabulum de bronze polifàl·lic; la punta de cada fal·lus estava equipada amb un anell per penjar una campaneta
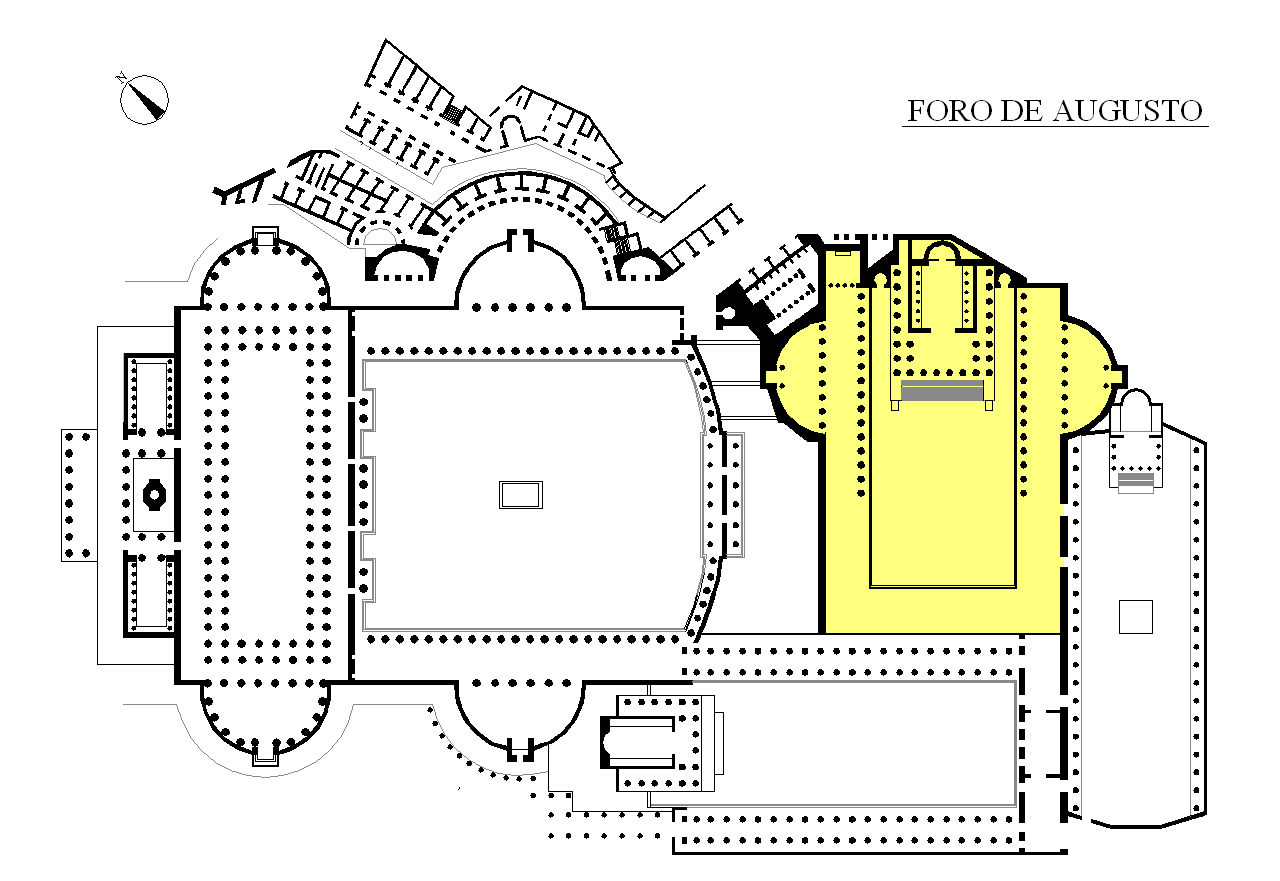
Plànol del Fòrum d'August (en groc)
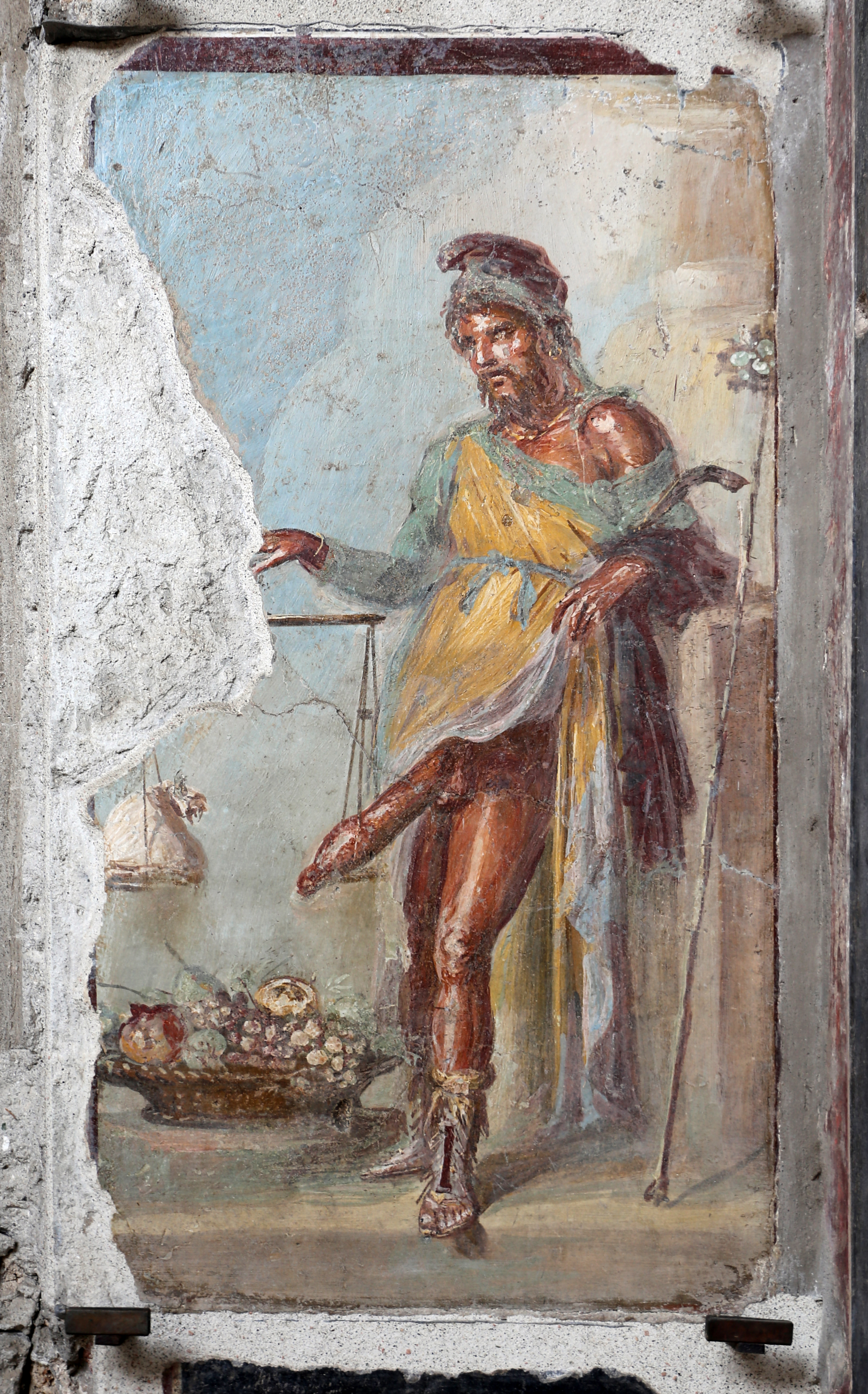
Príap, amb una gorra frigia i pesant el seu fal·lus en una balança (Casa dels Vettii, Pompeia)

Hi ha aproximadament 120 termes i metàfores llatins registrats per al penis, i la categoria més gran tracta el membre masculí com un instrument d'agressió, una arma. Aquesta tendència metafòrica s'exemplifica amb bales de plom de fona, que de vegades s'inscriuen amb la imatge d'un fal·lus, o missatges que comparen l'objectiu amb una conquesta sexual, per exemple «Busco el cul d'Octavi». L'obscenitat més comuna per al penis és mentula, que Marcial defensa en lloc de termes educats; el seu privilegi de la paraula com a llatí arcaic de l'època de Numa es pot comparar amb la integritat sense vernis de les «paraulotes». Càtul l'utilitza famosament com a pseudònim per al menyspreable Mamurra, amic de Juli Cèsar. Mentula apareix amb freqüència en els grafits i la Priapea, però tot i que és obscena la paraula no era inherentment abusiva o vitupera. Verpa, per contra, era «una paraula emotiva i altament ofensiva» per al penis amb el prepuci estirat enrere, com a resultat d'una erecció, una activitat sexual excessiva o una circumcisió. Virga, així com altres paraules per a «branca», «vara», «estaca», «biga», és una metàfora habitual.
El penis també es pot referir com a «beina» (vena), «cua» (penis o cauda) o «tendó» (nervus). La paraula catalana «penis» deriva de penis, que originalment significava «cua», però en llatí clàssic s'utilitzava regularment com a vulgarisme arriscat per a l'òrgan masculí. Més tard, penis esdevé la paraula estàndard en llatí culte, tal com l'utilitza, per exemple, per l'escolàstica a Juvenal i per Arnobi, però no va passar a l'ús entre les llengües romàniques. No va ser un terme utilitzat pels escriptors mèdics, excepte per a Marcel Empíric. En el llatí medieval, una moda per l'obscenitat erudita va portar a la percepció del dàctil, una unitat mètrica del vers representada — ‿ ‿, com una imatge del penis, amb la síl·laba llarga (longum) el fal·lus i les dues síl·labes curtes (breves) els testicles.
La connexió aparent entre el llatí testes, («testicles») i testis (plural testes) («testimoni») (l'origen de les paraules cartalanes «testificar» i «testimoni») pot estar en un ritual arcaic. Algunes cultures antigues de la Mediterrània feien juraments vinculants sobre els genitals masculins, simbolitzant que «la prestació d'un testimoni fals porta una maledicció no només a un mateix, sinó a la llar i la futura línia de successió». Els escriptors llatins fan jocs de paraules i acudits freqüents basant-se en els dos significats de testes. La paraula catalana «testicle» deriva del diminutiu testiculum. La paraula obscena per a «testicle» era coleus.

#### Castració i circumcisió

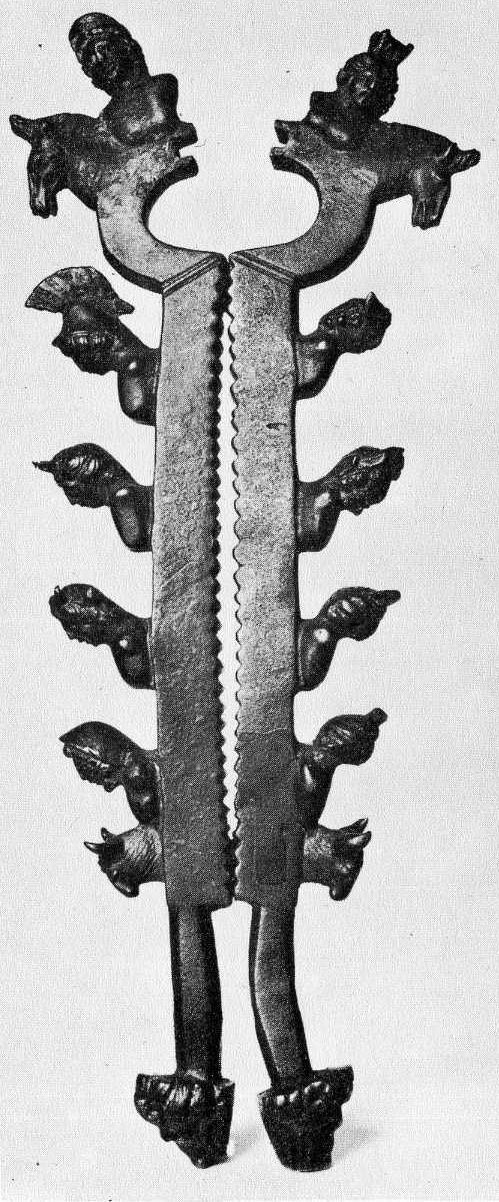
Es creu que les pinces de castració trobades a la Gran Bretanya romana van ser utilitzada pels devots de Cíbele o pels veterinaris, amb els caps de divinitats i animals que tenien un significat ritual en tots dos casos.

Per als romans i els grecs, la castració i la circumcisió estaven vinculades com a bàrbares mutilacions dels genitals masculins. Quan el culte de Cíbele va ser importat a Roma a finals del segle iii aC, el seu eunuquisme tradicional es limitava als sacerdots estrangers (els Galli), mentre que els ciutadans romans formaven confraries per fer honors d'acord amb els seus propis costums. S'ha argumentat que l'exhortació de l'apòstol Pau als Gàlates a no sotmetre's a la circumcisió, s'ha d'entendre no només en el context de la circumcisió jueva, sinó també de la castració ritual associada a Cíbele, el culte de la qual estava centrat a Galàcia. Entre els jueus, la circumcisió era un marcador del pacte d'Abraham; els jueus de la diàspora circumcidaven els seus esclaus i homes adults convertits, a més dels infants jueus. Encara que els escriptors grecoromans consideren la circumcisió com una característica identificativa dels jueus, creien que la pràctica es va originar a Egipte, i la van registrar entre els pobles que van identificar com àrabs, sirians, fenicis, còlquides i etíops. El filòsof neoplatònic Sal·lusti associa la circumcisió amb els estranys costums familiars-sexuals dels massatgetes que «mengen els seus pares» i dels perses que «preserven la seva noblesa engendrant fills amb les seves mares».
Durant el període republicà, una Lex Cornelia prohibia diversos tipus de mutilació, inclosa la castració. Malgrat aquestes prohibicions, alguns romans conservaven bells esclaus masculins com a deliciae («joguines») o delicati («delícies») que de vegades eren castrats en un esforç per preservar l'aspecte andrògin de la seva joventut. L'emperador Neró va fer castrar el seu llibert Sporus i es va casar amb ell en una cerimònia pública.
A finals del segle i, els emperadors Domicià i Nerva havien promulgat prohibicions contra la castració davant el creixement del comerç d'esclaus eunucs. En algun moment entre el 128 i el 132, Hadrià sembla haver prohibit temporalment la circumcisió, sota pena de mort. Antoni Pius va eximir de la prohibició els jueus, així com els sacerdots egipcis, i Orígenes diu que en el seu temps només es permetia practicar la circumcisió als jueus. La legislació sota el govern de Constantí, el primer emperador cristià, alliberava qualsevol esclau que fos sotmès a la circumcisió; l'any 339 , circumcidar un esclau es va castigar amb la pena de mort.
Un procediment mèdic conegut com a epispasme, que consistia tant en mètodes quirúrgics com no quirúrgics, existia a l'antiga Roma i Grècia per restaurar el prepuci i cobrir el gland «pel decòrum». Tots dos van ser descrits amb detall pel metge grec Aulus Corneli Cels a la seva completa obra enciclopèdica De Medicina, escrita durant el regnat de Tiberi (14-37). El mètode quirúrgic consistia a alliberar la pell que cobria el penis per dissecció, i després tirar-la cap endavant sobre el gland; també va descriure una tècnica quirúrgica més senzilla utilitzada en homes el prepuci dels quals és naturalment insuficient per cobrir el seu gland. El segon enfocament no era quirúrgic; un dispositiu de restauració que consistia en un pes especial fet de bronze, coure o cuir, es col·locava al penis, estirant-ne la pell cap avall. Amb el temps es generava un nou prepuci, o s'allargava un prepuci curt, mitjançant l'expansió dels teixits; Marcial també va esmentar el dispositiu de restauració en els seus Epigrames (7:35). Els jueus hel·lenitzats o romanitzats van recórrer a l'epispasme per integrar-se millor a la societat grecoromana, i també per fer-se menys visibles als banys o durant l'atletisme. D'aquests, alguns es van tornar a circumcidar més tard.

### Regulació del semen
Es pensava que l'ejaculació massa freqüent debilitava els homes. Les teories mèdiques gregues basades en els elements clàssics i els humors recomanaven limitar la producció de semen mitjançant teràpies de refredament, assecat i astringents, inclosos els banys freds i l'evitació dels aliments que causen flatulències. Al segle ii, l'escriptor mèdic Galè explica el semen com una barreja de sang (concebuda com un humor) i pneuma (l'«aire vital» necessari pels òrgans per funcionar) format dins dels vasos espermàtics enrotllats de l'home, amb l'humor girant blanc a través de la calor quan entra als testicles. En el seu tractat De Semine (Sobre el semen), Galè adverteix que l'activitat sexual desmesurada provoca una pèrdua de pneuma i, per tant, de vitalitat:
| «                                                                     | No és gens d'estranyar que els que són sexualment menys moderats resultin més febles, ja que tot el cos perd la part més pura d'ambdues substàncies i, a més, hi ha un augment del plaer, que per si sol és suficient per dissoldre el to vital, de manera que fins ara algunes persones havien mort per excés de plaer. | » |
| — Galè, De semine 1.16.30-1.16.32, citat a [De Lacy 1992, p. 138-141] | |   |

La dispersió incontrolada del pneuma en el semen podria provocar la pèrdua de vigor físic, agudesa mental, masculinitat i una forta veu masculina, una queixa registrada també al Priapeus. Es pensava que l'activitat sexual afectava especialment la veu; els cantants i actors podien ser infibulats per preservar la seva veu. Quintilià aconsella que l'orador que volgués cultivar una veu masculina profunda per al públic s'hauria d'abstenir de les relacions sexuals. Aquesta preocupació la va sentir intensament l'amic de Catul, Calvus, el poeta avantguardista i orador del segle i aC, que dormia amb plaques de plom sobre els ronyons per controlar els somnis humits. Plini informa que:
| «                                        | Quan les plaques de plom s'uneixen a la zona dels lloms i ronyons, s'utilitza, pel seu caràcter més aviat refrescant, per controlar els atacs del desig sexual i els somnis sexuals en el son que provoquen ereccions espontànies fins al punt de convertir-se en una mena de malaltia. Amb aquestes làmines es diu que l'orador Calvus es va contenir i va conservar la força del seu cos per al treball dels seus estudis.. | » |
| — Plini el Vell, Història Natural 34.166 | |   |

Es van prescriure plaques de plom, teràpia amb ventoses i depilació per a tres trastorns sexuals que es pensava que estaven relacionats amb les pol·lucions nocturnes: satiriasi o hipersexualitat; priapisme, una erecció crònica sense un desig sexual acompanyant; i la descàrrega involuntària de semen (seminis lapsus o seminis effusio).

### Efeminament i transvestisme

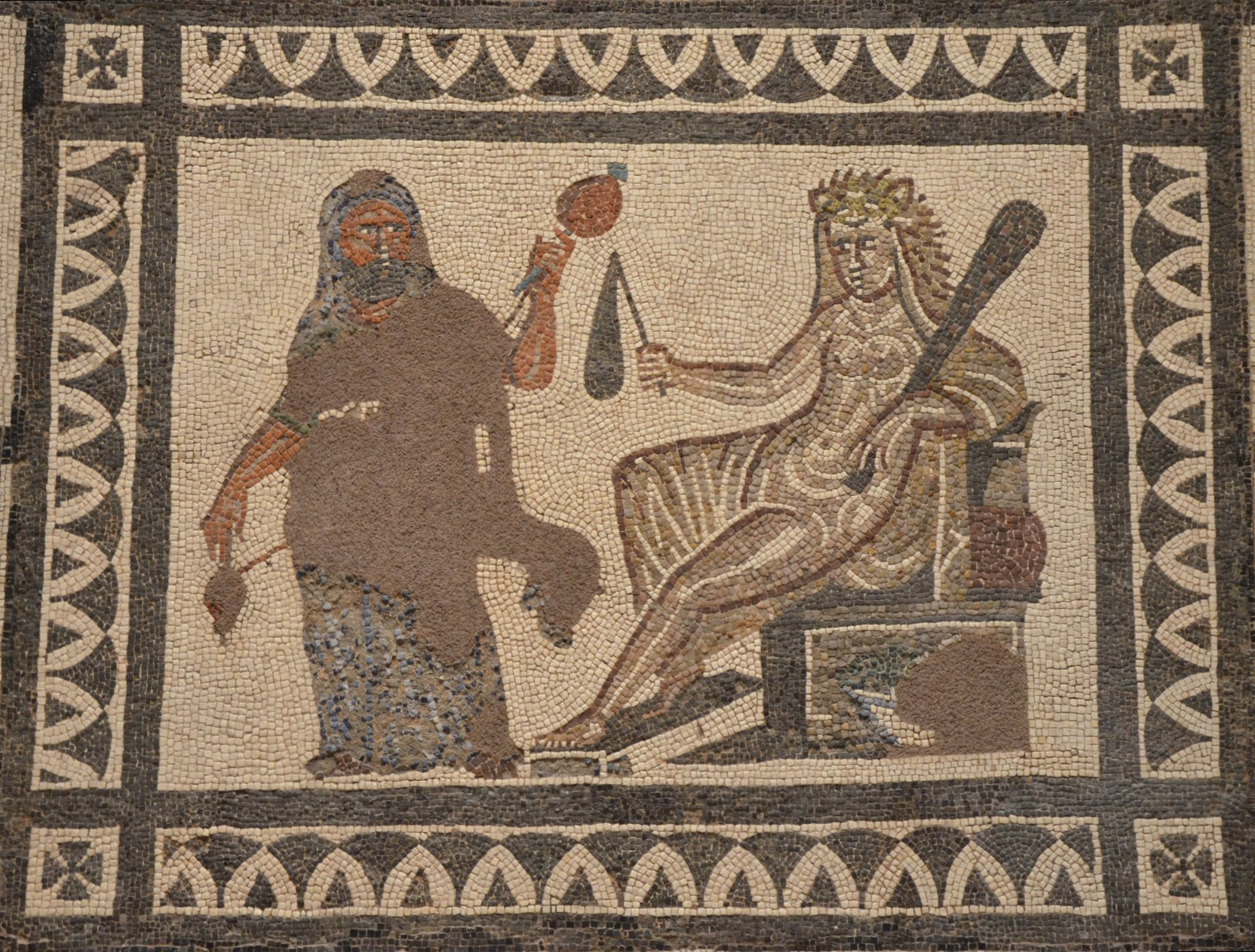
Hèrcules i Òmfale creuats (mosaic de l'Espanya romana,)

L'efeminament era una de les acusacions preferides de la invectiva política romana, i estava dirigida especialment als populares, els polítics de la facció que es representaven com a campions del poble, de vegades anomenat partit «democràtic» de Roma en contrast amb els optimates, una elit conservadora de nobles. En els darrers anys de la República, els populaes Juli Cèsar, Marc Antoni i Clodi Pulcre, així com els conspiradors catilinaris, van ser burlats com a homes efeminats, massa cuidats i massa macos que podrien ser en l'extrem receptor del sexe d'altres homes; al mateix temps, se suposa que eren donadors o posseïen un atractiu sexual devastador.
Potser l'incident més notori de travestisme a l'antiga Roma va ocórrer l'any 62 aC, quan Clodi Pulcre es va inmiscuir en els ritus anuals de la Bona Dea que estaven restringits només a les dones. Els ritus es van celebrar a la casa d'un magistrat superior, aquest any el de Juli Cèsar, a punt de finalitzar el seu mandat com a pretor i recentment investit com a Pontifex Maximus. Clodi es va disfressar de músic femení per aconseguir l'entrada, tal com es descriu en un «striptease verbal» de Ciceró, que el va processar per sacrilegi (incestum):
| « | Treu-li el vestit de safrà, la tiara, les sabates femenines i els cordons morats, el sostenidor, la seva arpa grega, lleva-li el seu comportament desvergonyit i el seu crim sexual, i Clodi es revela de sobte com un demòcrata. | » |

Les accions de Clodi, que acabava de ser elegit qüestor i probablement estava a punt de complir els trenta anys, es consideren sovint com una última broma juvenil. La naturalesa totalment femenina d'aquests ritus nocturns va atreure molta especulació lasciva dels homes; es van fantasejar com a orgies de lesbianes borratxes que podrien ser divertides de veure. Se suposa que Clodi tenia la intenció de seduir l'esposa de Cèsar, però la seva veu masculina el va delatar abans que tingués l'oportunitat. L'escàndol va portar a Cèsar a demanar un divorci immediat per controlar el dany a la seva pròpia reputació, donant lloc a la famosa frase «La dona de Cèsar ha d'estar per sobre de les sospita». L'incident «resumeix el desordre dels darrers anys de la república».
A més de la invectiva política, el travestisme apareix a la literatura i l'art romans com a tropa mitològica (com a la història d'Hèrcules i Òmfale intercanviant papers i vestits), d'investidura religiosa i rarament o de manera ambigua com a fetitxisme travestista. Una secció del Digest d'Ulpià classifica la roba romana en funció de qui la pot portar adequadament; un home que vestia roba de dona, assenyala Ulpià, s'arriscaria a convertir-se en objecte de menyspreu. Un fragment del dramaturg Luci Acci (170-86 aC) sembla referir-se a un pare que, d'amagat, portava «galas de verge». Es constata un cas de travestisme en un cas judicial, en què «un cert senador acostumat a vestir de dona durant nit» s'estava disposant de les peces del seu testament. En un exercici de «prova simulada» presentat per l'ancià Sèneca, un jove (adulescens) és violat en grup mentre vesteix roba de dona en públic, però la seva indumentària s'explica com la seva actuació en un atreviment dels seus amics, no com una elecció basada. sobre la identitat de gènere o la recerca del plaer eròtic.
L'ambigüitat de gènere era una característica dels sacerdots de la deessa Cíbele coneguda com Galli, el vestit ritual del qual incloïa peces de roba de dona. De vegades es consideren un sacerdoci transgènere, ja que se'ls requeria que fossin castrats a imitació d'Atis. Les complexitats de la identitat de gènere en la religió de Cíbele i el mite d'Atis són explorades per Catul en un dels seus poemes més llargs, Carmen 63.

### Sexe home-home

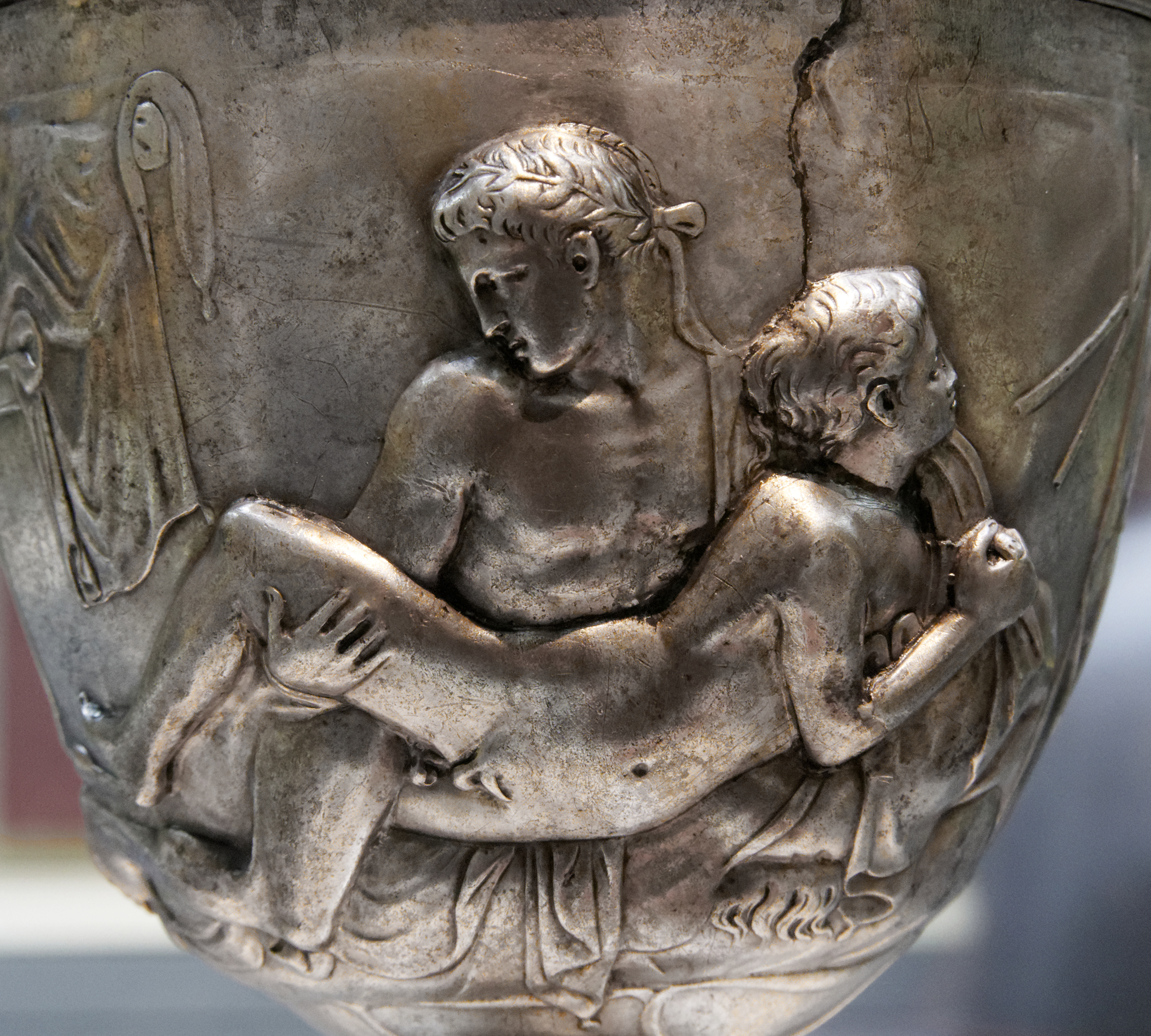
Sexe pederàstic a la cara «romana» de la Copa Warren (Museu Britànic, Londres, 15 aC-15)

Els homes romans eren lliures de tenir relacions sexuals amb homes d'estatus inferior sense que es percebés una pèrdua de masculinitat, o fins i tot com a millora d'aquesta. No obstant això, aquells que prenien el paper de receptor en actes sexuals, de vegades anomenats paper «passiu» o «submís», eren menystinguts com a febles i efeminats, independentment del sexe de la seva parella (vegeu la secció següent sobre cunnilungus i fel·latio), mentre que tenir relacions sexuals amb homes en posició activa era una prova de la pròpia masculinitat. El domini del propi cos era un aspecte de la libertas del ciutadà (la llibertat política), mentre que l'ús del propi cos per donar plaer als altres, ja sigui en relacions homosexuals o heterosexuals, era servil. Lleis com la Lex Scantinia i diverses peces de la legislació moral d'August estaven destinades a restringir l'activitat homosexual entre els homes nascuts lliures, vist com una amenaça per a l'estatus i la independència d'un home com a ciutadà.
El llatí tenia tanta riquesa de paraules per als homes fora de la norma masculina que alguns estudiosos argumenten per l'existència d'una subcultura homosexual a Roma; és a dir, tot i que el substantiu «homosexual» no té un equivalent directe en llatí, les fonts literàries revelen un patró de comportaments entre una minoria d'homes lliures que indiquen preferència o orientació per al mateix sexe. Alguns termes, com «exoletus», fan referència específicament a un adult; els romans que estaven socialment marcats com a «masculins» no limitaven la seva penetració homosexual de prostituts o esclaus masculins, que eren «nens» menors de 20 anys d'edat. El Satyricon, per exemple, inclou moltes descripcions d'homes adults i lliures que mostraven interès sexual entre ells, i alguns ancians poden haver preferit de vegades el paper passiu amb una parella de la mateixa edat o més jove, tot i que això estava mal vist socialment.

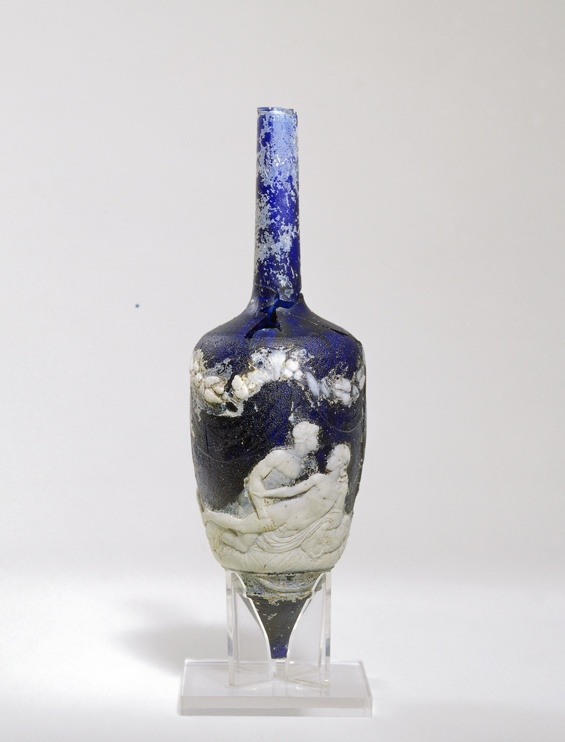
Una ampolla de perfum de camafeu, trobada a la necròpolis romana d'Ostippo, Espanya (25 aC-14), que mostra dos homes en un llit; l'altra cara, no mostrada, hi ha una dona i un home (Col·lecció George Ortiz)

La literatura llatina homoeròtica inclou els poemes Juventius de Catul, les elegies de Tibul i Properci, la segona Bucòliques de Virgili i diversos poemes d'Horaci. Lucreci aborda l'amor dels nois a De rerum natura (4.1052–1056). El poeta Marcial, tot i estar casat amb una dona, sovint es burla de les dones com a parelles sexuals i celebra els encants dels pueri (nens). El Satyricon de Petroni està tan impregnat de la cultura de la sexualitat masculí-masculí que en els cercles literaris europeus del segle xviii, el seu nom es va convertir en «un sinónim de l'homosexualitat». Tot i que Ovidi inclou tractaments mitològics de l'homoerotisme a Les Metamorfosis, és inusual entre els poetes amorosos llatins i, de fet, entre els romans en general, per la seva postura heterosexual agressiva, encara que fins i tot ell no reclamava l'heterosexualitat exclusiva.
Encara que la llei romana no reconeixia el matrimoni entre homes, a principis del període imperial algunes parelles masculines celebraven ritus matrimonials tradicionals. Les noces entre persones del mateix sexe són informades per fonts que se'n burlen; els sentiments dels participants no es registren.
A part de les mesures per protegir la llibertat dels ciutadans, la persecució de l'homosexualitat com a delicte general va començar al segle iii, quan la prostitució masculina va ser prohibida per Felip l'Àrab, simpatitzant de la fe cristiana. A finals del segle iv, l'homosexualitat passiva sota l'Imperi cristià era castigada amb la mort a la foguera. «Mort per espasa» era el càstig per a un «home que tenia sexe com una dona» segons el Codi de Teodosi. Sota el govern de Justinià, tots els actes del mateix sexe (passius o actius), independentment de qui fossin les parelles, eren declarats contraris a la naturalesa i castigats amb la mort. Els comportaments homosexuals es van assenyalar com a causes de la ira de Déu després d'una sèrie de desastres al voltant dels anys 542 i 559. Justinià també va exigir la pena de mort per a qualsevol que esclavitzés un romà castrat, tot i que va permetre la compra i venda d'eunucs nascuts a l'estranger sempre que fossin castrats fora dels límits de l'Imperi Romà (Codex Justinianus, 4.42.2).

### Violació de l'home
Els homes que havien estat violats estaven exempts de la pèrdua de la posició legal o social (infàmia) que patien els homes que es prostituïen o assumien voluntàriament el paper de passiu en el sexe. Segons el jurista Pomponi, «qualsevol home que hagi estat violat per la força dels lladres o l'enemic en temps de guerra (vi praedonum vel hostium) no hauria de tenir estigma». Els temors a una violació massiva després d'una derrota militar es van estendre per igual a les víctimes potencials, homes i dones.

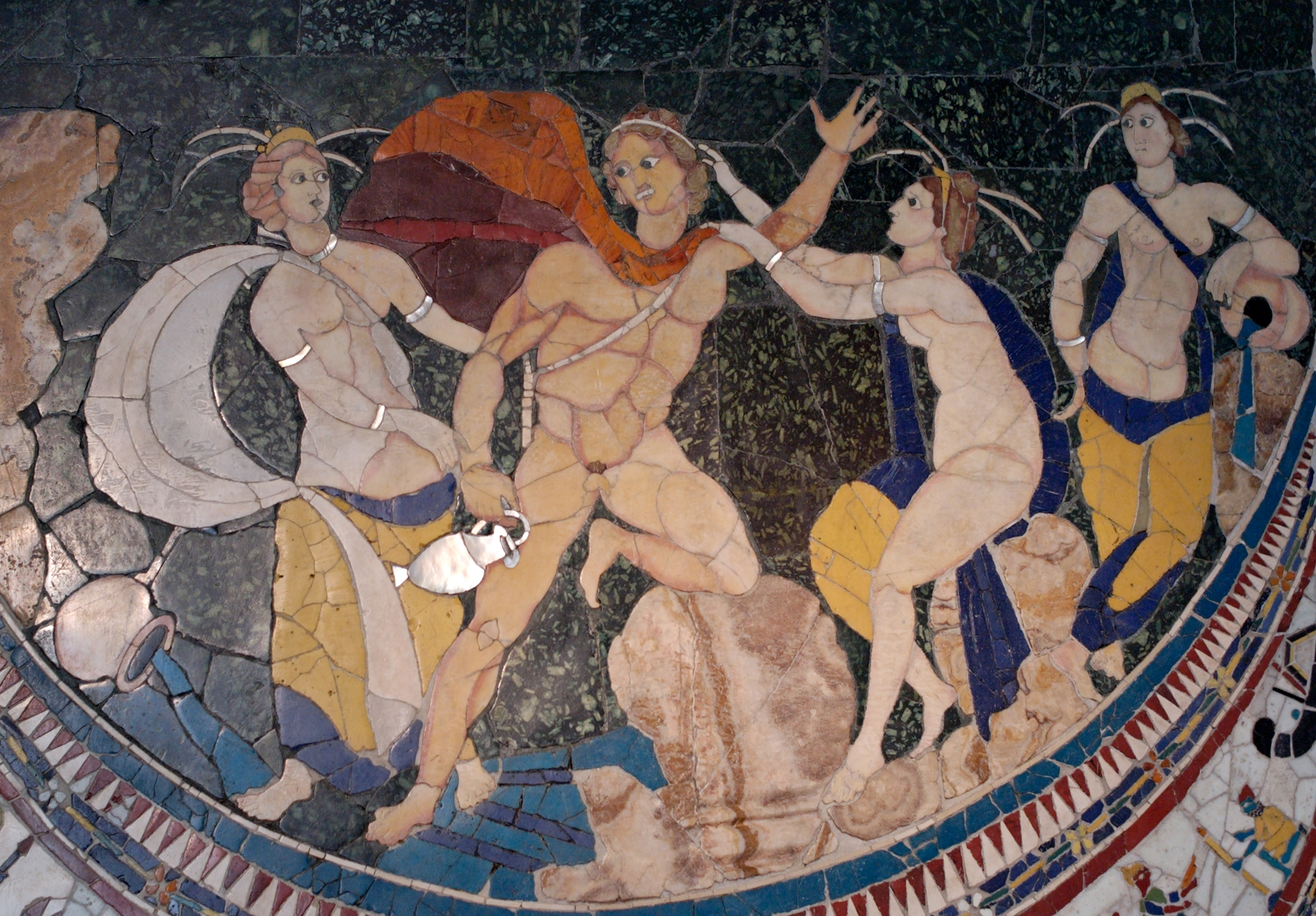
El rapte mitològic o «violació» d'Hilas per part de les nimfes (opus sectile, basílica de Junius Bassus,)

La llei romana abordava la violació d'un ciutadà home ja al segle ii aC, quan es va emetre una sentència en un cas que podria haver implicat un home d'orientació homosexual. Tot i que no estava legislat el cas que un home que havia treballat com a prostitut fos violat, es va dictaminar que fins i tot un home que era «de mala reputació» (famosus) i qüestionable (suspiciosus)» tenia el mateix dret que altres homes lliures a no sotmetre el seu cos a sexe forçat. En un llibre de retòrica de principis del segle i aC, la violació d'un home fill d'esclaus nascut lliure (ingenuus) s'equipara a la d'una materfamilias com a delicte capital. La Lex Julia de vi publica, registrada a principis del segle iii però «probablement datava de la dictadura de Juli Cèsar», definia la violació com el sexe forçat contra «nen, dona o qualsevol persona»; el violador era objecte d'execució, una pena rara en el dret romà. Era una pena capital el delicte que un home segresti un nen nascut lliure amb finalitats sexuals o suborni l'acompanyant del nen (comes) per l'oportunitat. Els acompanyants negligents podrien ser processats en virtut de diverses lleis, donant la culpa a aquells que incompleixen les seves responsabilitats com a tutors i no sobre la víctima. Tot i que la llei reconeixia l'irresponsabilitat de la víctima, la retòrica utilitzada per la defensa indica que es podrien aprofitar les actituds de culpa entre els membres del jurat.
A la seva col·lecció de dotze anècdotes que tracten els atacs a la castedat, l'historiador Valeri Màxim presenta víctimes masculines en igual nombre que dones. En el cas del «procés simulat» descrit per Sèneca el vell, un adulescens (un home prou jove per no haver començat la seva carrera formal) va ser violat en grup per deu dels seus companys; tot i que el cas és imaginari, Sèneca assumeix que la llei va permetre processar amb èxit els violadors. Un altre cas hipotètic imagina l'extrem al qual es podria conduir una víctima de violació; l'home nascut lliure que va ser violat se suïcida. La violació d'un ingenu és un dels pitjors crims que es poden cometre a Roma, juntament amb el parricidi, la violació d'una verge i el robatori d'un temple. No obstant això, la violació era un dels càstigs tradicionals infligits a un adúlter masculí pel marit perjudicat, encara que potser més en la fantasia de venjança que en la pràctica. L'amenaça d'un home de sotmetre un altre a una violació anal o oral (irrumatio) és un tema de la poesia invectiva, sobretot a la famosa Carmen 16 de Catul, i va ser una forma de fanfarroneria masculina.

### Sexe en l'àmbit militar
S'esperava que el soldat romà, com qualsevol home romà lliure i d'estatus respectable, mostrés autodisciplina en qüestions de sexe. Els soldats condemnats per adulteri van rebre una baixa deshonrosa; als adúlters condemnats se'ls va prohibir l'allistament. Els comandants estrictes podien prohibir les prostitutes i els proxenetes del campament, tot i que en general l'exèrcit romà, ja sigui durant la marxa o en un fort permanent (castrum), hi assistia una sèrie de seguidors del soldats que podrien incloure prostitutes. La seva presència sembla haver estat donada per feta, i esmentada principalment quan es va convertir en un problema; per exemple, quan Escipió Aemilianus marxava cap a Numància l'any 133 aC, va expulsar els seguidors del campament com una de les seves mesures per restaurar la disciplina.
Potser el més peculiar és la prohibició del matrimoni a l'exèrcit imperial. Als primers temps, Roma tenia un exèrcit de ciutadans que abandonaven les seves famílies i agafaven les armes a mesura que va sorgir la necessitat. Durant l'expansionisme de la República, Roma va començar a adquirir extensos territoris per ser defensats com a províncies, i durant l'època de Gai Mari (m. 86 aC), l'exèrcit s'havia professionalitzat. La prohibició del matrimoni va començar sota el govern d'August (qui va governar entr el 27 aC i 14), potser per dissuadir les famílies de seguir l'exèrcit i perjudicar-ne la mobilitat. La prohibició del matrimoni s'aplicava a tots els graus, fins al centurionat; els homes de les classes dirigents estaven exempts. Al segle ii, l'estabilitat de l'Imperi va mantenir la majoria de les unitats en forts permanents, on sovint es van desenvolupar vincles amb dones locals. Tot i que legalment aquestes unions no es podien formalitzar com a matrimonis, es reconeixia el seu valor per donar suport emocional als soldats. Després de l'acomiadament d'un soldat, a la parella se li va concedir el dret de matrimoni legal com a ciutadans (connubium), i es considerava que els fills que tinguessin havien nascut de ciutadans. Septimi Sever va rescindir la prohibició l'any 197.
Altres formes de gratificació sexual disponibles per als soldats eren l'ús d'esclaus masculins, la violació de guerra i les relacions entre persones del mateix sexe. El comportament homosexual entre els soldats estava subjecte a penes dures, inclosa la mort, com a violació de la disciplina militar. Polibi (segle ii aC) informa que l'activitat militar entre persones del mateix sexe era castigada amb el fustuarium, que es pegava fins a la mort. El sexe entre companys soldats violava el decòrum romà sobre les relacions sexuals amb un altre home nascut lliure. Un soldat mantenia la seva masculinitat en no permetre que el seu cos fos utilitzat amb finalitats sexuals. Aquesta integritat física contrastava amb els límits posats a les seves accions com a home lliure dins la jerarquia militar; El més sorprenent és que els soldats romans eren els únics ciutadans sotmesos regularment a càstigs corporals, reservats al món civil principalment als esclaus. La integritat sexual va ajudar a distingir l'estatus del soldat, que d'altra manera sacrificava una gran part de la seva autonomia civil, de la de l'esclau. (Vegeu també Relacions mestre-esclau més avall). En la guerra, la violació significava la derrota, un altre motiu perquè el soldat no comprometés el seu cos sexualment.

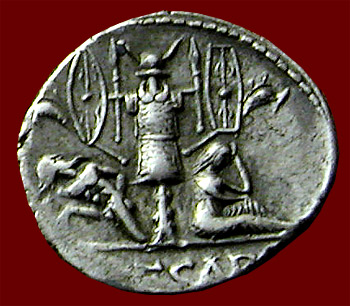
Revers d'un denari emès per Juli Cèsar, que representa un trofeu militar amb un gal nu capturat i una personificació femenina de la Gàl·lia derrotada; Venus està representada a l'anvers

Un incident relatat per Plutarc a la seva biografia de Marius il·lustra el dret del soldat a mantenir la seva integritat sexual. Un jove recluta maco anomenat Trebonius havia estat assetjat sexualment durant un període pel seu oficial superior Gaius Luscius, que era el nebot de Marius. Una nit, després d'haver defensat avenços no desitjats en nombroses ocasions, Trebonius va ser convocat a la tenda de Luscius. Incapaç de desobeir les ordres del seu superior, es va trobar objecte d'una agressió sexual i va treure l'espasa, matant a Luscius. Una condemna per matar un superior normalment era l'execució. Quan el van portar a judici, va poder presentar testimonis per demostrar que havia hagut repetidament de defensar-se de Luscius i «mai no havia prostituït el seu cos a ningú, malgrat les ofertes de regals cars». Marius no només va absoldre Trebonius de l'assassinat del seu parent, sinó que li va donar una corona per la valentia. Els historiadors romans registren altres històries d'advertència d'oficials que abusen de la seva autoritat per coaccionar sexualment als seus soldats i després pateixen conseqüències nefastes. Els oficials més joves, que encara podrien conservar part de l'atracció adolescent que els romans afavorien en les relacions entre homes i homes, se'ls va aconsellar que reforcessin les seves qualitats masculines, com ara no portar perfums, ni retallar-se els cabells de la fossa nasal i les aixelles.
Durant la guerra, l'ús violent de captius de guerra per a relacions sexuals no es considerava violació criminal. La violació massiva va ser un dels actes de violència punitiva durant el saqueig d'una ciutat, però si el setge havia acabat per negociacions diplomàtiques en lloc d'assaltar les muralles, per costum els habitants no es convertien en esclaus ni eren sotmesos a violència personal. La violació massiva es va produir en algunes circumstàncies, i és probable que no es notifiqui a les fonts supervivents, però no va ser una estratègia deliberada o generalitzada per controlar una població. Un ideal ètic d'autocontrol sexual entre els homes reclutats era vital per preservar la pau un cop cessessin les hostilitats. Als territoris i províncies sotmesos a tractats amb Roma, els soldats que van cometre violacions contra la població local podrien ser sotmesos a càstigs més durs que els civils. Sertori, el governador de l'Hispània romana durant molt de temps, les polítiques del qual posaven èmfasi en el respecte i la cooperació amb els provincials, va executar una cohort sencera quan un sol soldat havia intentat violar una dona local. La violació massiva sembla haver estat més freqüent com a mesura punitiva durant les guerres civils romanes que a l'estranger.

## Sexualitat femenina
A causa de l'èmfasi romà en la família, la sexualitat femenina era considerada com una de les bases de l'ordre social i la prosperitat. S'esperava que les dones dones exercissin la seva sexualitat dins del matrimoni i eren honrades per la seva integritat sexual (pudicitia) i fecunditat; August va concedir honors i privilegis especials a les dones que havien donat a llum tres fills (vegeu Ius trium liberorum). El control de la sexualitat femenina es considerava necessari per a l'estabilitat de l'estat, tal com s'incorporava de manera més notable en la virginitat absoluta de les Vestals. Una Vestal que va violar el seu vot va ser sepultada viva en un ritual que imitava alguns aspectes d'un funeral romà; el seu amant va ser executat.
La sexualitat femenina, desordenada o exemplar, sovint afecta la religió de l'estat en temps de crisi per a la República. La legislació moral d'August es va centrar en l'aprofitament de la sexualitat de les dones.
Com era el cas dels homes, les dones lliures que es mostraven sexualment, com ara prostitutes i ballarines, o que es feien disponibles indiscriminadament, estaven excloses de les proteccions legals i la respectabilitat social (vegeu més discussió a Plaer i infàmia més avall).
Moltes fonts literàries romanes aproven que dones respectables exerceixin passió sexual dins del matrimoni. Mentre que la literatura antiga té una visió aclaparadora de la sexualitat centrada en l'home, el poeta Ovidi expressa un interès explícit i pràcticament únic per com les dones experimenten les relacions sexuals.

### El cos femení
Les actituds romanes cap a la nuesa femenina eren diferents de les dels grecs, però estaven influenciades per les dels grecs, que idealitzaven el cos masculí nu mentre representaven dones respectables vestides. Peroò la nuesa parcial de les deesses en l'art imperial romà pot ressaltar els pits com a imatges dignes però agradables de criança, abundància i tranquil·litat. L'art eròtic indica que les dones amb pits petits i malucs amples tenien el tipus de cos ideal. Al segle i, l'art romà mostra un ampli interès pel nu femení que es dedica a activitats variades, inclòs el sexe. L'art pornogràfic que representa dones que se suposa que són prostitutes realitzant actes sexuals pot mostrar els pits coberts per un strophium fins i tot quan la resta del cos està nu.

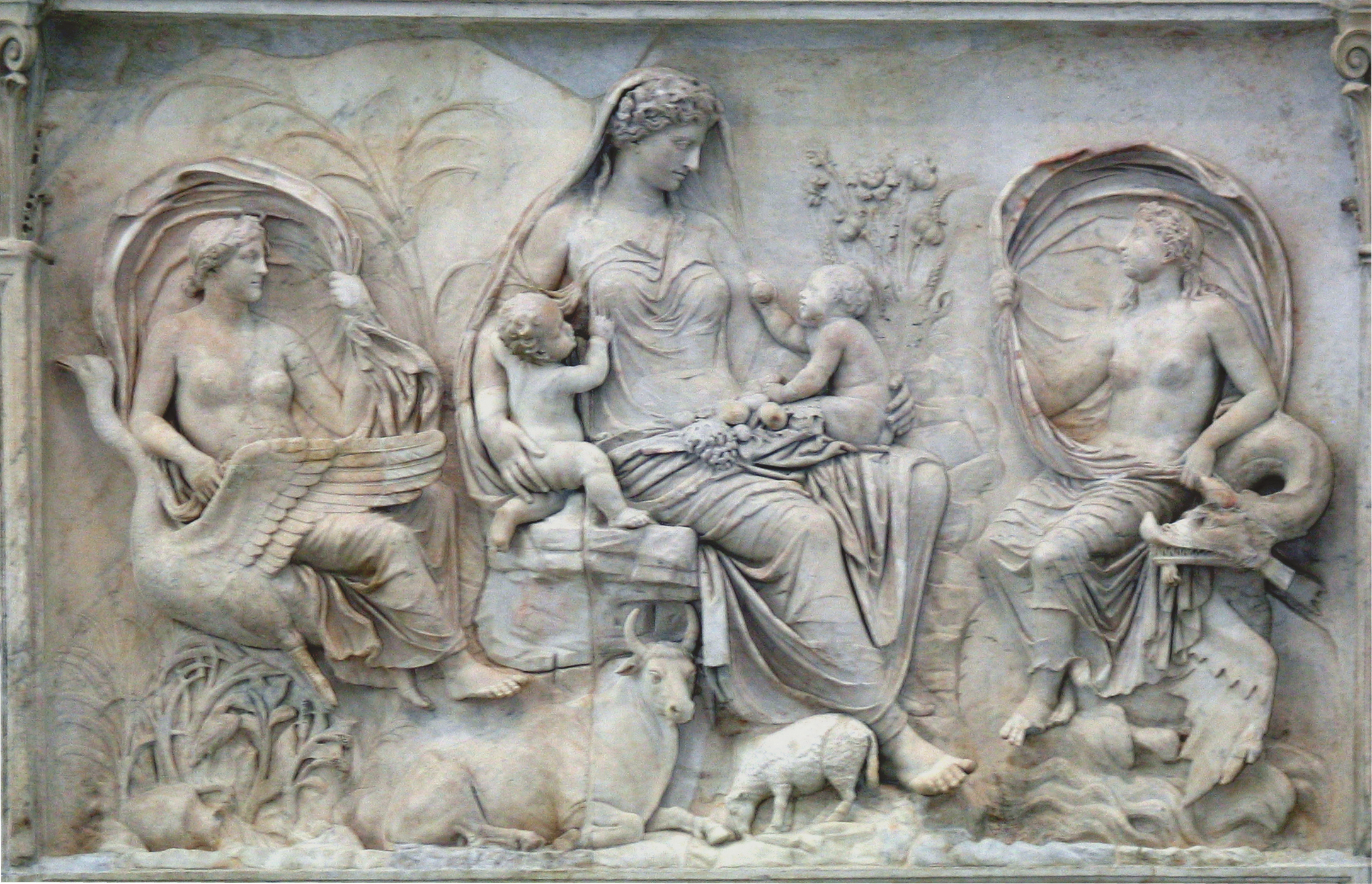
Seminuesa divina a l'Altar de la Pau d'August, que combina el simbolisme romà amb una influència estilística grega
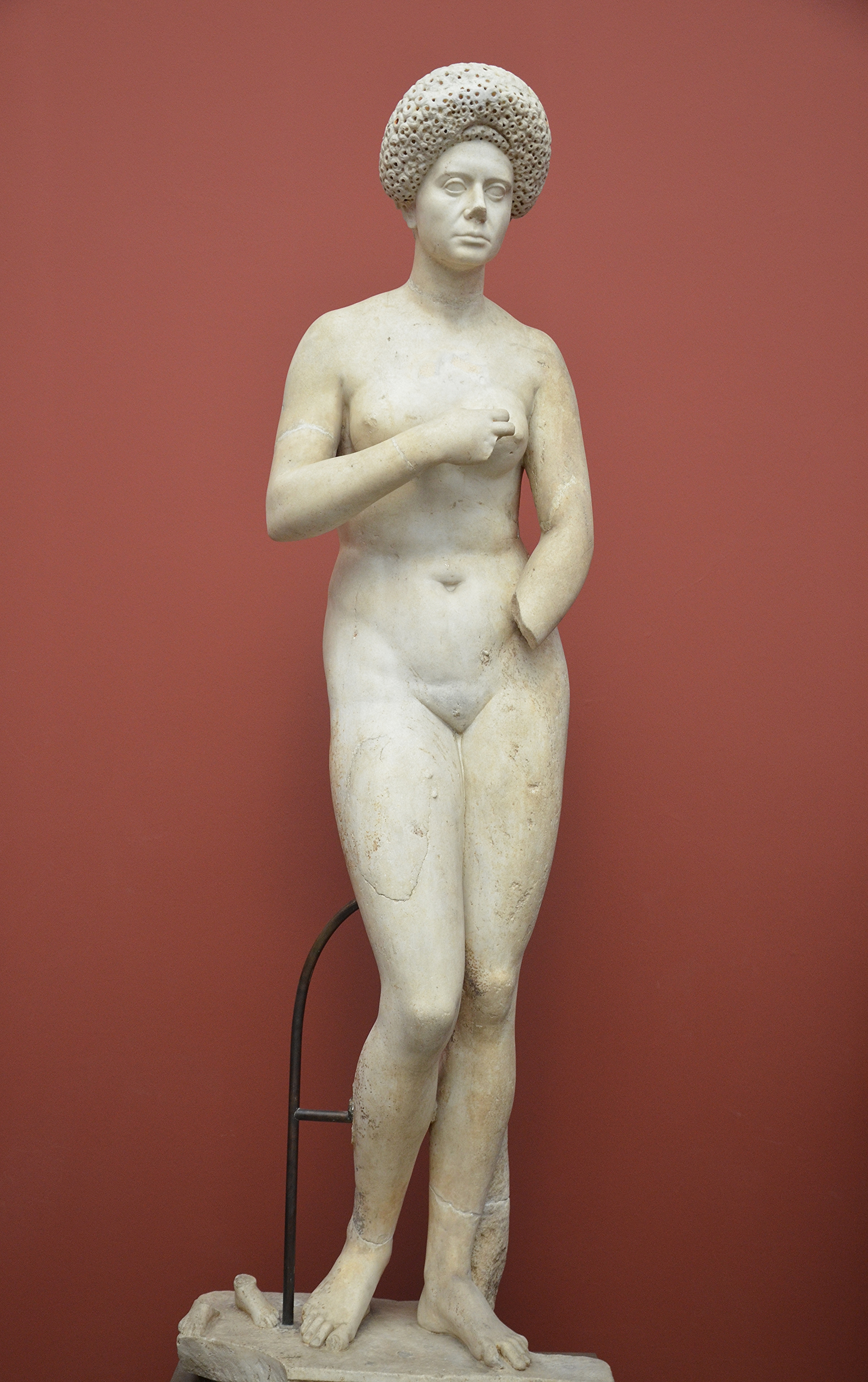
Una dona romana amb un pentinat de l'època Flàvia retratada com Venus pudica, 98-117

Al món real, tal com es descriu a la literatura, les prostitutes de vegades es mostraven nues a l'entrada dels seus cubicula de prostíbuls o portaven peces de seda transparents; les esclaves durant la venda sovint es mostraven nues per permetre als compradors inspeccionar-les buscant defectes i per simbolitzar que no tenien dret a controlar el seu propi cos. Sèneca el Vell va descriure així la venda d'una dona:
| «                           | Nua es va quedar a la riba, a gust del comprador; cada part del seu cos va ser examinada i palpada. Voleu saber el resultat de la venda? El pirata la va vendre; el proxeneta la va comprar, perquè la fes servir com a prostituta. | » |
| — Sèneca, Controversia 1.2. | |   |

L'exhibició del cos femení la feia vulnerable. Varró deia que la vista era el més gran dels sentits, perquè mentre els altres estaven limitats per la proximitat, la vista podia penetrar fins i tot fins als estels; pensava que la paraula llatina per «vista» o «mirada», visus, estava etimològicament relacionada amb vis, «força» o «poder». Però la connexió entre visus i vis, va dir, també implicava el potencial de violació, de la mateixa manera que Acteó mirant a Diana nua va violar la deessa.
Es pensava que el cos femení completament nu tal com es representa a l'escultura encarnava un concepte universal de Venus, la contrapart de la qual Afrodita és la deessa més sovint representada nua en l'art grec.

#### Genitals femenins
L'«obscenitat bàsica» dels genitals femenins és cunnus («cony»), encara que potser no és tan ofensiva com en el català. Marcial utilitza la paraula més de trenta vegades, Catul una vegada i Horaci tres vegades només en els seus primers treballs; també apareix a la Priapea i en grafits. Una de les paraules d'argot que les dones utilitzaven per als seus genitals era porcus («porc»), sobretot quan les dones madures parlaven de noies joves. Varró connecta aquest ús de la paraula amb el sacrifici d'un porc a la deessa Ceres en els ritus preliminars de noces. Són habituals les metàfores de «camps», «jardins» i «prats», així com la imatge de l'«aixada» (masculí) en el «solc» (femení). Altres metàfores inclouen «cova», «séquia», «fossa», «sac», «got», «porta», «llar de foc», «forn» i «altar».
Encara que els genitals de les dones apareixen sovint en versos invectius i satírics com a objectes de fàstic, poques vegades es fa referència a l'elegia amorosa llatina. Ovidi, el més heterosexual dels poetes d'amor clàssics, és l'únic que es refereix a donar plaer a la dona mitjançant l'estimulació genital. Marcial escriu sobre els genitals femenins només de manera insultant, descrivint la vagina d'una dona com «solta... com la bossa d'un pelicà». Sovint es compara la vagina amb l'anus d'un jove com a receptacle per al fal·lus.

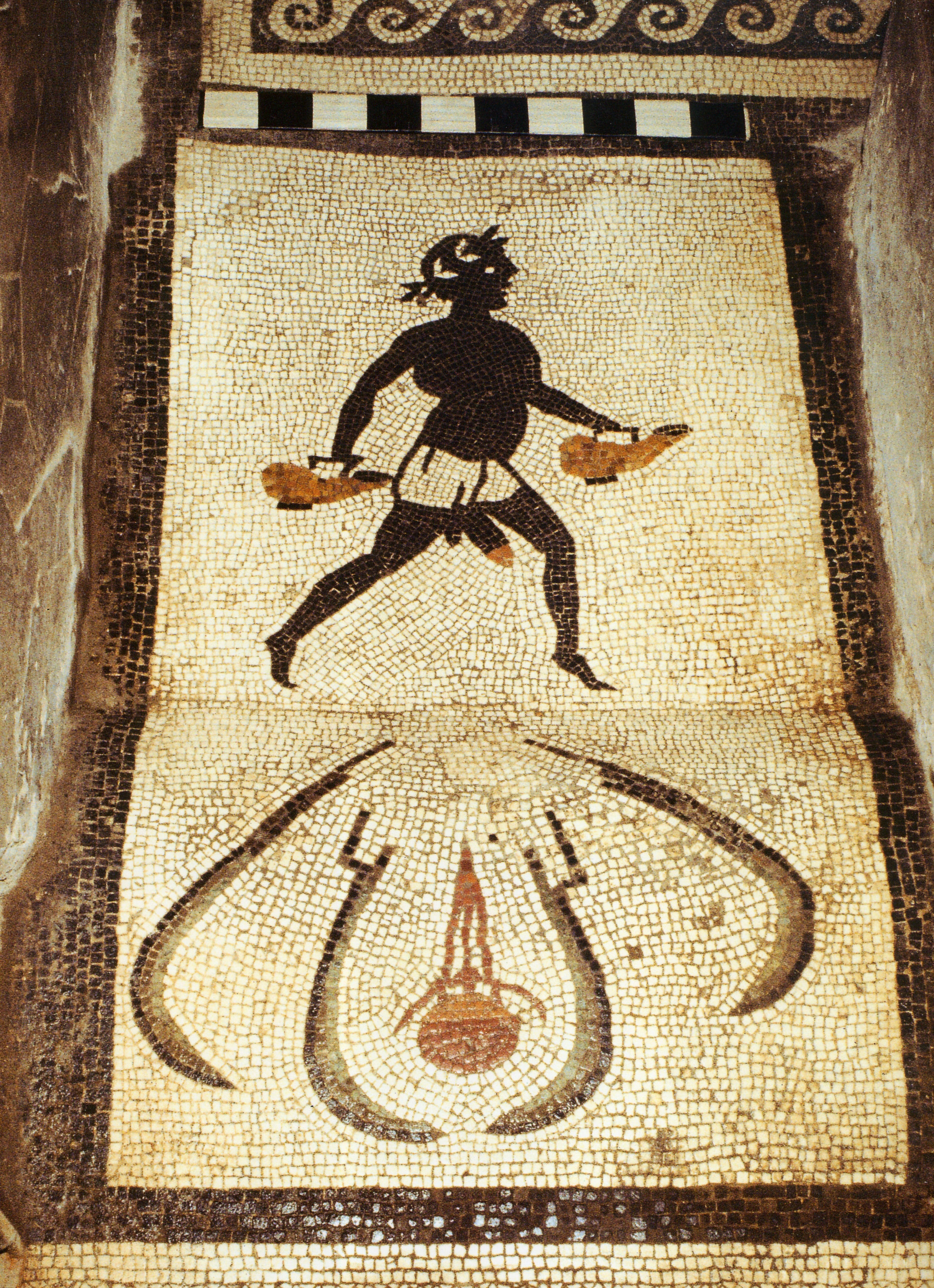
Genitals femenins formats a partir d'estrígils sobre un mosaic

La funció del clítoris (landica) era «ben entesa». En llatí clàssic, landica era una obscenitat molt indecorosa que es trobava en els grafits i la Priapea; el clítoris se sol referir amb una metàfora, com la crista («cresta») de Juvenal. Ciceró registra que un desafortunat orador de rang consular va dissoldre el Senat només dient una cosa que sonava a landica: «hanc culpam maiorem an il-lam dicam?» («Haig d'anomenar aquesta falla més gran o aquella?» sentit com «Aquesta falla és més gran o és un clítoris?»). «Podria haver estat més obscè?», exclama Ciceró, observant al mateix temps que cum nos, («quan nosaltres»), sona a cunnus («cony»). Una bala de fona descoberta per l'arqueologia portava la inscripció Fulviae landicam peto («Apunto al clítoris de Fúlvia»), essent Fúlvia l'esposa de Marc Antoni que va comandar les tropes durant les guerres civils de les dècades 40 i 30 aC. (Vegeu també la sexualitat fàl·lica més amunt per obtenir més informació sobre bales de fona inscrites amb obscenitats).
El llatí no tenia una paraula estàndard per als llavis; dos termes que es troben en els escriptors mèdics són orae («vores» o «ribes»), i pinnacula («aletes»).
La primera instància registrada de la paraula vulva es produeix en el treball de Varró sobre l'agricultura, De Re Rustica Libri III (segle i aC), on es refereix a la membrana que envolta un fetus. A principis de l'Imperi, vulva es va utilitzar per a «ventre», la paraula habitual per a la qual havia estat uterus («úter») a la República, o de vegades més vagament venter o alvus, ambdues paraules per a «ventre». Sembla que originàriament la paraula vulva es referia a l'úter dels animals, però és «extremadament comuna» a la Història natural de Plini per a un úter humà. A l'època imperial, vulva pot significar «òrgans reproductors femenins» de manera col·lectiva o vaga, o de vegades es refereix només a la vagina. Els primers traductors de la Bíblia llatina utilitzaven vulva com la paraula correcta i adequada per a l'úter. En algun moment de l'època imperial, matrix (matriu) es va convertir en la paraula comuna per a «úter», especialment en els escriptors ginecològics de l'antiguitat tardana, que també utilitzen un vocabulari especialitzat per a parts dels òrgans reproductors.
Tant les dones com els homes sovint s'eliminen el pèl púbic, però la depilació pot haver variat amb el temps i segons les preferències individuals. Un fragment del primer satíric romà Lucili es refereix a penetrar una «bossa peluda», i un grafit de Pompeia declara «un cony pelut és molt millor que un calb; conté el mateix vapor i vol la mateixa xemeneia».
A l'entrada d'un caldarium del complex de banys de la Casa del Menandre de Pompeia, apareix un dibuix inusual en un mosaic: una llauna d'oli en forma de fal·lus està envoltada d'estrígils en forma de genitals femenins, juxtaposats a un portador d'aigua «etíop» que té un penis «inusualment gran i còmicament detallat».

#### Els pits
Les paraules llatines per a «pits» inclouen mammae (vegeu en català «mamella»), papillae (més específicament per a «mugrons») i ubera, pits en la seva capacitat de proporcionar aliment, incloses les tetines o la mamelles d'un animal. Papillae és la paraula preferida quan Càtul i els poetes augustans prenen nota dels pits en un context eròtic.
Se suposava que els pits d'una dona bella havien de ser «discrets». Els pits idealitzats en la tradició de la poesia hel·lenística es comparaven amb les «pomes»; Marcial es burla dels pits grans. Les dones grans que eren estereotipades lletjes i indesitjables en tots els sentits tenien pits «penjants». A l'escenari romà, els pits exagerats formaven part del vestuari de personatges femenins còmicament poc atractius, ja que a la comèdia romana clàssica els papers femenins eren interpretats per actors masculins vestits de dona de manera exagerada.
Mentre que els epigrames grecs descriuen els pits ideals, els poetes llatins tenen un interès limitat per ells, almenys en comparació amb l'enfocament modern d'admirar i acariciar els pits d'una dona. S'observen principalment com a aspectes de la bellesa o la perfecció de la forma d'una dona, tot i que Ovidi els troba convidats al tacte. En un poema de celebració d'un casament, Càtul comenta els «mugrons tendres» de la núvia (teneris ... papillis), que mantindrien un bon marit dormint amb ella; l'atractiu eròtic recolza la fidelitat dins del matrimoni i condueix a tenir fills i una llarga vida junts.
Com que tots els nadons eren alletats a l'antiguitat, el pit era vist principalment com un emblema de la criança i de la maternitat. Els mastoi (copes per beure amb forma de pit) i representacions de pits es troben entre els exvots (vota) que es troben als santuaris de divinitats com Diana i Hèrcules, de vegades dedicats per les dides. La copa en forma de pit pot tenir un significat religiós; el consum de llet materna per part d'un adult gran o a punt de morir simbolitzava un possible renaixement en el més enllà. En la tradició etrusca, la deessa Uni (l'equivalent a la deessa romana Juno) ofereix el seu pit a Hèrcules com a senyal que pot entrar a les files dels immortals. El significat religiós pot ser la base de la història de com Pero va oferir llet materna al seu pare ancià quan va ser empresonat i condemnat a mort per inanició (vegeu Caritat romana). L'escena es troba entre les pintures morals d'un dormitori de Pompeia que va pertànyer a un nen, juntament amb la llegenda «en la tristesa és troben la modèstia i la pietat». Plini registra els usos medicinals de la llet materna i la classifica com un dels remeis més útils, especialment per a les malalties dels ulls i les orelles. Es deia que embolicar el cap amb un strophium curava el mal de cap.

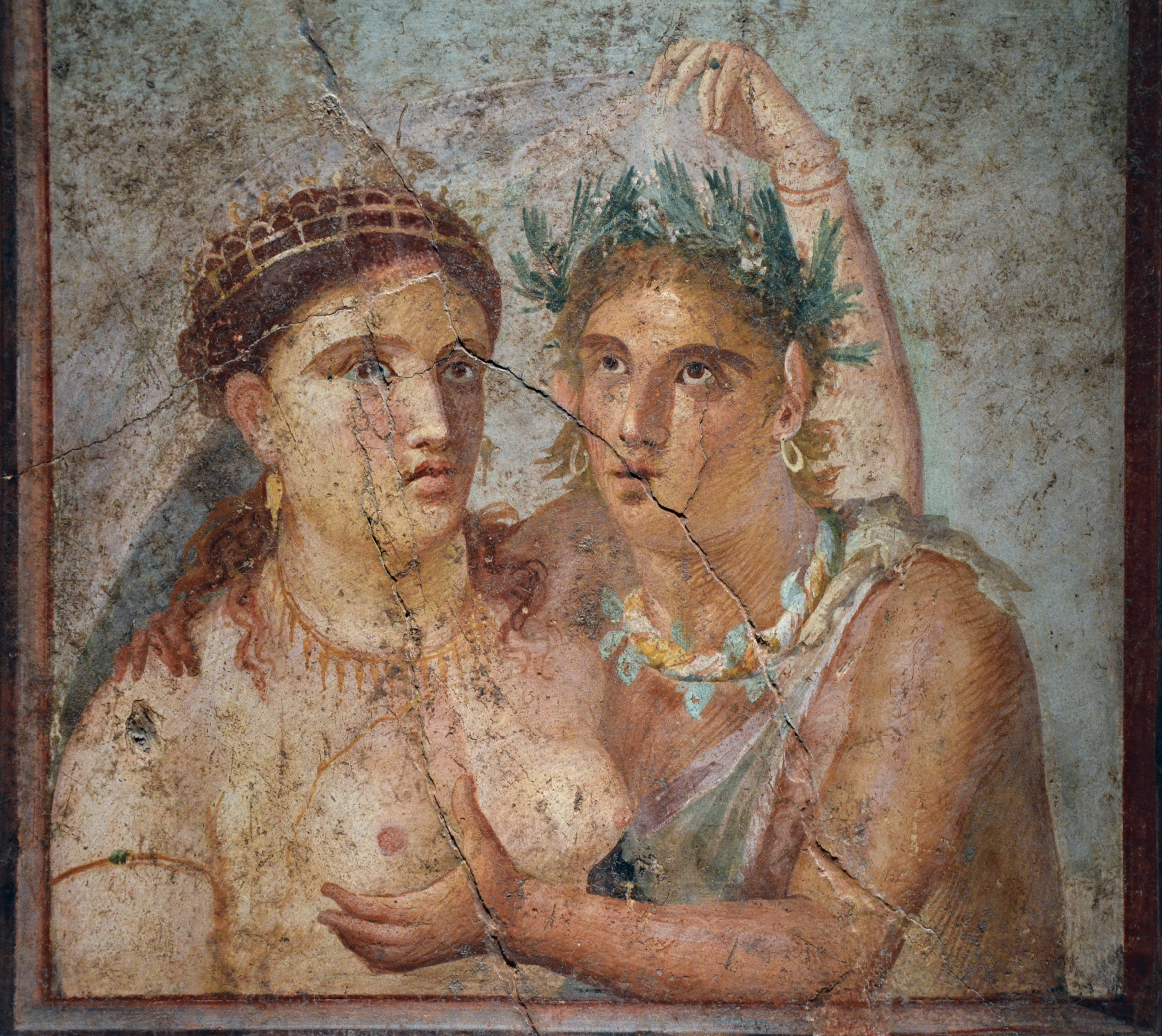
Pintura mural pompeiana (Museu Secret, Nàpols)
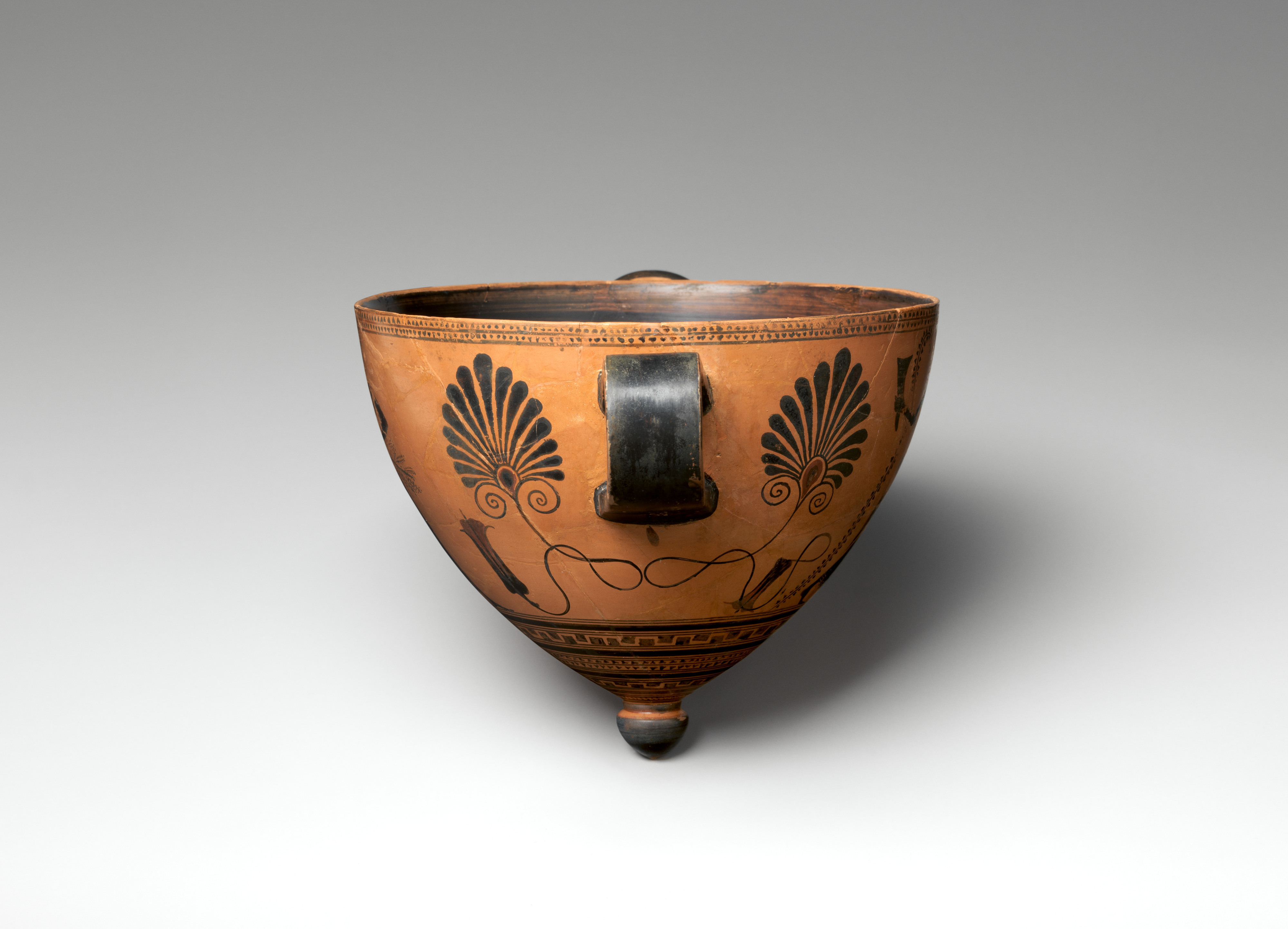
Un mastos de terracota, una copa amb forma de pit
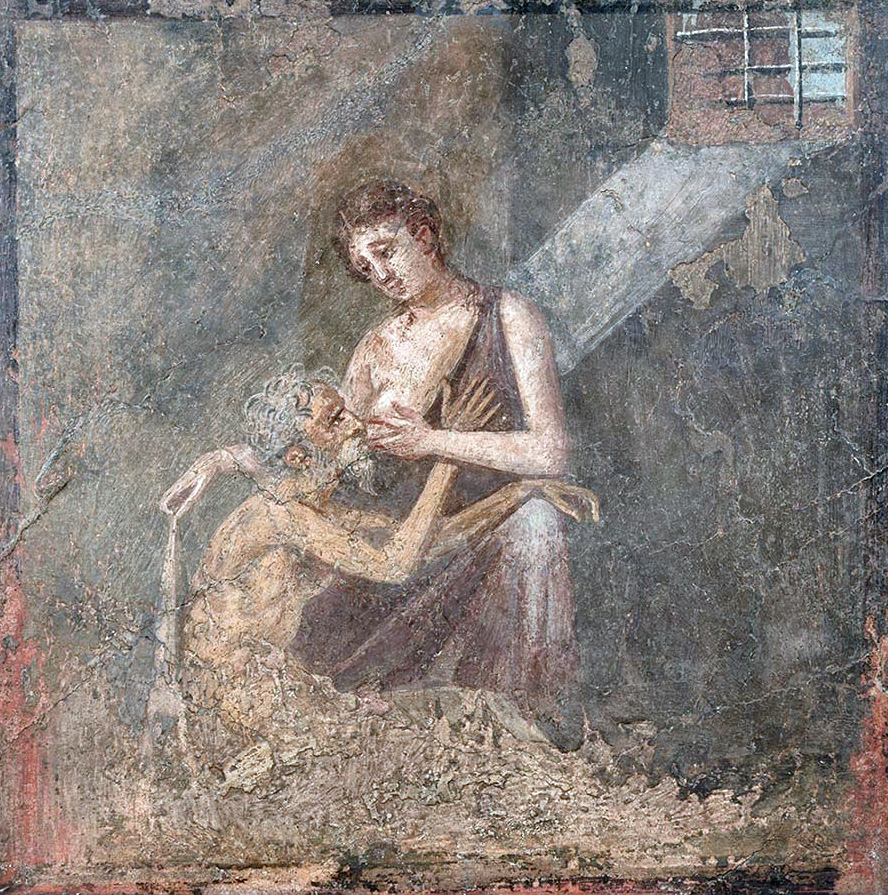
Pero oferint la seva llet materna al seu pare vell en un acte de «caritat romana»

Mostrar els pits és un dels gestos que fan les dones, especialment les mares o les dides quan alleten, per expressar el dol o com a crida a la misericòrdia. Servi va interpretar que el fet d'exhibir i colpejar-se molt fort els pits ritualment produïa llet per alimentar els morts. A la literatura grega i llatina, les mares mitològiques de vegades exposen els seus pits en moments d'extrema coacció emocional per exigir que es respecti la seva funció de criança. Els pits exposats amb tanta intensitat tenien un poder apotropaic. Juli Cèsar indica que el gest va tenir un significat similar en la cultura celta; durant el setge d'Avàricum, les dones caps de família (matres familiae) deixen al descobert els seus pits i estenen les mans per demanar que les dones i els nens siguin perdonats. Tàcit assenyala que les dones germàniques exhortaven els seus homes reticents a una batalla valenta mostrant agressivament els seus pits. Tot i que, en general, «el gest està pensat per despertar llàstima més que no pas desig sexual», la bellesa dels pits tan exposats a vegades és evident i remarcada.
Com que les dones normalment es representaven vestides en l'art, els pits al descobert poden significar vulnerabilitat o disponibilitat eròtica per elecció, accident o força. Mostrar un sol pit era un motiu visual de l'escultura grega clàssica, on entre altres situacions, incloses les seduccions, sovint representava una violència física o una violació imminents. Alguns estudiosos han intentat trobar un «codi» en què exposar el pit dret tenia un significat eròtic, mentre que el pit esquerre significava criança. Encara que l'art produït pels romans pot imitar o basar-se directament en les convencions gregues, durant el període clàssic de l'art grec les imatges de dones alletant eren tractades com a animals o bàrbares; per contra, la tradició itàlica coexistent va emfatitzar el pit com a focus de la relació mare-fill i com a font de poder femení.
El poder erotogen del pit no es va descuidar del tot; en comparar el sexe amb una dona amb el sexe amb un nen, una novel·la grega de l'època imperial romana assenyala que «el seu pit quan és acariciat proporciona el seu propi plaer particular». Properci connecta el desenvolupament del pit amb les noies que arriben a l'edat de «jugar». Tibul observa que una dona només pot portar roba fluixa perquè els seus pits «parpellegen» quan s'acosta durant el sopar. Una tradició astrològica sostenia que els homes nascuts sota la conjunció de Venus, Mercuri i Saturn gaudien del coit intermamari. Fins i tot en les pintures romanes més sexualment explícites, els pits de vegades estan coberts per un strophium (banda del pit). Les dones així representades poden ser prostitutes, però pot ser difícil discernir per què un artista decideix en un escenari determinat retratar els pits coberts o exposats.

### Sexe dona-dona
Les paraules gregues per a «una dona que prefereix el sexe amb una altra dona» inclouen «hetairistria» (comparar amb hetaira, «cortesana» o «companya»), «tribas» (plural tribades; comparar amb tribadisme) i lesbia (comparar amb lesbianisme). Les paraules llatines inclouen el manlleu «tribas», «fricatrix» («ella és qui frega») i «virago» («semblant a un home»).
Les referències al sexe entre dones són poc freqüents en la literatura romana de la República i principis de l'Imperi Romà. Ovidi, que defensa generalment un estil de vida heterosexual, considera que és «un desig desconegut, estrany, novell... entre tots els animals, cap femella és agafada pel desig d'altra femella»; no obstant això, la història d'Ifis i Iante d'Ovidi a Les Metamorfosis (9.666-9.797) és «el relat supervivent més estès de la literatura antiga sobre el desig femení». La narració d'Ovidi sobre Cal·listo, una seguidora de Diana (la deessa que va evitar activament la companyia dels homes), és rica en implicacions homoeròtiques, ja que Cal·listo és seduïda per Júpiter quan es disfressa de Diana.

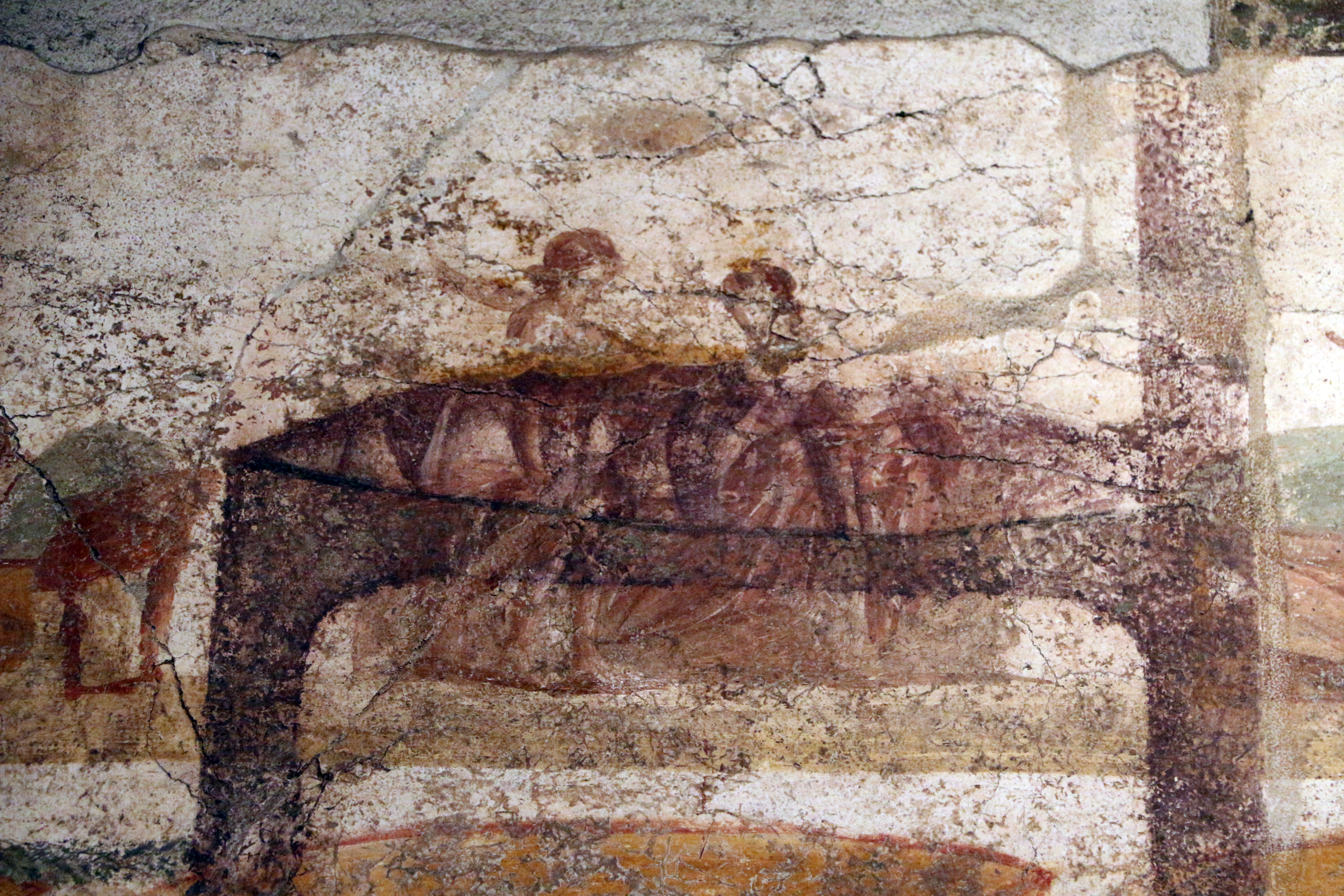
Sexe entre dues dones d'una sèrie de pintures eròtiques als banys suburbans de Pompeia
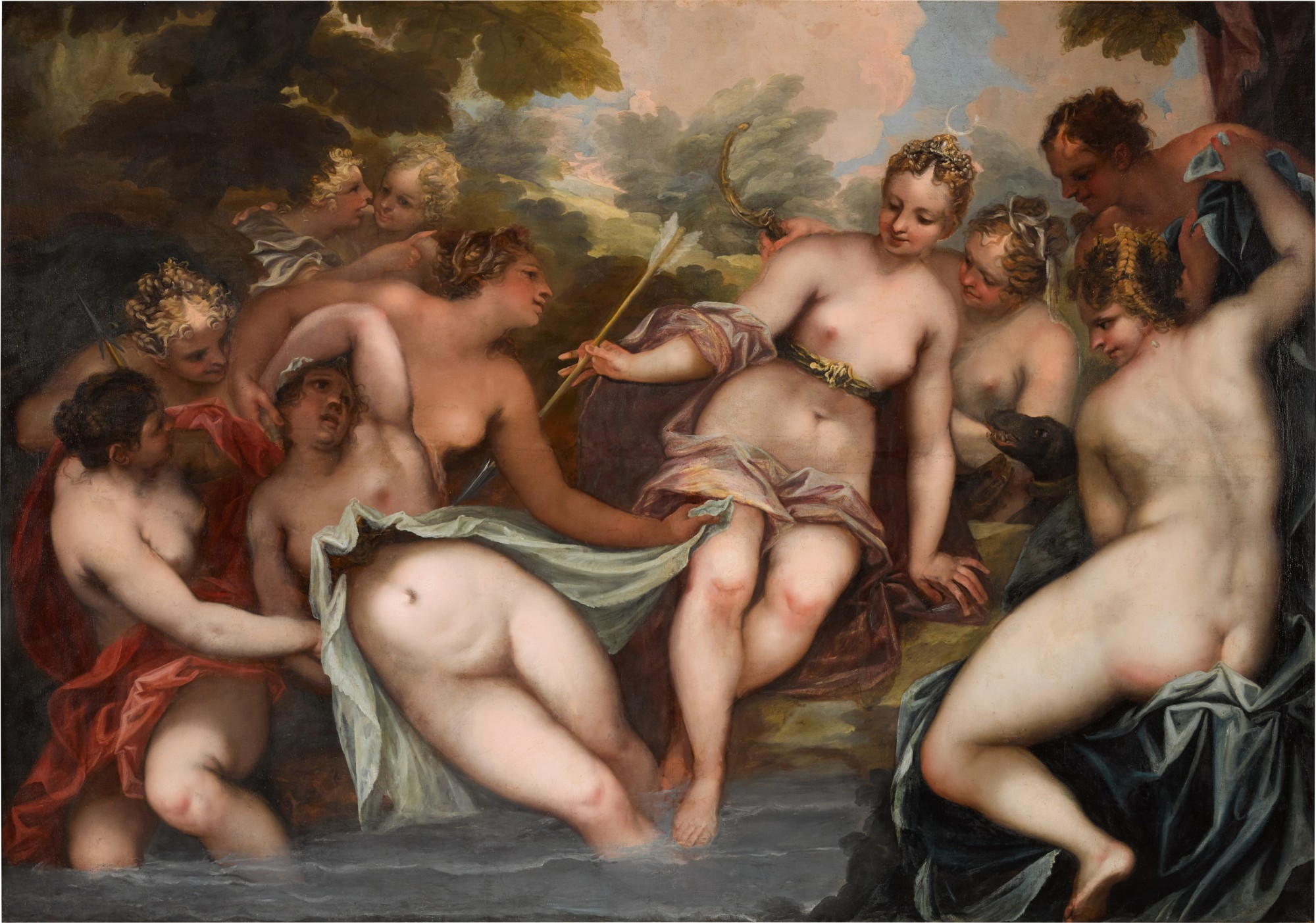
Les escenes de Diana i un grup del bosc, com aquesta Diana i Callisto (1658/1659) sobre un tema que sovint pintava Pietro Liberi, es van convertir en oportunitats en la tradició clàssica[414] per explorar l'homosocialitat femenina carnosa

Durant l'època imperial romana, les fonts per a les relacions entre dones del mateix sexe són més abundants, fins i tot en forma d'encanteris d'amor, escrits mèdics i textos sobre astrologia i interpretació dels somnis. Un grafit de Pompeia expressa el desig d'una dona per una altra:
| «                                                | M'agradaria poder agafar-me al teu coll i abraçar els teus braços i donar-te petons als tendres llavis. Endavant, nina, i confia les teves alegries als vents; creieu-me, la dolçor és la mateixa que la dels homes. | » |
| — CIL 4.5296, és citat en [Potter 2009, p. 347]. | |   |

Una referència primerenca a les relacions entre dones del mateix sexe com a «lesbianisme», a causa de Safo de Lesbos, es troba a Llucià (segle II): «Diuen que a Lesbos hi ha dones així, d'aspecte masculí, però no volen renunciar-hi pels homes. En canvi, conviuen amb dones, igual que els homes».

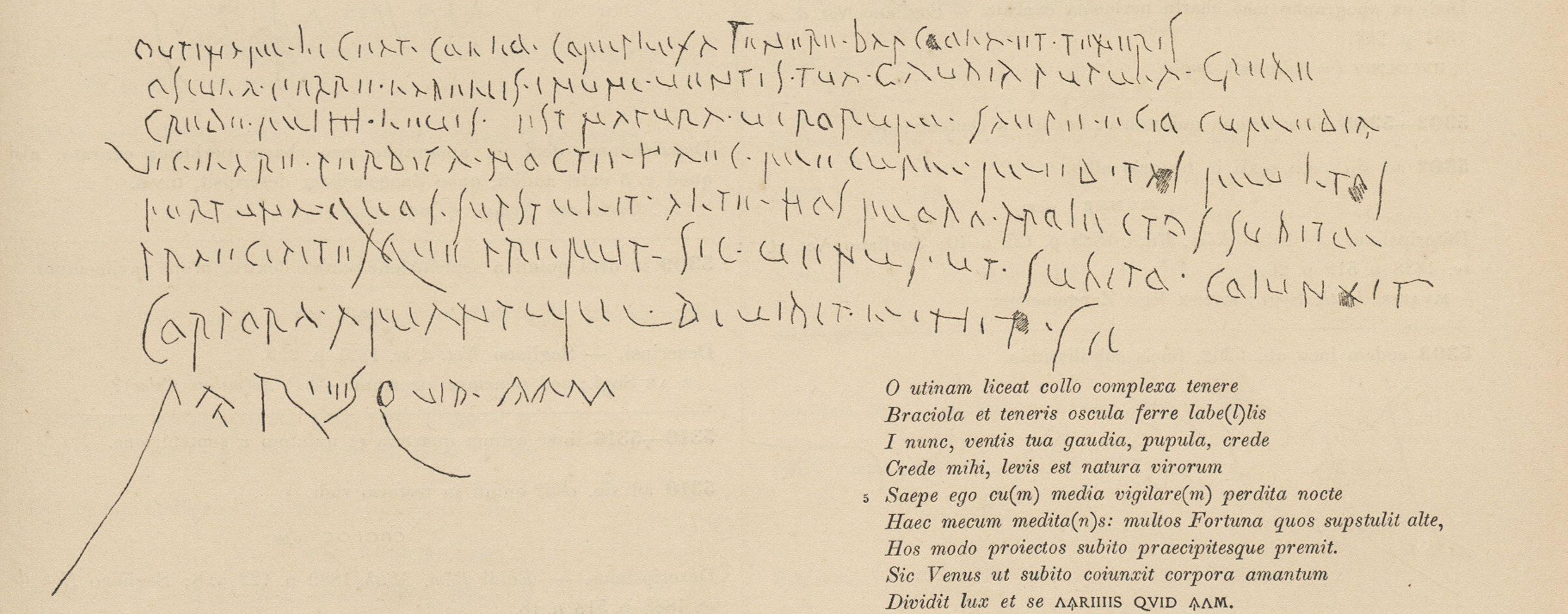
CIL 4.5296: Un poema escrit en un grafit de Pompeia, descobert el 1888 i publicat per primera vegada per Antonio Sogliano aquell any. Aquesta transcripció prové del suplement del volum iv del Corpus Inscriptionum Latinarum

Com que els romans pensaven que un acte sexual requeria una parella activa o dominant que fos «fàl·lica», els escriptors masculins imaginaven que en el sexe lèsbic una de les dones faria servir un consolador o tindria un clítoris excepcionalment gran per a la penetració, i que només ella seria la que experimentaria plaer. El consolador rarament s'esmenta a les fonts romanes, però era un element còmic popular a la literatura i l'art grec clàssic. Marcial descriu que les lesbianes tenen apetits sexuals desmesurats i fan sexe penetrant tant amb dones com amb nens. Els retrats imperials de dones que sodomitzen nois, beuen i mengen com els homes, i participen en règims físics vigorosos, poden reflectir angoixes culturals sobre la creixent independència de les dones romanes.

### Violació

#### La mitologia de la violació

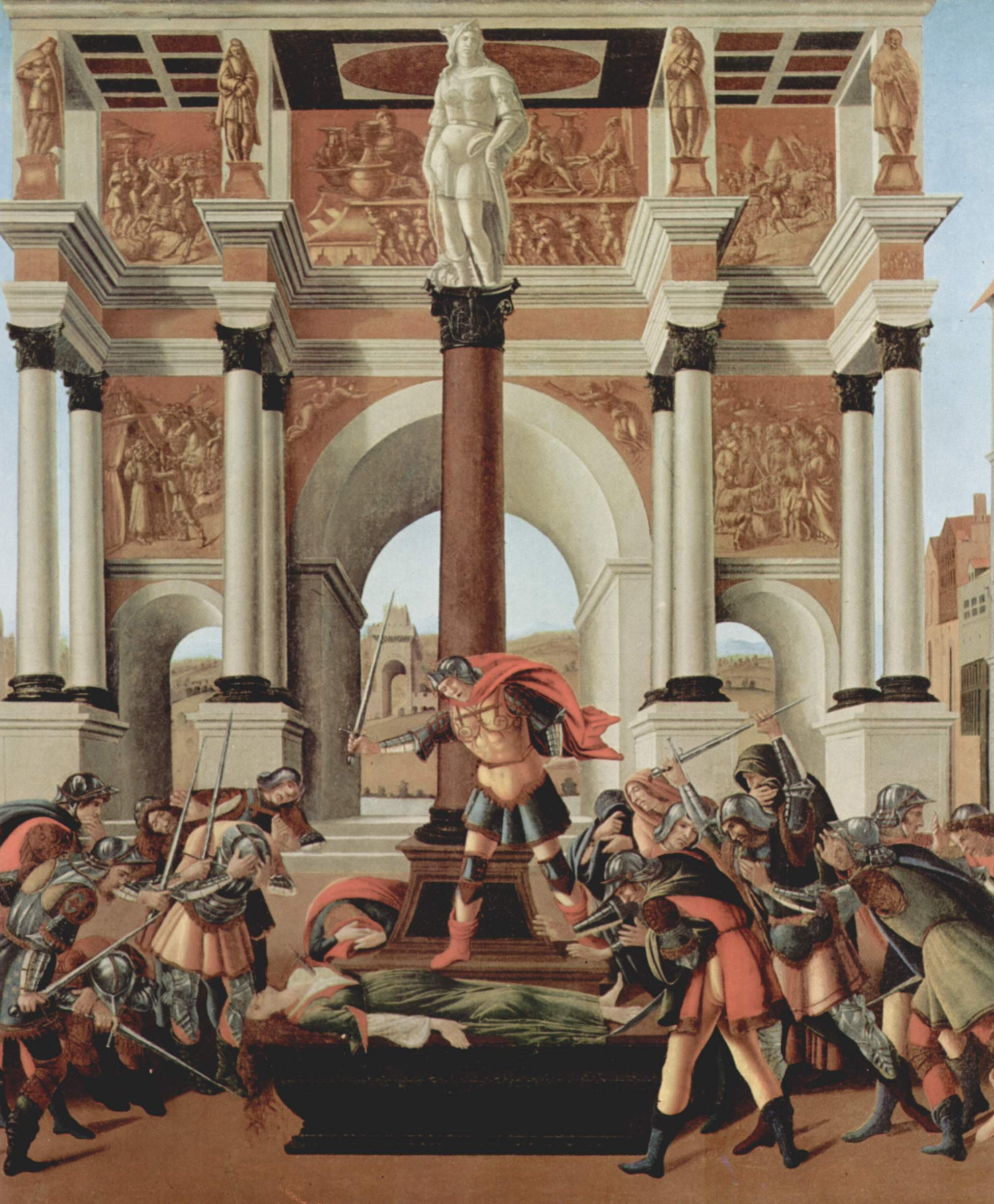
La mort de Lucrècia de Botticelli (c. 1500). En la llegenda romana, la violació i el suïcidi de Lucrècia van provocar l'enderrocament de la monarquia i la formació de la República Romana

La violació de les dones és un tema generalitzat en els mites i llegendes de la Roma primitiva. Els llegendaris fundadors Ròmul i Rem van néixer de la violació de la vestal Rea Silvia per part del déu Mart. Ròmul i la seva «banda de germans lliures» només podien transformar el seu assentament d'homes en una ciutat amb un futur amb la «violació» de les dones sabines, és a dir, segrestant per la força les filles dels seus veïns sabins per prendre-les com a esposes. L'enderrocament de la monarquia romana i l'establiment de la República van ser precipitats per la violació de la molt admirada Lucrècia per part de Sext Tarquini, fill del rei Tarquini el Superb. La llegenda cristal·litza la visió romana de la libido sense control com una forma de tirania.
L'historiador augustà Livi sembla «avergonyit» pel motiu de la violació de la història romana primitiva, i subratlla la dimensió política redemptora d'aquests esdeveniments. Lucreci condemna la violació com un comportament primitiu fora dels límits d'una civilització avançada, descrivint-la com «l'ús de la força violenta per part d'un home i la imposició de l'impuls sexual».

#### La violació i la Llei
La llei romana reconeixia la violació com un delicte: la víctima de la violació no era culpable de res. Les relacions sexuals per força o compulsió (vis), encara que tinguessin lloc en circumstàncies que d'una altra manera eren il·legals per a una dona (vegeu l'apartat Conceptes morals i legals més amunt), deixaven la dona legalment sense culpa. La posició oficial sota Dioclecià (regnat entre el 284 i el 305) era:
| «               | Les lleis castiguen la mala maldat d'aquells que prostitueixen la seva modèstia per a les luxúries dels altres, però no culpen a aquells que es veuen obligats a «strupum» per la força, ja que, a més, s'ha decidit molt bé que la seva reputació queda il·lesa i que no se'ls prohibeix el matrimoni amb altres. | » |
| — Digest 9.9.20 | |   |

Tot i que fonts literàries de l'època republicana deixen clar que la violació era incorrecta i severament penalitzada, els estatuts en virtut dels quals es podria acusar com a delicte es desconeixen fins a l'aprovació de la Lex Iulia de vi publica, datada probablement de la dictadura de Juli Cèsar en la dècada del 40 aC. Roma no tenia fiscals estatals; els casos podien ser processats per qualsevol ciutadà amb experiència legal i capacitat de parlar per fer-ho. Atès que a les dones emancipades se'ls va permetre iniciar processos penals a la República, és concebible que una víctima de violació hagi pogut presentar càrrecs contra el seu violador. En cas contrari, el cas podria ser processat pel seu pare o el seu marit, o per qualsevol persona que ho considerés convenient. No hi havia prescripció per a la violació; en canvi, l'adulteri, que va ser criminalitzat sota el govern d'August, havia de ser processat en cinc anys. La violació era un delicte capital.

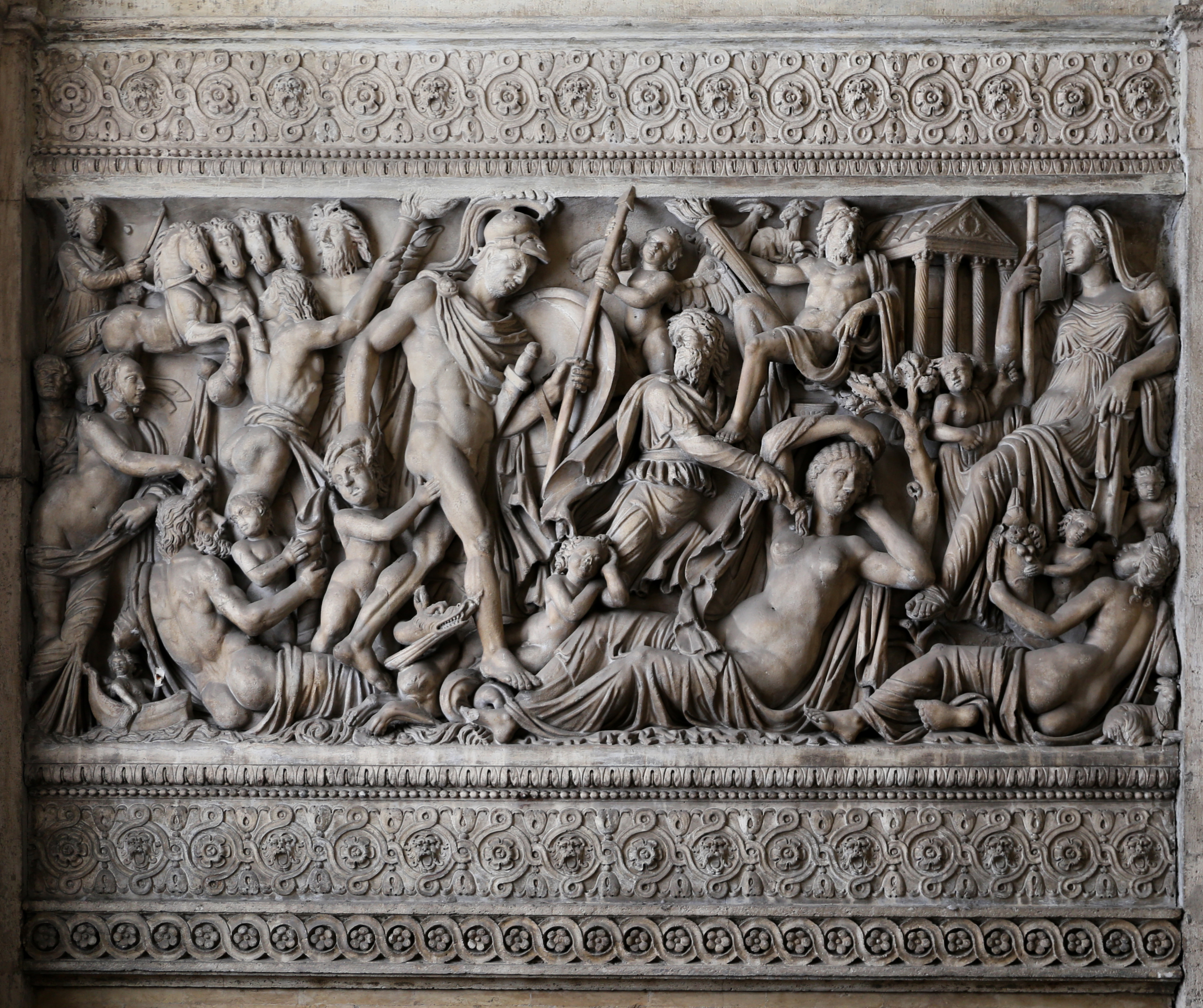
La violació estava incrustada en el mite fundacional més conegut de Roma: Ròmul i Rem van néixer de la violació de Rea Silvia per part del déu Mart (sarcòfag romà,)

Per llei, la violació només es podia cometre contra una ciutadana que tingués un bon estatus social. Una dona que treballava com a prostituta o ballarina, perdia la seva posició social i es convertia en infamis; en posar el seu cos a disposició del públic, de fet havia renunciat al seu dret a ser protegida de l'abús sexual o la violència física. Ciceró va defensar un client els delictes del qual incloïa la violació en grup d'una ballarina al·legant que els joves prenien la llicència habitual amb les ballarines. La violació d'una esclava només podia ser perseguida com a dany a la propietat del seu propietari, sota la Lex Aquilia. El consentiment hauria estat un problema en casos de violació només poques vegades; si l'acusat argumentava que la dona havia consentit, encara podria ser acusat de la comissió del delicte sexual més general de stuprum contra una ciutadana, ja que la llibertat sexual masculina es limitava a les prostitutes o esclaves. Si no es pogués provar la violació contra una dona casada, la legislació d'August que criminalitza l'adulteri jutjaria l'home per un càrrec d'adulteri (adulteri criminal), tot i que un càrrec d'adulterium o de strupum sense força també implicaria la dona violada; com amb qualsevol altre delicte, obriria el fiscal a un càrrec de represàlia de calúmnia, processament maliciós. La persecució de la violació també es podia veure obstaculitzada per pressions psicològiques i socials, com ara la vergonya o la reticència a exposar la pròpia vida privada.
Les actituds cap a la violació van canviar quan l'Imperi es va cristianizar. Sant Agustí va interpretar el suïcidi de Lucrècia com una possible admissió que ella havia animat en secret el violador, i els apologistes cristians la consideraven com havia comès el pecat del plaer sexual involuntari. El primer emperador cristià Constantí va redefinir la violació com un delicte públic més que com un mal privat. El dret romà anterior havia desdibuixatla línia entre el segrest i la fugida, ja que en qualsevol dels casos el que s'havia vulnerat era el dret del pater familias a donar o denegar el seu consentiment al matrimoni de la seva filla. Per tant, la paraula raptus podria referir-se a una seducció reeixida així com a segrest o violació. Si la noia acceptava, Constantí va ordenar que fos castigada juntament amb el «segrestador» masculí a ser cremada viva. Si no hi hagués consentiment, encara se la considerava còmplice, «amb el motiu que s'hauria pogut salvar demanant auxili a crits». Com a participant de la violació, era castigada per llei a ser desheretada, independentment dels desitjos de la seva família. Fins i tot si ella i la seva família haguessin un matrimoni com a resultat d'una fugida, el matrimoni era legalment nul. A la República i a l'Imperi precristià, les conseqüències d'un segrest o una fugida havien estat a càrrec de la parella i les seves famílies.

## Sexualitat i infants
Tant els nens com les nenes nascuts lliures portaven la toga praetexta, una peça amb vores porpra que marcava el seu estat d'«inviolable». Es podria prestar un jurament sobre la «praetexta sagrada», un indicador de com era de «sagrada i venerable la debilitat de la infància». Era religiosament inadmissible (nefas) fer servir un llenguatge obscè davant dels que portaven la praetexta, i Cató va afirmar que davant del seu fill intentava parlar com si hi hagués unes Verges Vestals.
Els nois romans nascuts lliures també portaven un amulet apotropaic anomenat bulla que incorporava un talismà fàl·lic (fascinum) dins d'un medalló d'or, plata o bronze, o en una petita bossa de cuir. A més de la seva funció màgica, la bulla hauria estat un avís visible que l'accés sexual al nen estava prohibit. L'equivalent per a la noia era la lunula, un amulet en forma de lluna creixent.

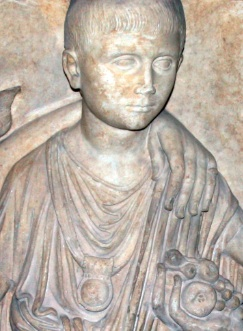
Noi romà que porta una bulla, que conté un encanteri fàl·lic
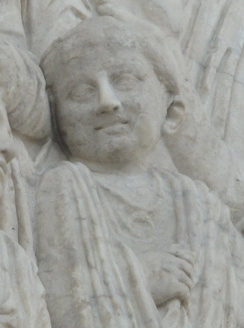
Detall de l'Ara Pacis Augustae que mostra una noia romana que porta una lunula, pensada per protegir les noies nascudes lliures de forces malèvoles, dimonis, bruixeria i especialment del mal d'ull

Hi havia lleis que protegien els nens nascuts lliures dels depredadors sexuals, i la violació d'un nen nascut lliure era un delicte capital; aquesta severitat anava dirigida a protegir la integritat del jove ciutadà. La «llicència fictícia» no era una defensa; Valeri Màxim informa que una «ostentació poètica» de seduir un nen amb toga praetexta (puer praetextatus) i una verge nascuda lliure (ingenua virgo) es va utilitzar als tribunals per impugnar l'autoritat moral d'un fiscal. En denunciar les disbauxes de Quintus Apronius, Ciceró construeix fins a la pitjor ofensa: Apronius va ballar nu en un banquet davant d'un nen encara en edat de portar la praetexta. Encara que els nens eren portats a sopars (convivia) per acostumar-los a un comportament social adequat per a adults, Quintilià renya els pares del seu temps per ser mals models a seguir: desfilen les seves amants i concubins masculins i es comporten de manera indiscreta fins i tot quan els seus fills estan presents, i pensen que és bonic quan els seus fills diuen coses inadequades per a l'edat. Quintilià considera aquest mal comportament com un signe de decadència moral general. Però en els casaments, per costum antic, els nois tenien llicència per parlar de manera obscena, salpebrant la nova parella amb acudits obscens, ja que es pensava que l'humor i el riure afavorien la fertilitat.
Les proteccions s'aplicaven només als nens nascuts lliures, no als nascuts d'esclaus, venuts com a esclaus o fets captius a la guerra. L'acceptació social de la pederastia entre els romans es va centrar en l'explotació de joves esclaus o prostitutes per part dels homes de les classes altes.

### Ritus de pas

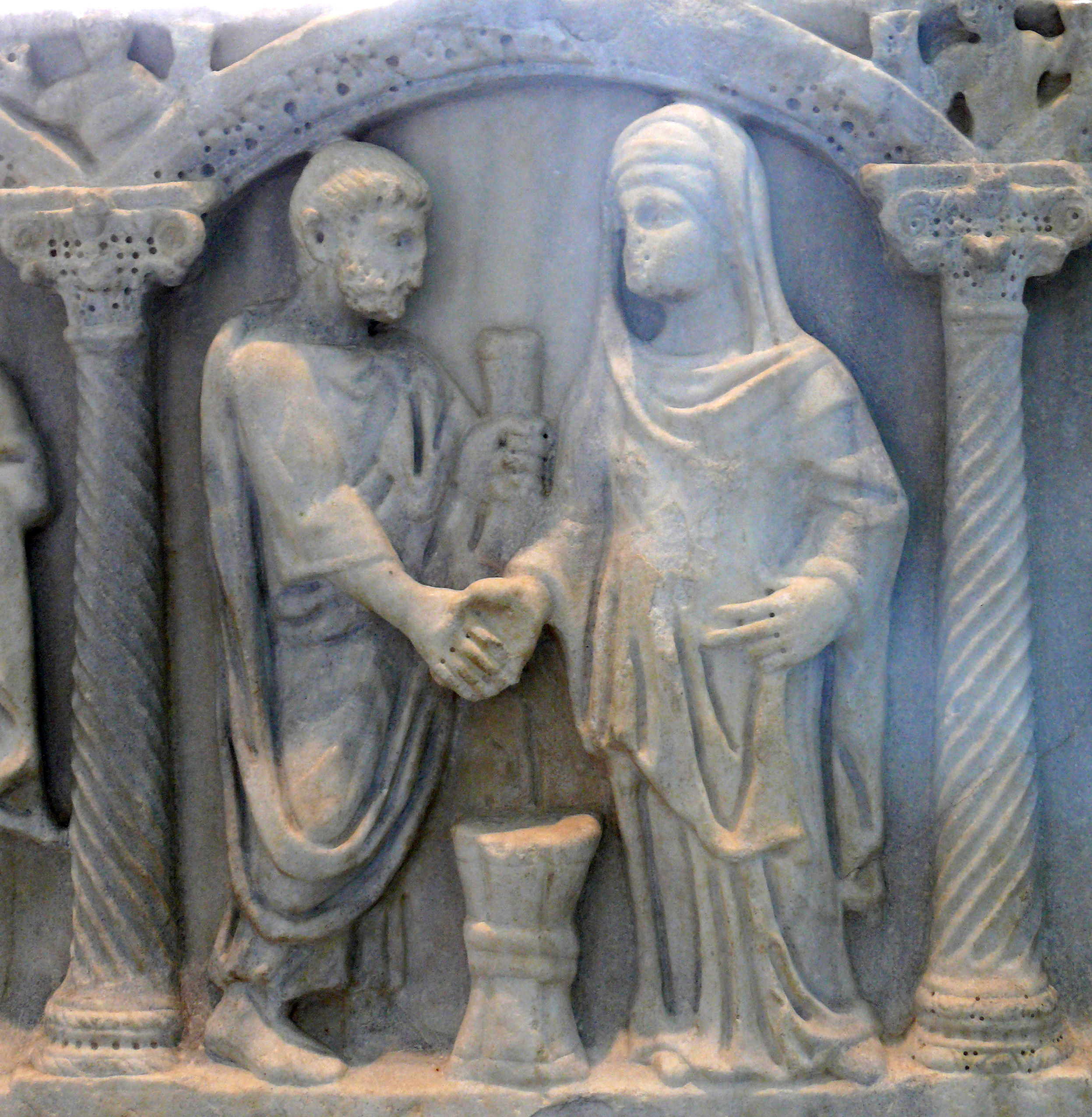
Parella romana unint-se de la mà; el nus del cinturó d'una núvia, que simbolitzava que el seu marit estava «lligat a ella», havia de ser deslligat per ell la nit de noces. Sarcòfag del)

Els adolescents en preparació ritual per a la transició a l'estatus d'adults portaven la tunica recta, la «túnica vertical», anomenada així perquè es teixia ritualment en el tipus de teler vertical que va ser el primer utilitzat pels romans. La túnica, que portaven tant els joves com les donzelles, pot haver tingut la banda porpra de la inviolabilitat, tot i que això no és clar a partir de l'evidència. Les noies teixien la seva pròpia tunica recta.
El ritual de la pubertat del noi jove consistia a afaitar-se la primera barba i treure's la bulla, que dedicava als déus domèstics, els Lares. Llavors assumia la toga virilis («toga de la virilitat»), era inscrit com a ciutadà al cens i aviat començava el servei militar. Tradicionalment, la cerimònia es celebrava durant la Liberàlia, la festa en honor al déu Líber, que encarnava tant la llibertat política com la sexual. Seguint el seu ritu de pas, al jove ciutadà se li permetia les vies d'activitat sexual que eren generalment acceptables per als homes romans del seu rang social. Sovint, una prostituta amb experiència introduïa un home jove a les relacions heterosexuals.
S'esperava que les noies romanes romanguessin verges fins al matrimoni; com més alt és el rang social d'una noia, més aviat és probable que es prometi i es casi. L'edat habitual de compromís per a les noies de classe alta era de 14 anys, però per als patricis tan aviat com els 12 anys. Els casaments sovint es posposaven fins que la noia es considerava prou madura. La cerimònia del casament va ser en part un ritu de pas per a la núvia, ja que Roma no tenia els elaborats rituals de pubertat femení de l'antiga Grècia. La nit abans del casament, la núvia es lligava els cabells amb una xarxa groga que havia teixit. El confinament del seu cabell significava l'aprofitament de la seva sexualitat dins del matrimoni. El teixit de la túnica recta i la xarxa per als cabells demostrava la seva habilitat i la seva capacitat per actuar en el paper de matrona tradicional com a custos domi («guardiana de la casa»). El dia del seu casament es cenyia la túnica amb el cingulum, fet de llana d'ovella per simbolitzar la fertilitat, i lligat amb el «nus d'Hèrcules», que se suposava que era difícil de deslligar. El nus simbolitzava la castedat de la dona, ja que només l'havia de deslligar el seu marit, però el cingulum també simbolitzava que el nuvi estava lligat a la seva dona. Els cabells de la núvia es pentinaven ritualment en seni crines («sis trenes»), i es ficava un vel fins que el seu marit la descobria al final de la cerimònia, un ritual de lliurament de la seva virginitat a ell.

## Sexe, matrimoni i societat

### Sexe conjugal
Com que els homes podien gaudir de relacions sexuals fora del matrimoni amb relativa impunitat, de vegades s'ha suposat que el sexe satisfactori no era una expectativa del matrimoni romà. El jurista Ulpià va assenyalar que «no són les relacions sexuals les que fan un matrimoni, sinó l'afecte matrimonial», però les advertències de moralistes i filòsofs contra la preocupació pel sexe dins del matrimoni reconeixen el potencial de la passió matrimonial.

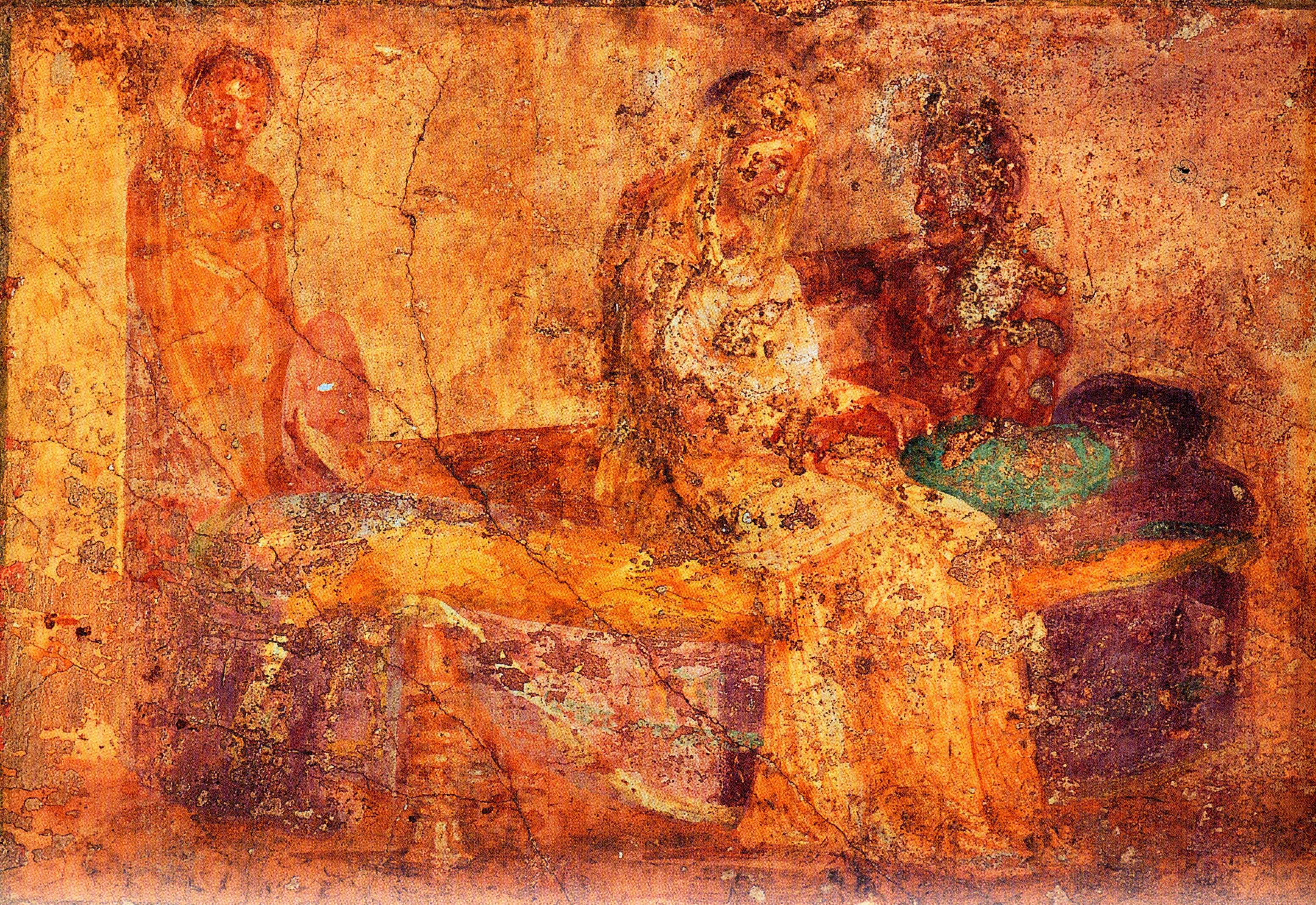
Recent casats[500] assistits per un criat: la núvia es manté totalment vestida i distanciada (c. 19 aC, des de la paret del dormitori d'una vil·la excavada a Trastevere)
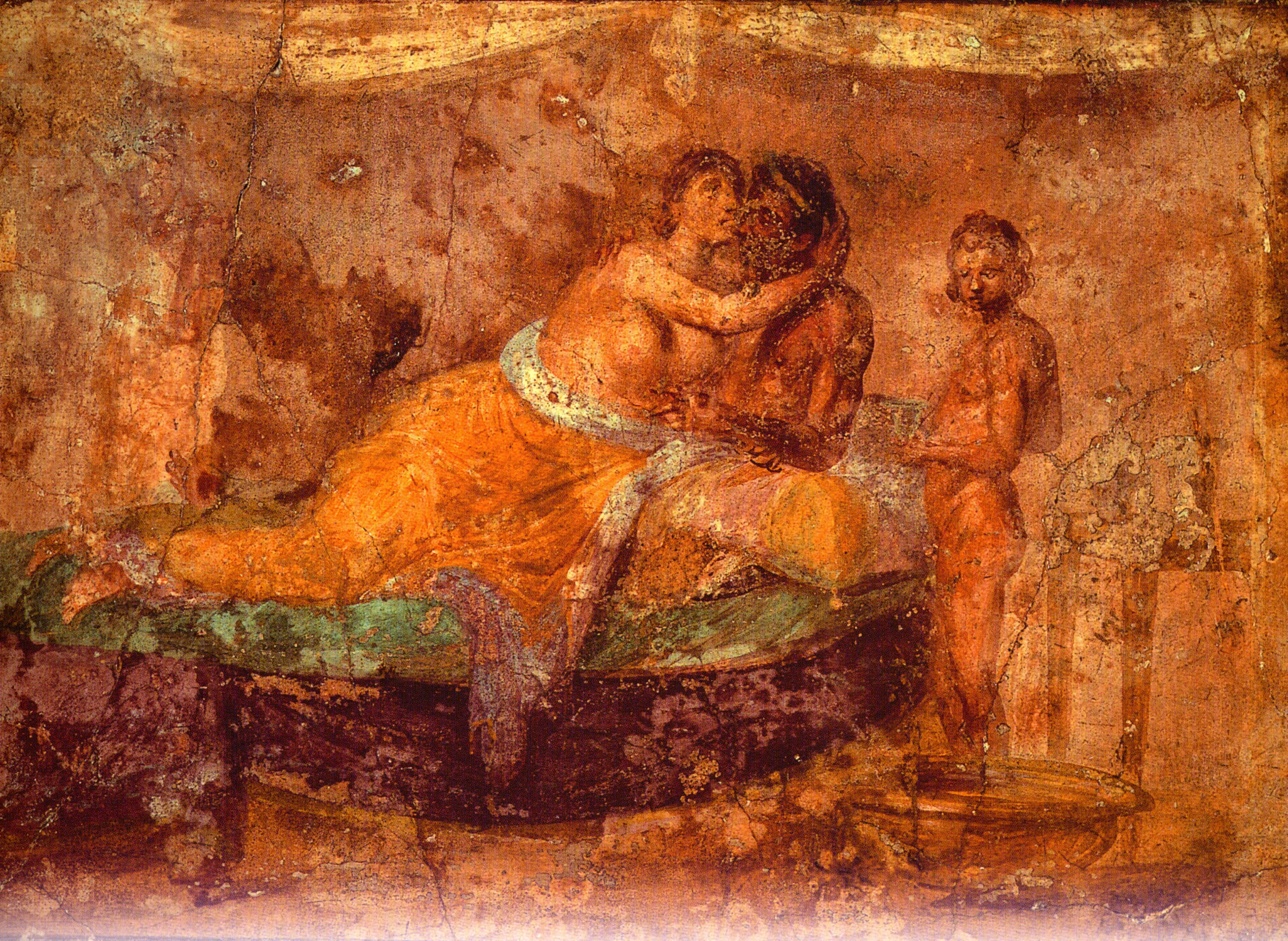
En una escena que l'acompanya, la núvia sembla estar molt disposada. Un criat nu a la dreta mira cap al costat

La intimitat sexual entre una parella casada era una qüestió privada, i normalment no era un tema de literatura. L'excepció era l'epitalami, un subgènere de poesia que celebrava un casament. Un himne nupcial de Càtul, per exemple, lloa la deessa de l'amor Venus perquè «res és possible sense tu». Ovidi, la poesia amorosa del qual a principis de la seva carrera estava dirigida a amants de ficció, va escriure elegies durant el seu exili en què anhelava la seva esposa. Entre les cartes recollides de Plini el Jove hi ha una que escriu sobre els seus sentiments per la seva esposa:
| « | Estic agafat per un desig increïble de tu. El motiu és sobretot el meu amor, però en segon lloc el fet que no estem acostumats a estar separats. Per això passo la major part de la nit embruixat per la teva imatge; per això, de tant en tant, els meus peus em porten (l'expressió correcta!) per voluntat pròpia a la vostra habitació en les hores que acostumava a freqüentar-vos; per això, en definitiva, em retiro, morbós i desconsolat, com un amant exclòs d'una porta poc acollidora. | » |

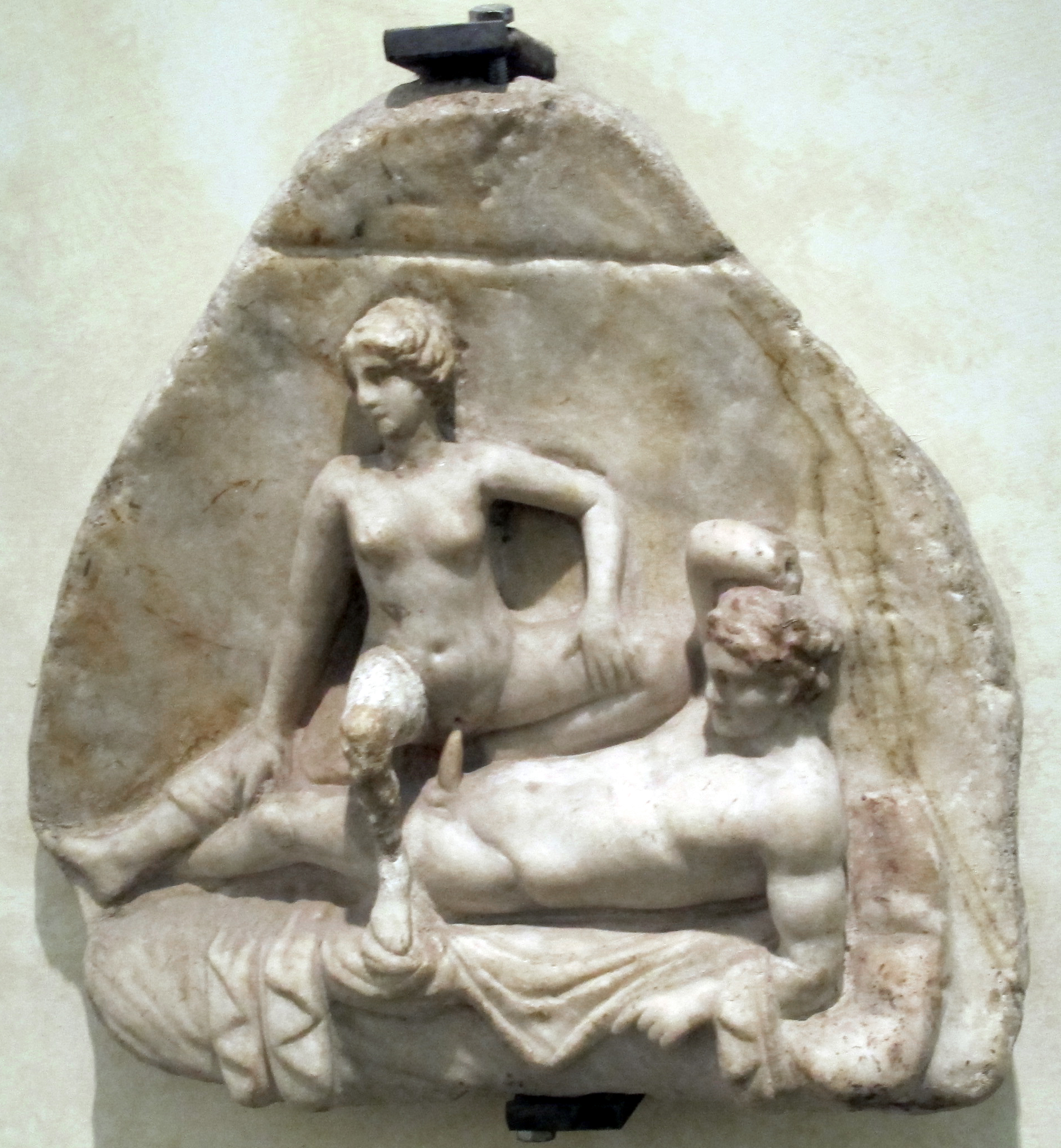
Dona «cavalcant» en un baix relleu de marbre de Pompeia (Museu Arqueològic Nacional, Nàpols)

Plini adopta la retòrica de la poesia amorosa, dirigida convencionalment a un amant il·lícit o difícil d'aconseguir, com a adequada per expressar el seu desig matrimonial.
Encara que era un orgull per a una dona fos univira (casada només una vegada), no hi havia estigma vinculat al divorci. El matrimoni ràpid després del divorci o la mort d'un cònjuge era comú i fins i tot esperava entre l'elit romana, ja que el matrimoni es considerava correcte i natural per als adults. Tot i que normalment s'esperava que les vídues esperessin deu mesos abans de tornar-se a casar, fins i tot a una dona embarassada no se li prohibia prendre un nou marit, sempre que la paternitat del seu fill no estigués en dubte a efectes legals. Si s'acabava un primer matrimoni, sembla que les dones tenien més veu a l'hora de concertar els matrimonis posteriors. Si bé tenir fills era l'objectiu principal del matrimoni, es milloraven altres vincles socials i familiars, sense excloure la companyia personal i el plaer sexual entre marit i esposa, tal com indiquen els matrimonis en què participen dones després dels seus anys de fertilitat.
La parella reial troiana Hèctor i Andròmaca es va convertir en un trop mitològic del sexe nupcial. L'elegia amorosa llatina se centra en la seva vida sexual més que en el tràgic final del seu matrimoni amb la mort d'Hèctor a mans d'Aquil·les. Eren coneguts per la posició de «dona a dalt», amb un verb que suggereix que la dona «cavalca» l'home com un cavall. En general, Hector va ser retratat com un marit marcadament heterosexual i exemplar.

#### La nit de noces
Un epitalami de Catul pinta la nit de noces com un moment d'erotisme madur, condimentat amb cançons humorístiques i obstinades dels convidats. «Mira a dins», aconsella el poeta a la núvia, que crema amb una «flama íntima», «on el teu home es troba al llit ricament arreglat, completament a la teva disposició». Es recorda al marit que «la bona Venus» l'ha beneït, ja que ara pot desitjar obertament allò que desitja, i no cal amagar un «bon amor». La parella s'anima a gaudir com vulgui (ludite ut lubet); l'objectiu és tenir fills aviat.
Un parell de quadres en un dormitori de la Casa della Farnesina s'ha interpretat com «una narració de la modesta núvia esdevenint l'amant inmodesta, potser complint una fantasia masculina obscena».

#### Fidelitat i adulteri
Alguns passatges literaris suggereixen que un recent casat podria trencar les seves relacions sexuals exteriors durant un temps i centrar-se a unir-se amb la seva esposa amb l'esperança de formar una família. Alguns estoics sostenien que la fidelitat matrimonial era una virtut tant per als homes com per a les dones (vegeu «La moral sexual estoica» més amunt). Però legalment un marit romà cometia adulteri quan tenia relacions sexuals fora del matrimoni sempre que la seva parella es considerés disponible sexualment; la mala conducta sexual (stuprum) era adulteri depenent de l'estatus de la parella femenina. Un personatge d'una obra de Plaute expressa la llibertat sexual d'un home en termes còmics:
| « | Ningú prohibeix a ningú baixar per la via pública (publica via); sempre que no facis un camí per terreny prohibit, sempre que et mantinguis lluny de les núvies, les dones solteres, les donzelles, els joves i els nois lliures, estima el que vulguis. | » |
| — Plaute, Curculio 35-38. El passatge és una mena de fòrmula tradicional de la literatura sobre la sexualitat romana; a més de Richlin (seguint), vegeu [Fantham 2011, p. 123] | |   |

Una dona casada o compromesa i els joves ciutadans homes estan fora de límits, com si fossin propietat d'una altra persona, i de fet es considerava adulteri com a delicte contrari als drets del pater familias a controlar la seva llar. Per a un home, l'adulteri era un delicte sexual comés amb una dona que no era ni la seva esposa ni una parella permisible, com ara una prostituta o una esclava, en efecte quan la seva parella era l'esposa d'un altre home o la seva filla soltera. Els juristes posteriors subratllen que l'adulteri en sentit estricte es cometia amb una dona casada.
Per a una dona casada, cap infidelitat era acceptable i s'esperava que les núvies primerenques fossin verges. Segons Cató (segle ii aC), un marit tenia un antic dret (ius) de matar la seva esposa si la sorprenia en acte d'adulteri, però si aquest «dret» existia, era una qüestió de costum i no de llei estatutària. A la República, l'adulteri es considerava normalment un assumpte privat per a les famílies, no un delicte greu que requeria l'atenció dels tribunals. Cap font registra l'assassinat justificat d'una dona per adulteri per part d'un pare o marit durant l'època republicana, tot i que l'adulteri era motiu de divorci.

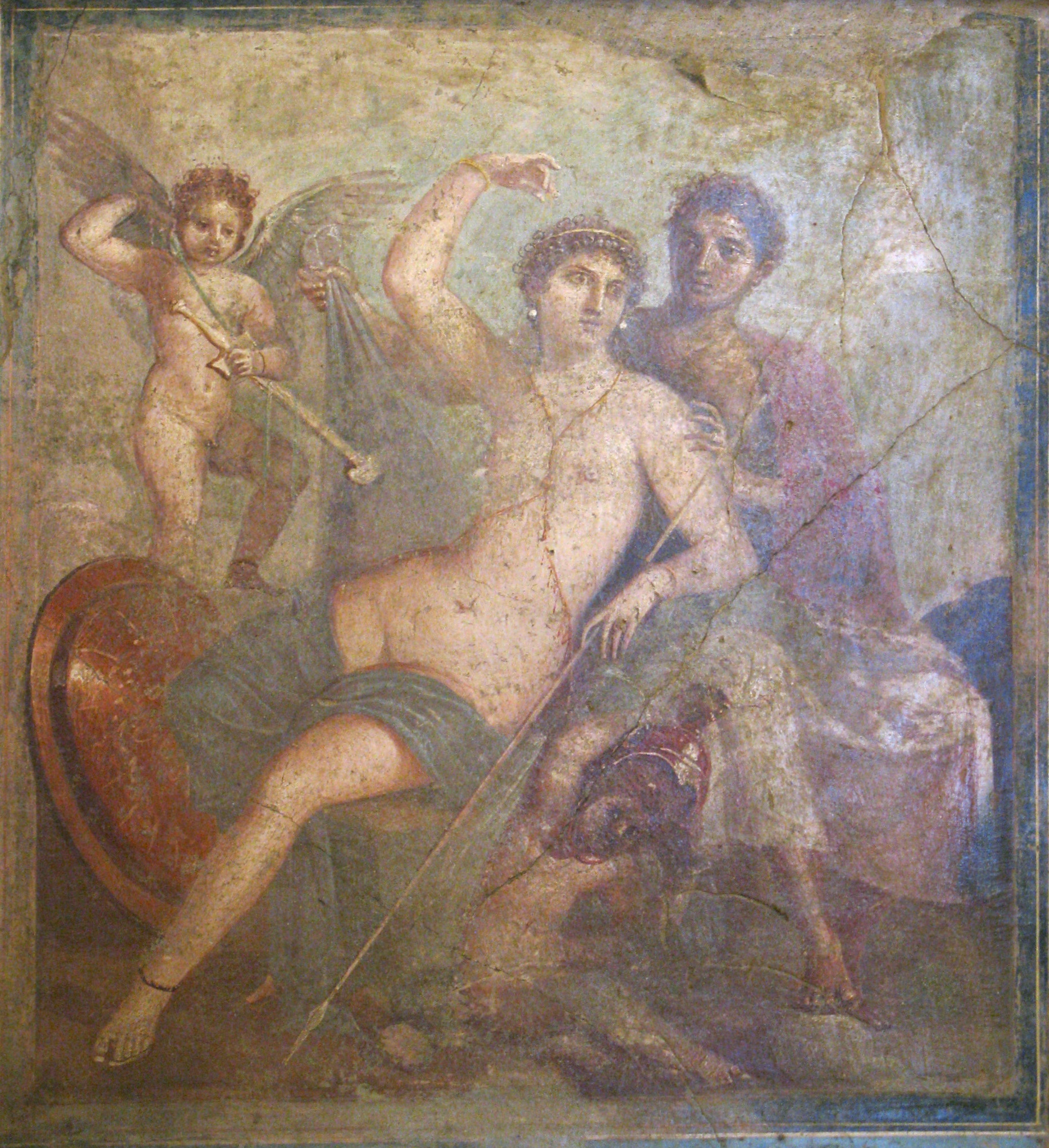
L'adulteri mitològic de Venus i Mart, aquí assistit per Cupido, va ser un tema popular per a la pintura
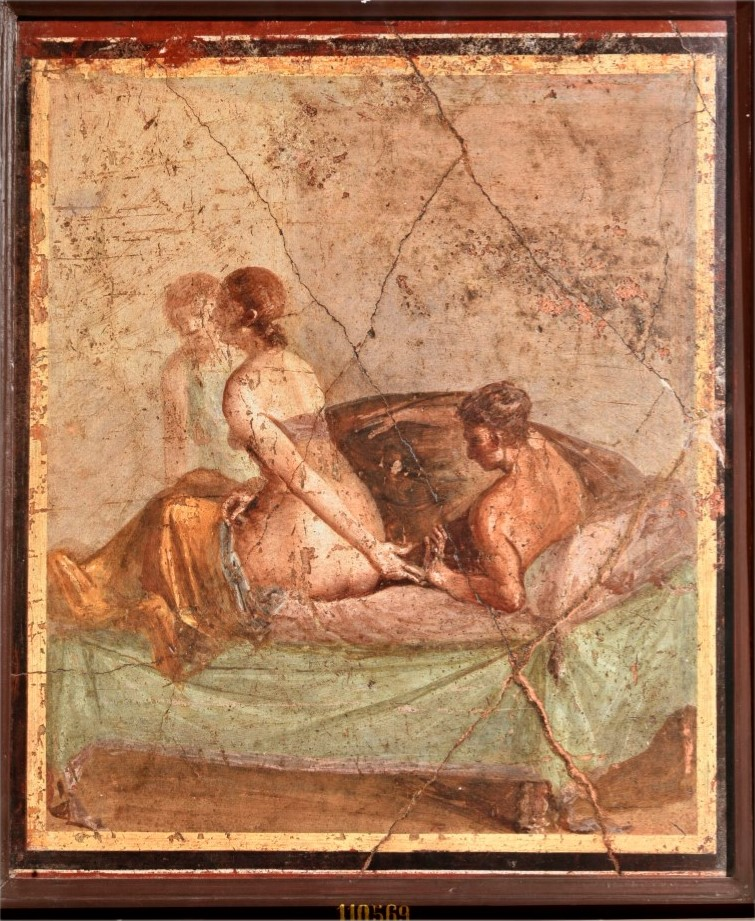
Pintura mural de Pompeia (50-79)

Després del col·lapse de la República, la legislació moral va passar a formar part del nou ordre polític sota el primer emperador de Roma, August. Les lleis relatives a l'adulteri aprovades l'any 18 aC formaven part del seu programa per restaurar el mos maiorum, les normes socials tradicionals, alhora que consolidava la seva autoritat política i codificava una jerarquia social més rígida arran de les darreres guerres civils. L'apel·lació als valors antics va ocultar l'enderrocament radical de les institucions polítiques participatives de la República per un govern d'un sol home de dalt a baix. La Lex Iulia de adulteriis (Llei juliana sobre actes d'adulteri) estava dirigida a castigar les dones casades que participaven en afers extramatrimonials. Els estudiosos sovint han suposat que la Lex Iulia estava destinada a abordar un brot virulent d'adulteri a la República tardana. Una perspectiva androcèntrica a principis del segle xx sostenia que la Lex Iulia havia estat «un control molt necessari per a la creixent independència i la imprudència de les dones». Una visió més simpàtica a finals del segle xx i principis del segle xxi va veure les relacions amoroses com una manera per a les dones intel·ligents i independents de l'elit de formar relacions emocionalment significatives fora dels matrimonis concertats amb finalitats polítiques. Però és possible que ni tan sols existís aquesta epidèmia d'adulteri; la llei potser s'hauria d'entendre no com a abordant un problema real que amenaçava la societat, sinó com un dels instruments de control social exercit per August que va posar l'estat, i per extensió ell mateix, en el paper de pater familias a tota Roma.
Les angoixes personals per la infidelitat, dins del matrimoni o no, es reflecteixen en encanteris màgics destinats a «fixar» (defixiones) o lligar l'afecció eròtica de l'altra persona. També estaven disponibles encanteris per interrogar l'estimat sobre la seva fidelitat. Un papir màgic de l'Egipte romà recomana col·locar el cor d'un puput sobre els genitals d'una dona adormida per induir «respostes veritables»; un altre diu que la llengua d'una gallina posada als llavis o al pit farà que reveli el nom de l'home que estima.
La literatura de la República tardana i el Principat, en particular les sàtires d'Horaci i Juvenal, ofereixen diverses representacions, o potser fantasies, de com un marit perjudicat podria sotmetre l'amant de la seva esposa a humiliació i càstig. En aquests tractaments literaris, l'adúlter és castrat, colpejat, violat pel mateix marit o pels seus esclaus, o penetrat analment amb un múl·lid, una mena de preuat peix conreat pels romans d'elit com a activitat d'oci (otium). Les referències a aquests actes no apareixen a les cartes de Ciceró ni a les històries de Tàcit, i poden ser exageracions fictícies. Ovidi es burla del marit gelós com a mancat de sofisticació: «L'home que està ferit excessivament pels afers adúlters de la seva esposa és un ximple». El predecessor d'Ovidi, Catul, va escriure poesia celebrant la seva aventura adúltera amb Lesbia, la seva superior social, tradicionalment identificada com Clòdia. El cultiu d'una actitud de deixar fer com a senyal d'urbanitat pot haver provocat la disposició de la llei d'adulteri d'August que obligava a un marit a divorciar-se de la seva esposa i presentar acusacions legals formals contra ella, o fer front a càrrecs per proxenetisme (lenocinium).

### Relacions amo-esclau
La sexualitat era una «característica bàsica» de l'antiga esclavitud romana. Com que els esclaus eren considerats com a propietat segons la llei romana, un propietari podia utilitzar-los per al sexe o llogar-los per servir altres persones. Alguns estudiosos proposen que el contingut de les cartes de Ciceró indica que va mantenir una relació homosexual a llarg termini amb el seu esclau Tiró. Com va afirmar amb rotunditat Eva Cantarella, «el pater familias romà era un mestre absolut, ... exercia un poder al marge de qualsevol control de la societat i de l'Estat. En aquesta situació, per què hauria d'abstenir-se de sodomitzar els seus homes de casa?» Però aquesta forma d'alliberament sexual tenia, per tant, poc segell eròtic: utilitzar els propis esclaus era «un pas més que la masturbació». En descriure la parella ideal en la pederàstia, Marcial prefereix un nen esclau que «actua més com un home lliure que no pas com el seu amo», és a dir, aquell que pot enquadrar l'afer com un joc estimulant de festeig. Quan figures identificables com a esclaus apareixen en l'art eròtic, estan realitzant tasques rutinàries en segon pla, sense participar en actes sexuals. En la seva obra sobre la interpretació dels somnis (Oneirocritica, c. 170), Artemidor adopta una visió simbòlica del valor sexual dels esclaus; somiar amb tenir relacions sexuals amb la pròpia esclava era una bona cosa, «perquè els esclaus són possessió del somiador; per tant, gaudir-ne significa que el somiador està complagut amb les seves pròpies possessions».
Un romà podia explotar els seus propis esclaus per fer sexe, però no tenia dret a obligar a qualsevol esclau que triés a tenir relacions sexuals, ja que el propietari tenia el dret de controlar la seva propietat. En la recerca de relacions sexuals amb un esclau que pertanyia a algú altre, es podria utilitzar la persuasió o les amenaces. No es podia presentar un càrrec de violació contra un home lliure que obligués un esclau a tenir relacions sexuals, ja que un esclau no tenia la condició legal que protegia el cos d'un ciutadà, però el propietari podia processar el violador d'acord amb la Lex Aquilia, una llei relativa al dany de la propietat.
La sexualitat d'un esclau estava estretament controlada. Els esclaus no tenien dret al matrimoni legal (connubium), encara que podien viure junts com a marit i esposa (contubernales). Un propietari normalment restringia les activitats heterosexuals dels seus esclaus masculins a les dones que també posseïa; tots els fills nascuts d'aquestes unions s'afegeixen a la seva riquesa. Cató, en un moment en què l'economia esclava a gran escala de Roma encara estava en un desenvolupament inicial, va pensar que era una bona pràctica controlar la vida sexual dels seus esclaus i va exigir que els esclaus masculins paguessin una quota per accedir a les seves companyes esclaves.

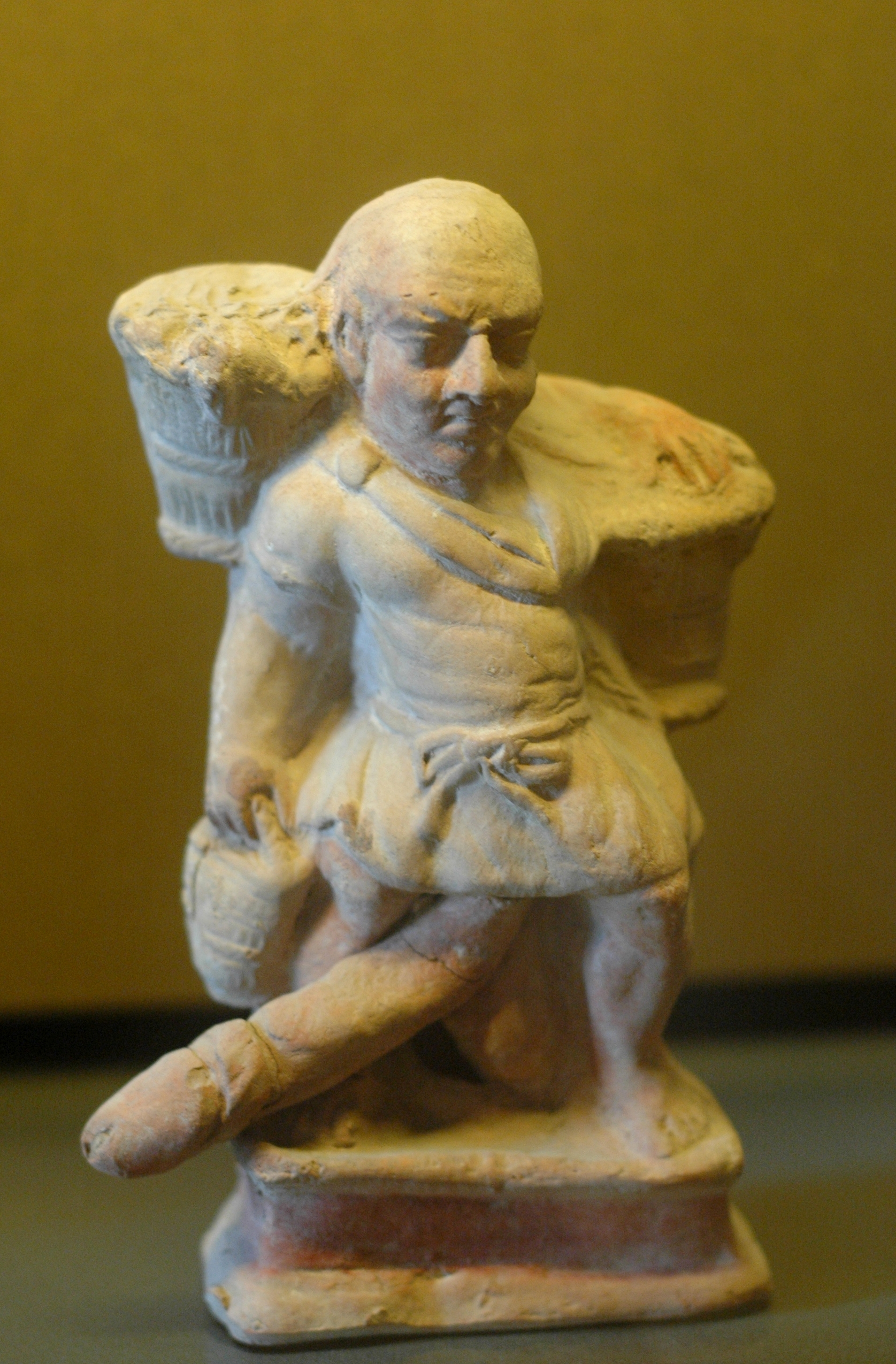
Figura grotesca d'un esclau itifàl·lic: a la comèdia romana, els esclaus solen ser retratats com a sobresexuals

Si un propietari trobava que el seu esclau masculí estava mantenint una relació sexual amb una dona lliure, la llei exigia que avisés la parella tres vegades per trencar-la. Si l'afer continuava, tenia dret a fer-se amb la dona. Les referències a dones de famílies respectables que tenen relacions sexuals amb un esclau masculí són poc freqüents, cosa que indica que els escriptors homes no estaven preocupats pel risc d'això. Ciceró no ofereix exemples ni en les parts de tafaneries de les seves cartes ni en els casos judicials on ataca la reputació d'una dona; acusa Clòdia d'incest i de portar la seva casa com un prostíbul, però no d'anar a dormir amb esclaus. Ni tan sols la Messalina o la Semprònia de Sal·lusti són acusades a les fonts hostils de tenir relacions sexuals amb un esclau. El sexe amb un esclau va ser un dels càrrecs falsificats contra Clàudia Octàvia, l'esposa de Neró, quan Popea Sabina va fer campanya per ocupar el seu lloc, però sobretot era una qüestió d'insinuacions o insults contra un marit que no ho va evitar.
Malgrat els controls externs i les restriccions imposades a la sexualitat d'un esclau, l'art i la literatura romanes solen retratar els esclaus de manera perversa com a lascivia, voyeurista i fins i tot sexualment coneixedora. Un dels temes de la comèdia romana que la distingeix dels seus models grecs és la representació de les relacions amo-esclau.
Se suposava que els romans nascuts lliures que van caure en esclavitud estaven protegits de l'explotació sexual, tal com indiquen dues històries diferents registrades pels historiadors antics. Abans de l'abolició de l'esclavitud per deutes al segle iv aC, de vegades els romans lliures eren obligats a vendre's ells mateixos o els seus fills a l'esclavitud quan estaven aclaparats per un deute. Segons Livi, l'esclavitud per deutes (nexum) va ser abolida com a resultat directe de l'intent d'abús sexual d'un jove nascut lliure que va servir com a garantia del deute del seu pare amb l'usurer Lucius Papirius. El nen, Gai Publili, era notablement bell, i Papirius va insistir que com a esclau se li podia exigir que li proporcionés serveis sexuals. Quan Publili es va negar, Papirius el va fer despullar i assotar-lo. Aleshores, el jove va sortir al carrer per mostrar les seves ferides, i un crit entre la gent va portar els cònsols a convocar el Senat. El procés polític finalment va portar a la Lex Poetelia Papiria, que prohibia mantenir els deutors en servitud pel seu deute i requeria, en canvi, que els béns del deutor s'utilitzessin com a garantia. La llei establia així que la integritat del cos d'un ciutadà romà era fonamental per al concepte de libertas (llibertat política), en contrast amb els usos als quals estava subjecte el cos d'un esclau. En aquest i en un incident semblant denunciat per Valerius Maximus, els càstigs corporals i l'abús sexual es consideren violacions semblants de la llibertat del ciutadà davant la compulsió física, en contrast amb la vulnerabilitat física de l'esclau.
Algunes proteccions sexuals es podrien estendre als esclaus. La conducta de les esclaves reflectia generalment la respectabilitat de la llar, i la mater familias en particular era jutjada pel comportament sexual de les seves esclaves, que s'esperava que fos moral o almenys discret. Aquest decòrum pot haver limitat l'explotació de les esclaves que formaven part de la família. Sèneca va expressar la indignació estoica pel fet que un esclau masculí s'hauria de preparar de manera efeminada i utilitzat sexualment, perquè la dignitat humana d'un esclau no s'havia de degradar. El creixent comerç d'esclaus eunucs durant els primers anys de l'Imperi va impulsar una legislació sota l'emperador Hadrià que prohibia la castració d'un esclau contra la seva voluntat «per luxúria o guany». Els acords legals sobre la venda d'un esclau poden incloure un pacte ne serva prostituatur, que prohibeix l'ocupació de l'esclava com a prostituta. Tot i que la preocupació pel benestar de l'esclava pot haver estat un factor en casos individuals, aquesta restricció legal sembla que també tenia la intenció de protegir el propietari ciutadà masculí de la vergonya o la infàmia associada al proxenetisme i la prostitució. El pacte ne serva continuava vigent per a les vendes posteriors, fins i tot si el comprador inicialment no n'havia tingut coneixement, i si es violava, es concedia la llibertat a l'esclava prostituïda il·legalment.

### Prostitució
La prostitució era legal a tot l'Imperi Romà en totes les èpoques. La majoria de les prostitutes eren esclaves o dones lliures. Les prostitutes a Roma s'havien d'inscriure als edils. Malgrat el que podria semblar una distinció clara com a qüestió de dret, el jurista Ulpià va opinar que una dona obertament promiscua es portava l'estatus de prostituta, encara que no acceptés diners. La legislació moral d'August que criminalitzava l'adulteri va eximir les prostitutes, que legalment podien mantenir relacions sexuals amb un home casat. Encoratjades a pensar en l'adulteri com una qüestió de llei més que de moral, algunes dones socialment destacades fins i tot van optar per evitar el processament per adulteri registrant-se com a prostitutes.

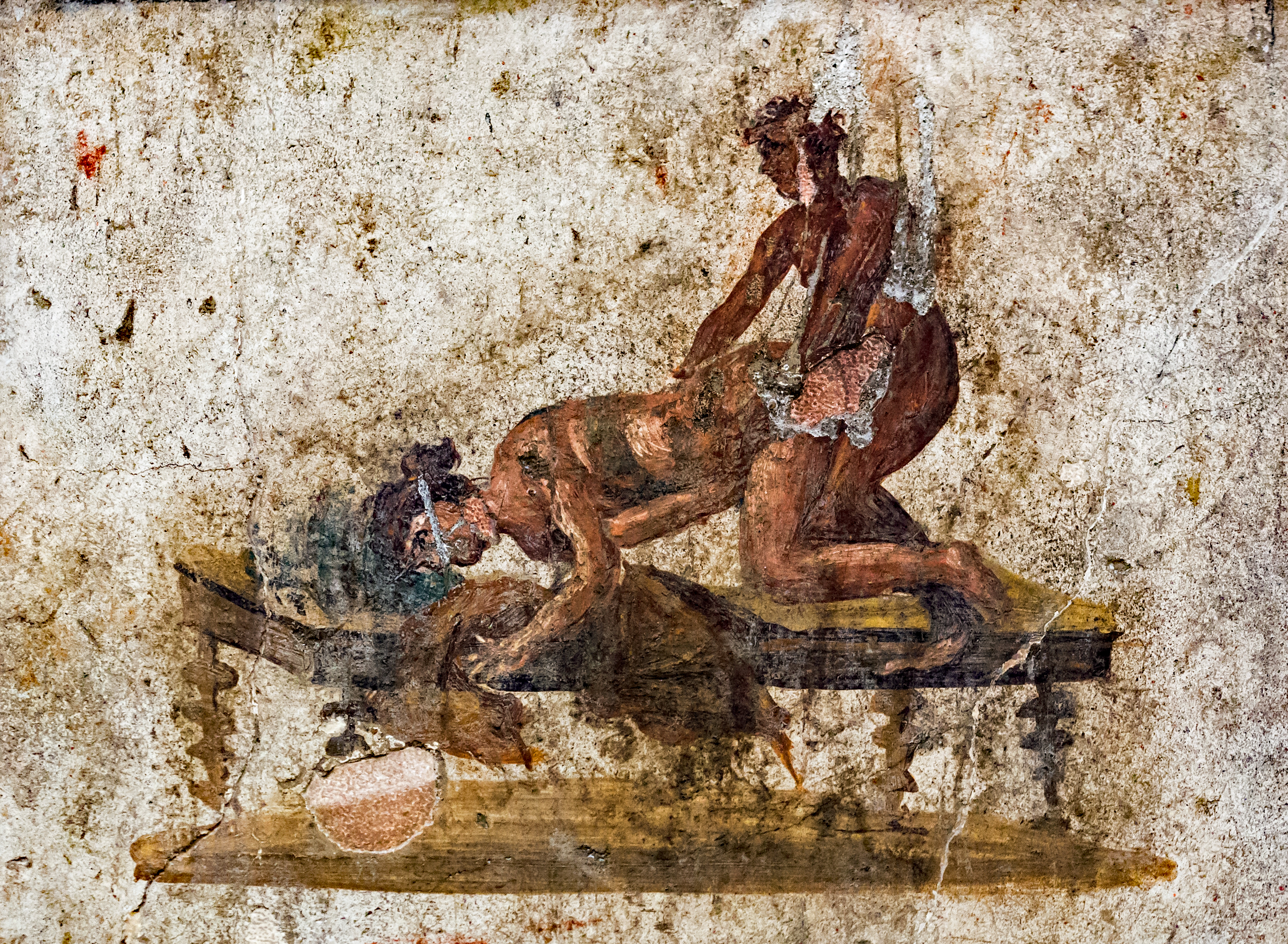
Pintura mural del lupanar (prostíbul) de Pompeia que mostra l'ús d'un clini per mantenir una posició
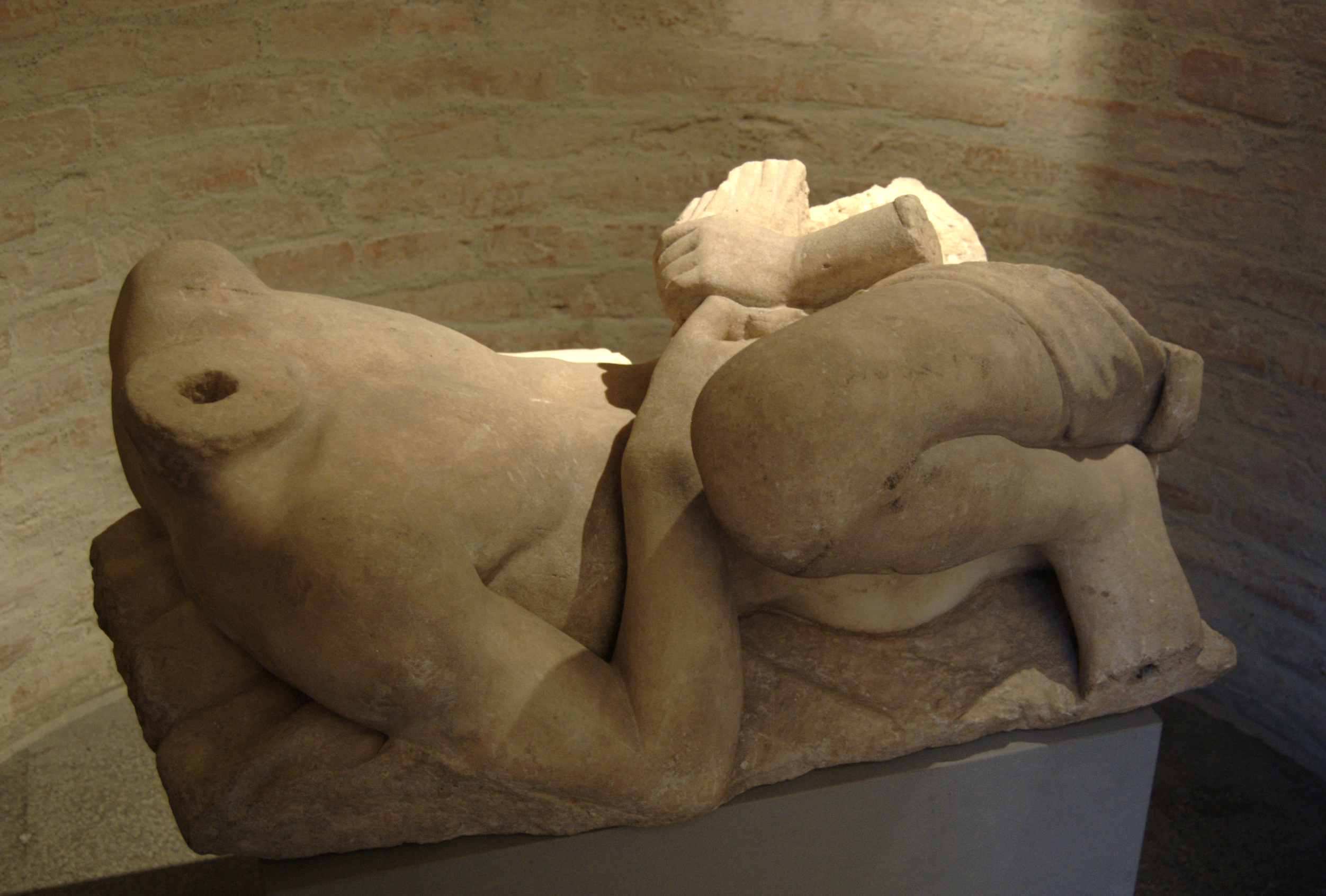
Una prostituta que té relacions sexuals amb un client; encara que fragmentària, és una representació poc comuna d'una escena d'aquest tipus a l'escultura (Gliptoteca de Munic, segle i)

L'estatus confús sovint provoca complicacions argumentals a les comèdies de Plaute i Terenci. Els obstacles per a l'amor sorgeixen quan un jove s'enamora i vol casar-se amb una prostituta no ciutadana, i es superen quan es revela el veritable estat de la jove com a verge nascuda lliure. La verge lliure ben educada és casable, i la prostituta no ciutadana no. La relació d'aquestes situacions còmiques amb la vida real és problemàtica: Plaute i Terenci es van inspirar en models grecs sovint poc coneguts, per la qual cosa és difícil determinar fins a quin punt van incorporar comportaments i actituds socials romanes. Elaine Fantham ha observat que la campanya militar prolongada a Grècia i Àsia Menor havia introduït els homes romans a un nivell més sofisticat de luxe i plaer, potser reflectit en la comèdia; el jove representa el seu enamorament per una cortesana cara en lloc d'una esclava familiar o una prostituta comuna.
Les prostitutes apareixen en l'art eròtic a Pompeia i Herculà, incloses les pintures murals d'edificis identificats com a prostíbuls, en les quals sovint estan nues excepte per un sostenidor sense tirants (strophium). Les pintures il·lustren diverses posicions sexuals que contradiuen algunes afirmacions erudites sobre les preferències dels homes romans en els actes heterosexuals. Les fonts literàries registren que les prostitutes portaven roba distintiva, sovint vestits vistosos de seda transparent. Eren les úniques dones romanes que portaven la toga, el vestit distintiu d'un home romà lliure. Aquest traspassament de les fronteres de gènere s'ha interpretat de forma diversa.

#### Plaer i infàmia
Les prostitutes es trobaven entre aquelles persones a Roma classificades com a infames, gaudint de poques proteccions legals encara que tècnicament no fossin esclaves. La infamia com a estatus legal un cop entrat no es podia escapar; una prostituta era «no només una dona que practica la prostitució, sinó també una que ho ha fet abans, tot i que ha deixat d'actuar d'aquesta manera; perquè la desgràcia no s'elimina encara que la pràctica s'interrompi posteriorment».
En la tradició moral romana, el plaer (voluptas) era una recerca dubtosa. El moralista estoic Sèneca contrasta el plaer amb la virtut (virtus):
| «                           | La virtut la trobaràs al temple, al fòrum, al Senat, dempeus davant les muralles de la ciutat, plena de pols i cremada pel Sol, les mans aspres; El plaer el trobareu més sovint a l'aguait dels banys i les cambres de suor, i els llocs que temen als edils, a la recerca de la foscor, suau, desgastat, pudent a vi i perfum, pàl·lid o pintat i maquillat amb cosmètics com un cadàver.. | » |
| — Sèneca, De vita beata 7.3 | |   |

L'ambivalència romana cap al plaer físic s'expressa per la infàmia d'aquells els cossos dels quals el proporcionaven públicament. En un sentit tècnic, infàmia era una pèrdua oficial de la capacitat legal d'una persona nascuda lliure com a conseqüència d'una mala conducta, inclosa la mala conducta sexual, però la paraula es podria utilitzar per a «mala reputació» en general. La infàmia era una «conseqüència ineludible» de certes professions, entre les quals no només hi havia prostitutes i proxenetes, sinó també intèrprets com actors, ballarins i gladiadors: «Aquestes figures eren objectes dels desitjos d'altres persones. Van servir el plaer dels altres. Van quedar tacats per l'exposició a la mirada pública».

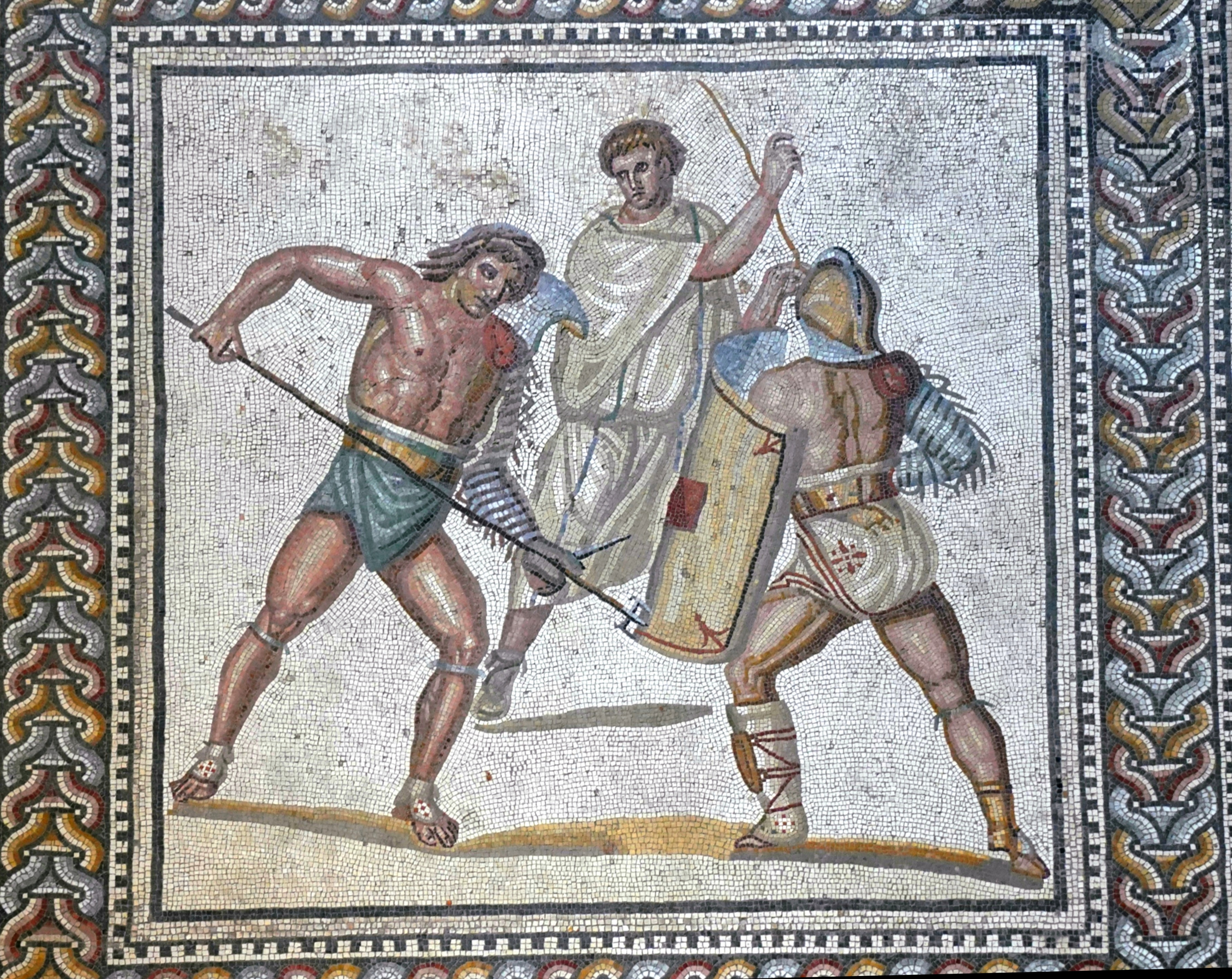
Juvenal pensava que el reciari (esquerra), un gladiador que lluitava amb la cara i el cos al descobert, era efeminat i propens a la desviació sexual

Aquells anomenats infames (singular infamis) eren objecte de càstigs corporals, normalment reservats als esclaus. Sota la República i els primers anys de l'Imperi, una de les maneres en què es definia la llibertat del ciutadà era a través de la llibertat del seu cos davant de la coacció física o càstigs com els flagells per part de les autoritats. No obstant això, els ciutadans que van optar per convertir-se en artistes públics i utilitzar els seus cossos per oferir plaer públic estaven exclosos d'aquestes proteccions físiques i podien ser colpejats o sotmesos a violència. Qualsevol home lliure que es convertís en gladiador jurava patir marcats, servituds, pallisses i possible mort per l'espasa. Tant glamoritzat com menyspreat, el gladiador havia d'exercir un atractiu sexual convincent sobre les dones.
Els actors eren sexualment ambigus, en part perquè podien imitar les dones i eren atractius tant per a homes com per a dones. El dictador Sul·la va tenir una llarga relació amb un actor; Mecenàs, mecenes de les arts i conseller d'August, estava enamorat de l'actor Batil; i se suposa que dones de la família imperial van tenir relacions amb actors. Es suposava que les actrius eren prostitutes.
Un home que li agradava rebre sexe anal o oferir sexe oral, sovint caracteritzat com a cinaedus, també podria ser estigmatitzat com a infamis, encara que si fos ciutadà podria conservar la seva condició legal.

#### Clubs de sexe privats
Les proves arqueològiques, principalment de Pompeia i Herculà, i les fonts literàries semblen indicar l'existència de «clubs sexuals» privats en algunes cases romanes (domūs). La majoria dels romans vivien en apartaments (insulae); la domus era un habitatge gran i independent propietat d'una família de mitjans considerables, i a Roma era fonamental per a la identitat social de la família. Algunes d'aquestes residències tenen habitacions decorades amb art pornogràfic que no difereix del que es troba als prostíbuls identificats; en alguns casos, una habitació decorada eròticament té la seva pròpia porta exterior per admetre visitants que normalment entrarien a la casa per les portes principals que condueixen a l'atri, on la família mostrava imatges ancestrals i altres trofeus de respectabilitat.
S'ha suggerit que aquestes sales estaven destinades a evocar l'ambient d'un prostíbul per a l'acollida de festes sexuals exclusives, com la descrita per l'historiador Valeri Màxim com l'any 52 aC amb un cònsol i els tribuns de la plebs assistents:
| «                    | Igual de notori va ser aquell partit organitzat per a Metel Escipió quan era cònsol i per als tribuns de la plebs, per Gemellus, el seu cap d'encàrrec tribunicial. Era un home lliure de naixement, però retorçat pels seus negocis per fer el paper de criat. La societat va donar una cara de rubor col·lectiva: va establir un casal de prostitutes a casa seva, i va fer fora Múcia i Flàvia, cadascuna d'elles destacada pel seu pare i el seu marit, juntament amb el nen aristocràtic Saturní. Cossos en descarada submissió, disposats a participar a un joc de sexe borratxo! Un banquet no per honrar cònsols i tribuns, sinó per acusar-los! | Aeque flagitiosum illud conuiuium, quod Gemellus tribunicius uiator ingenui sanguinis, sed officii intra seruilem habitum deformis Metello [et] Scipioni consuli ac tribunis pl. magno cum rubore ciuitatis conparauit: lupanari enim domi suae instituto Muniam et Flauiam, cum a patre tum a uiro utramque inclitam, et nobilem puerum Saturninum in eo prostituit. probrosae patientiae corpora, ludibrio temulentae libidini futura! epulas consuli et tribunis non celebrandas, sed uindicandas! | » |
| — Valeri Màxim 9.1.8 | | |   |

L'existència de clubs sexuals pot proporcionar rerefons per a les difamacions polítiques de la República tardana sobre personatges públics quan els convidats de la festa incloïen prostitutes, i per al famós prostíbul imperial que Calígula va establir al Palatí, on prostituïa dones casades i joves nascuts lliures.

## Acte sexual i posicions
Al món antic s'han registrat unes 90 posicions per al coit. Tant l'art eròtic romà com la literatura llatina, el més famós passatge de l'Art amatòria d'Ovidi, representen diverses formes de còpula (concubitus varii) i posicions sexuals (figurae veneris). Els termes llatins són d'Ovidi, a partir de la seva descripció de com les llars més aristocràtiques mostraven pintures eròtiques entre les seves col·leccions d'art. La varietat sexual va fascinar els romans. Es pensava que l'astrologia influïa en les preferències i les activitats pròpies; se suposava que les persones nascudes quan el Sol, la Lluna i els planetes estaven en determinats signes astrològics estaven inclinades cap al vici secret o les formes «antinaturals» de relacions sexuals, o a esdevenir pathici.

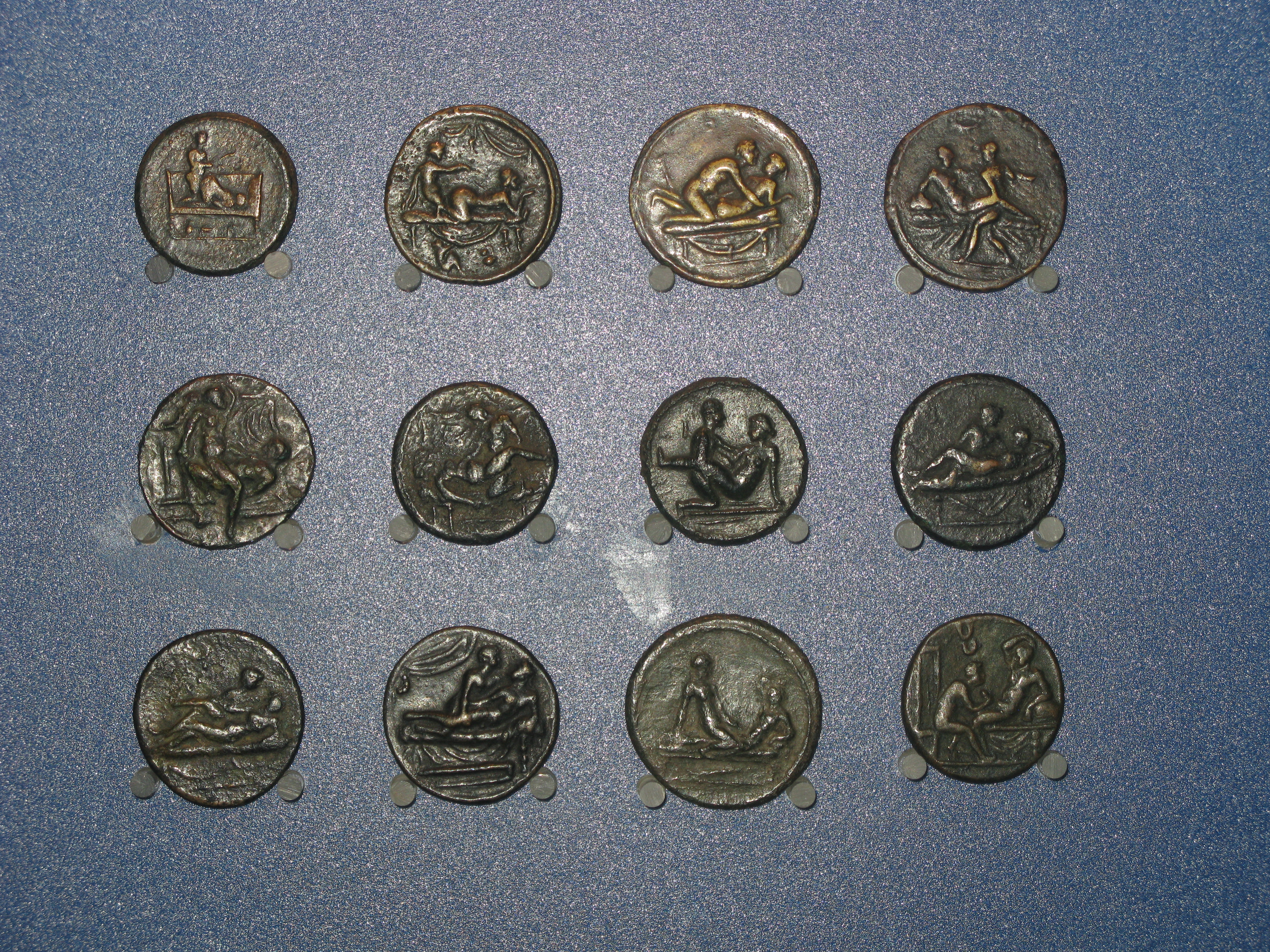
Spintriae de bronze (c. 22-37), que representen una sèrie d'actes sexuals, són arqueològicament abundants, però no és clar per a què s'utilitzaven (Museu i Galeria d'Art Hunterian)

Segons Suetoni, Tiberi tenia una gran col·lecció de manuals sexuals i art eròtic, inclosa una pintura de la caçadora mitològica Atalanta fent sexe oral a Melèagre, una obra que l'emperador considerava que valía més d'un milió de sestercis.

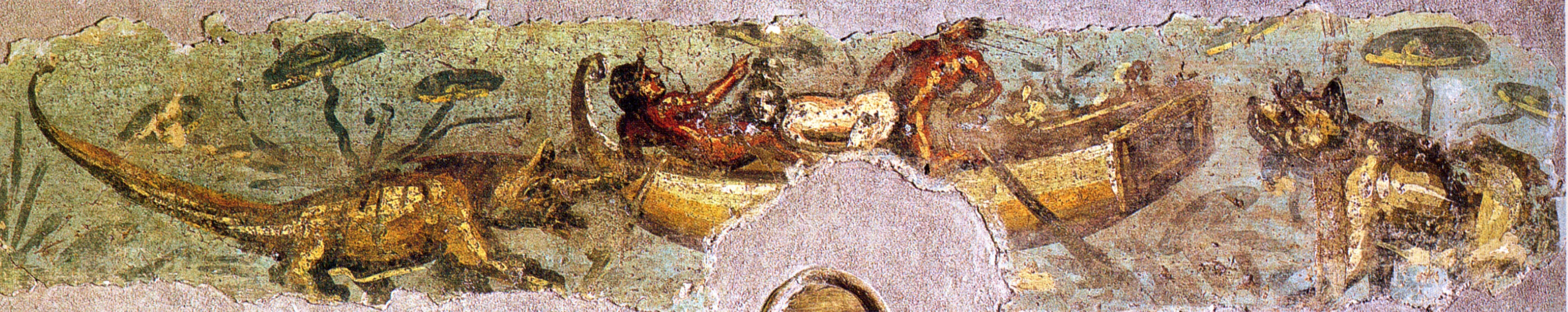
Escena eròtica amb una dona i dos homes en una barca, envoltats de bèsties; les escenes de sexe ambientades al Nil presenten constantment la posició d'estil gosset, sovint combinada com aquí amb la fel·lació

Lucreci observa que els actes sexuals poden tenir diferents propòsits. Les prostitutes utilitzen certs moviments per donar plaer als seus clients i evitar l'embaràs. Es recomana a les dones que vulguin quedar embarassades no moure's enèrgicament durant el coit, ja que aquests moviments «treuen l'aixada del solc i dirigeixen malament la sembra de la llavor». Lucreci recomana l'«estil gosset» (a tergo) per a les parelles que intenten concebre, perquè imita el sexe procreador natural dels animals.

### Sexe home-dona

Part posterior d'un mirall de mà de bronze (c. 70-90, trobat al turó Esquilí); a sobre de la parella hi ha una imatge amb una escena eròtica

El verb obscè bàsic per a un home que té relacions sexuals amb una dona és futuo, «jo foto». Encara que no es troba a la literatura educada, futuo no era necessàriament insultant ni agressiu; s'utilitzava de manera transaccional per al sexe entre una prostituta i el seu client. En un entorn apassionat o amorós, pot haver-se dit com una intimitat excitant. Un fragment d'una obra de Plaute suggereix que l'adquisició d'un vocabulari eròtic formava part de la introducció d'una dona a la sexualitat dins del matrimoni; una verge explica que encara no havia après les paraules adequades per a la nit de noces (nupta verba). El fàcil ús de la paraula per part d'una dona en altres entorns indica la seva independència de les normes socials. «O fotem o lluitem», va citar la formidable Fúlvia desafiant el futur August.
Thomas Habinek ha afirmat que «Ovidi inventa la categoria del masculí heterosexual», ja que, diu, es considerava normal que un home romà tingués relacions homosexuals. Ovidi rebutja radicalment la tradició romana de pederastia, i diu que li agrada més (voluptas) fer l'amor amb una dona com a igual. El plaer sexual entre home i dona, subratlla, hauria de ser mutu; Ovidi instrueix als seus alumnes masculins que facin l'amor amb una dona lentament, ja que aconsella als homes que no concloguin l'acte sexual sense permetre que les seves parelles femenines assoleixin l'orgasme. En un passatge, sembla estar recomanant l'orgasme simultani:
| «                                                                     | Però no falleu a la vostra dama, hissant veles més grans, ni tampoc la deixeu avançar pel camí; correu junts fins a la meta: és llavors quan el plaer és ple, quan l'home i la dona es troben allà, vençuts per igual. | » |
| — Ovidi, Ars Amatoria 2.725-2.728, és citat en [Potter 2009, p. 343]. | |   |

#### Mulier equitans
«Cavalcar» és una metàfora comuna de l'acte sexual, especialment utilitzada per a la posició de dona a dalt. El mulier equitans («dona a cavall») no apareix a la pintura de gerros grega, però és popular en l'art romà. Ovidi ho recomana per a la dona menuda, ja que una dona alta potser no vol semblar massa imponent en relació amb l'home. Suposadament afavorit per la parella mitològica Hèctor i Andròmaca, tot i que era d'una alçada llegendària, s'anomenava en broma «el cavall Héctor». Un relleu de la Gàl·lia romana que mostra el mulier equitans juga amb la metàfora representant un cavall galopant, dins d'un marc, en el fons.

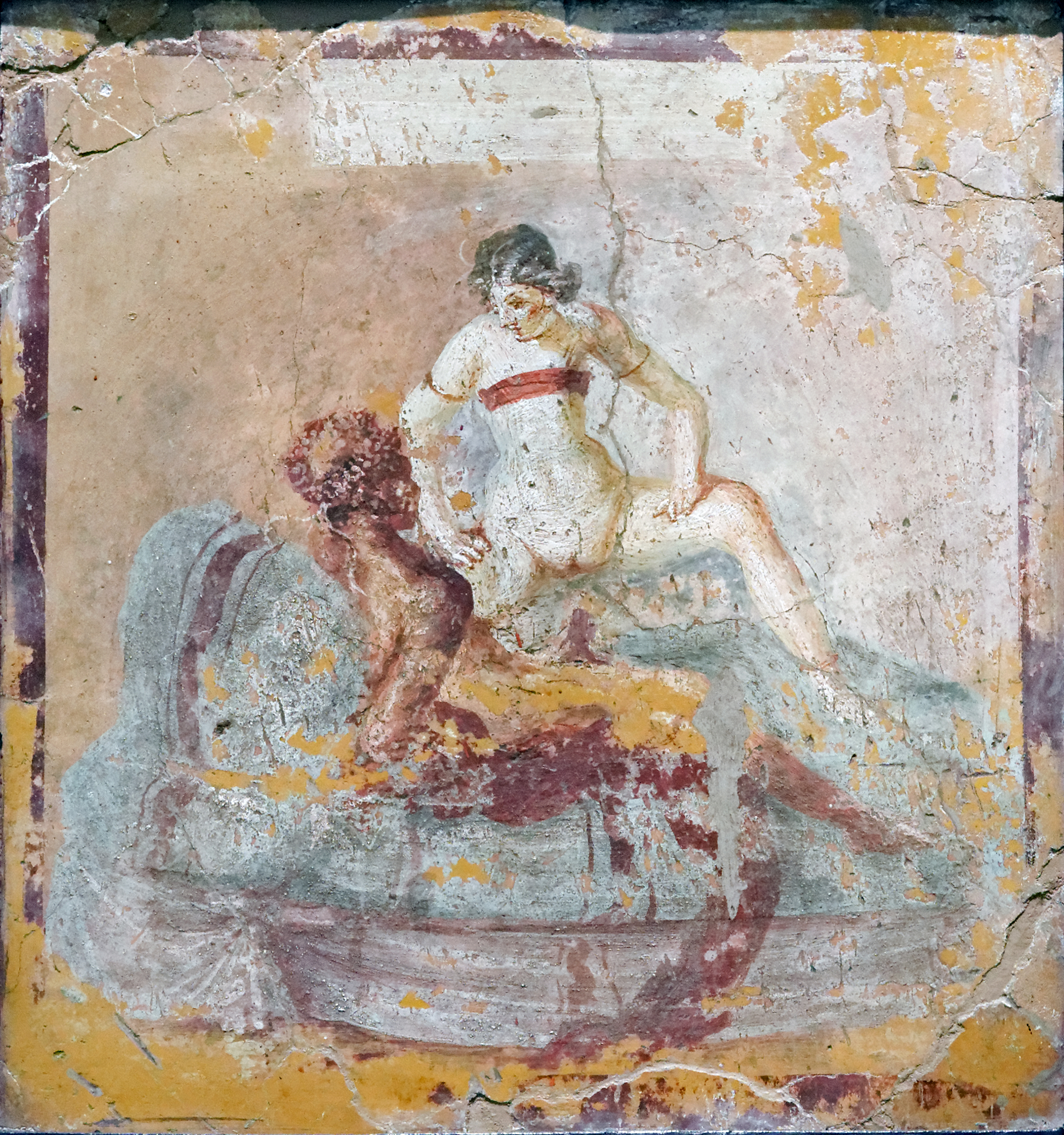
Mulier equitans (posició de dona cavalcant a un home) era una de les favorites de l'art romà; aquí, els pits romanen coberts, però el «mont de Venus» està depilat
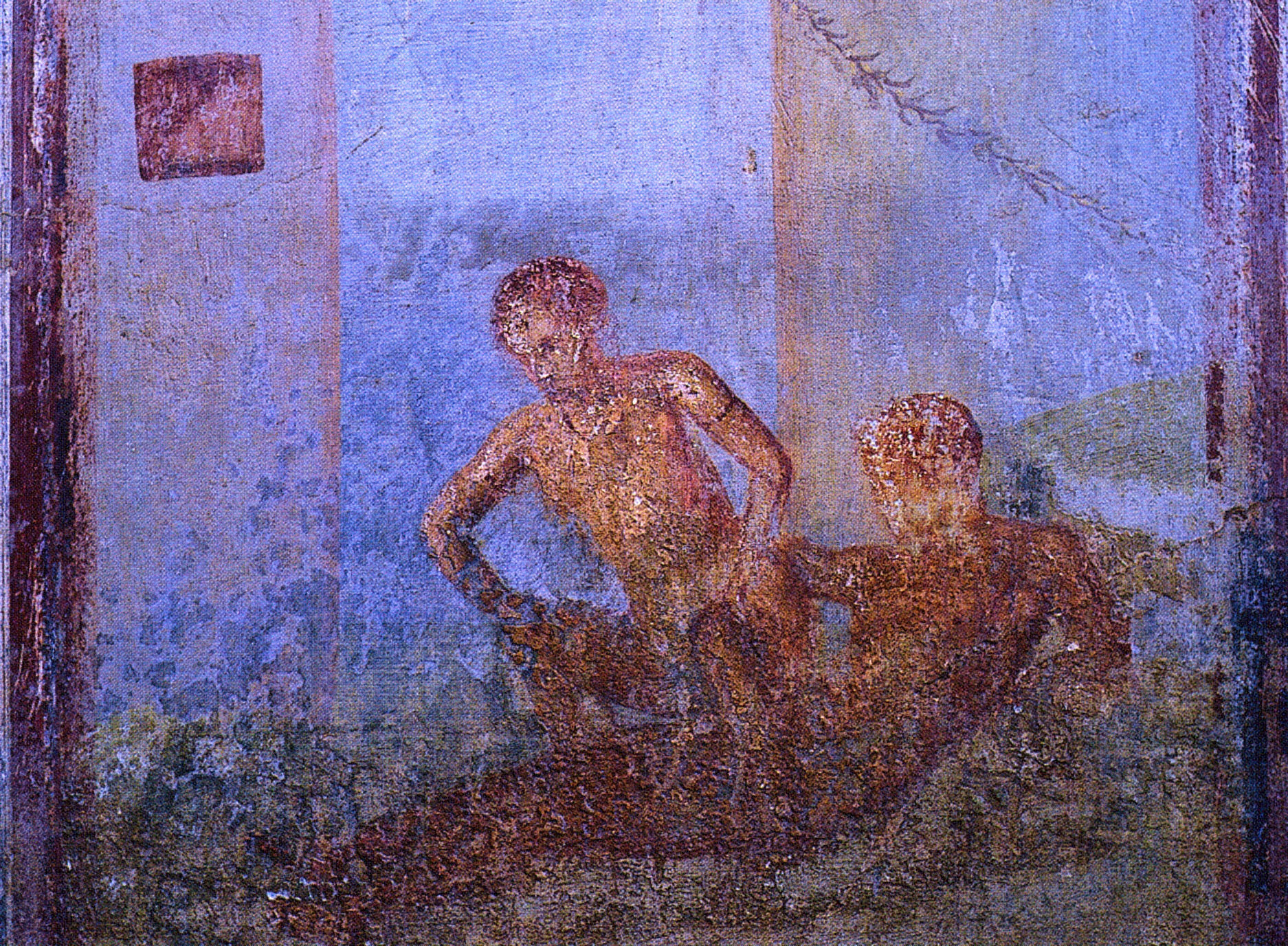
La posició Venus pendula aversa en una pintura mural de Pompeia

En art, la convenció mulier equitans fa que la dona es posi frontalment per exposar el seu cos íntegrament a l'espectador, sovint emfatitzant la seva zona púbica depilada. La importància d'aquesta posició en la cultura romana s'ha interpretat de forma diversa. Kenneth Dover va pensar que podria representar la relativa emancipació sexual de les dones romanes. Des de la perspectiva de la dona, la posició atorgaria independència de moviment per al seu propi plaer. Però Paul Veyne va pensar que posava èmfasi en que la dona havia de fer la feina d'atendre l'home, que s'estira allà i rep plaer sense esforç. La posició podria haver estat afavorida per l'art perquè agradava tant als espectadors masculins com femenins; per als homes, oferia una visió sense obstacles del cos de la dona, tal com recomanava Ovidi, i del penis que entrava a la vagina; les dones veien la figura femenina visualment dominant realitzant el paper d'actiu.
La posició també s'anomena Venus pendula conversa («Venus perpendicular amb la dona mirant cap a l'home»); pel seu revers Venus pendula aversa («Venus perpendicular amb la dona mirant cap enrere»), on l'home s'estira amb la dona al damunt, però ella es gira d'esquena i encara els seus peus. Aquesta versió rarament s'esmenta o representa, però es troba en l'art romà ambientat a l'Egipte nilòtic.
També es troba una metàfora eqüestre del cinaedus («cavalcant al damunt en el sexe anal»), i almenys una vegada de lesbianes que «es fan torns cavalcant i es mouen amb la Lluna com a testimoni».

### Sexe anal

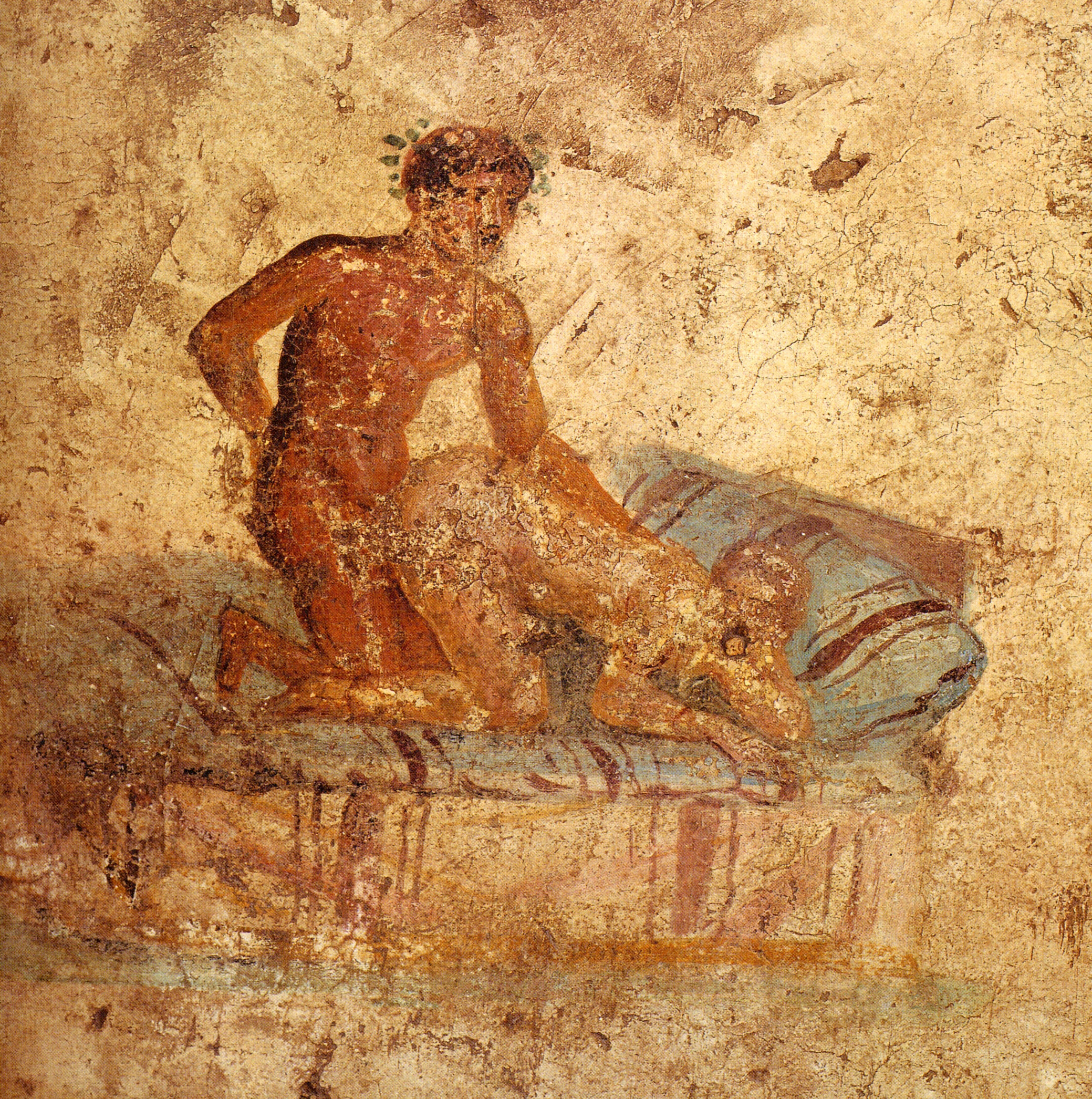
Posició «la lleona» (Casa del Ristorante, Pompeia)

El verb llatí per a «penetrar analment» és pedicare. L'objecte era generalment, però no sempre, masculí. Pedicare era una paraula contundent i no eufemística, i es pot utilitzar d'una manera amenaçadora, com notòriament Càtul a Carmen 16, o en general per significar «que et donin pel cul». L'etimologia de pedicare no està clara, però alguns han pensat que deriva del grec paidika, que té a veure amb la pederastia. La paraula bàsica per a «anus» era culus. Les metàfores habituals són ficus («figa») i anulus («anell»), que es considerava un terme decorós i era estàndard en els textos mèdics.
Es deia que els homes «s'ho prenen com una dona» (muliebria pati; «pateixen coses de dones») quan eren penetrats analment, però quan un home feia sexe anal a una dona, es pensava que la dona interpretava el paper d'un noi jove. Marcial, per exemple, destaca que el sexe anal és millor amb els nois que amb les dones; quan la seva esposa objecta que li faci sexe anal en un esforç per preservar la seva fidelitat, ell es burla d'ella sobre la inferioritat del seu anus en comparació amb el d'un noi.
La figura veneris en què la dona s'ajup per aixecar les natges, anomenada «la lleona», pot ser destinada a la penetració anal, ja que els nois de l'art grec es poden retratar en la mateixa posició; amb una parella femenina, pot ser difícil distingir en art d'un tergo («entrada posterior»). Culibonia («bon anus») era un terme humorístic per a una prostituta amb aquesta especialitat. Evitar l'embaràs pot haver estat un dels motius per a les prostitutes per oferir relacions anals.

### Os impurum

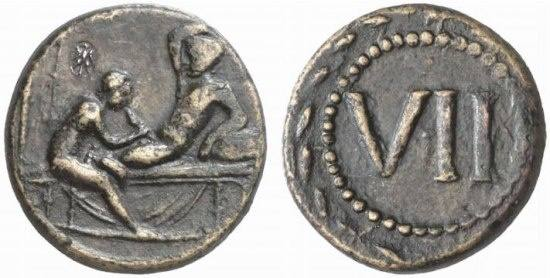
Sexe oral entre un jove i un home gran en una spintria

Os impurum («boca bruta» o «boca impura»), era un terme d'abús especialment per a aquells que feien sexe oral. La turpitude oral era una forma preferida d'invectiva per a Càtul, Horaci i Marcial. L'acusació d'haver fet un os impurum és una «obscenitat extrema», tan vil que Ciceró la va reservar per a homes de menys reputació que ell, només implicant que la seva degradació contaminava els seus patgrons més poderosos que eren els seus veritables objectius.
Era una convenció als versos obscenament còmics que el sexe oral provocava mal alè que era gairebé tòxic. Les «prostitutes dels carrerons» estan contaminades per sexe oral; Càtul es refereix a «la saliva bruta d'una prostituta enfadada». La funció urinària del penis fa que el sexe oral sigui especialment repulsiu per a Càtul, que en altres llocs insulta un celtiber per rentar-se les dents amb l'orina. Marcial bromeja que un bon perfum es va convertir en garum (salsa de peix), quan va ser ensumat per un home l'alè pútrid causat pel sexe oral. En un altre dels epigrames de Marcial, un fel·lador bufa sobre un pastís calent per refredar-lo i el converteix en excrement. El mal alè i les dents podrides que s'atribueixen a la pràctica del sexe oral representen una decadència moral i una corrupció general de les funcions positives de la boca com a òrgan del discurs persuasiu d'un ciutadà.

#### Cunnilingusifellatio
A causa de l'estigma associat a proporcionar plaer físic, un home que feia sexe oral a una dona era objecte de burla. El cunnilingus apareix típicament en l'art romà només com a part d'un acte recíproc, amb la dona fent una fel·lació al seu company masculí en alguna variació de la posició «69». No obstant això, una pintura mural de Pompeia (que es mostra aquí) representa una inversió pràcticament única de rols a l'hora de parcticar sexe oral. La dona que rep cunnilingus és alta i ben formada, ben cuidada i descaradament nua, excepte per les joies. La figura masculina és relativament petita, ajupit servilment i completament vestit; sembla ansiós o furtiu. La situació és tan extrema que probablement volia ser humorística a més d'emocionant; altres pintures d'aquest grup mostren una sèrie d'actes sexuals, almenys alguns dels quals podrien ser considerats transgressors o paròdics.

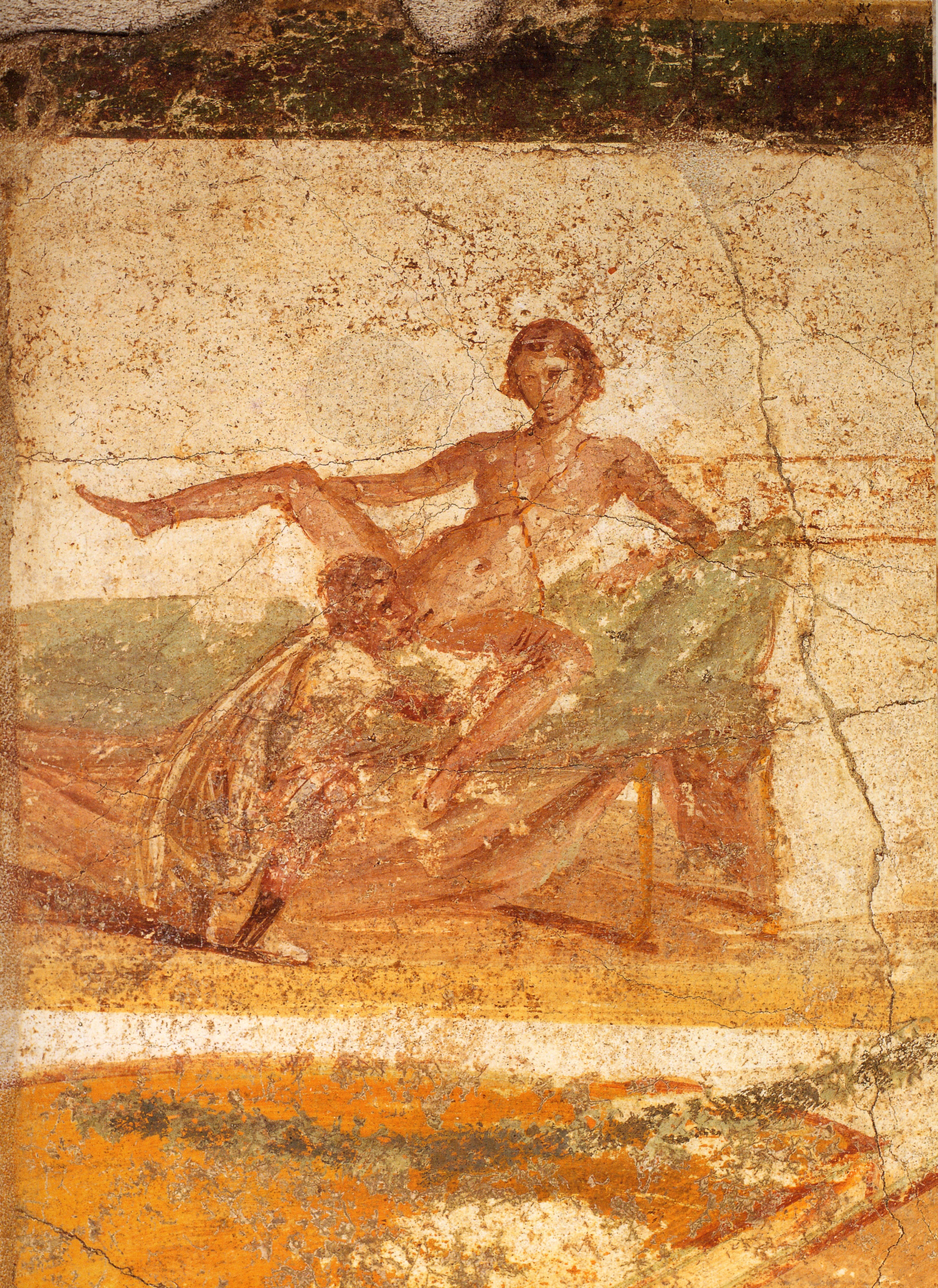
Pintura mural de Pompeia que representa el cunnilingus
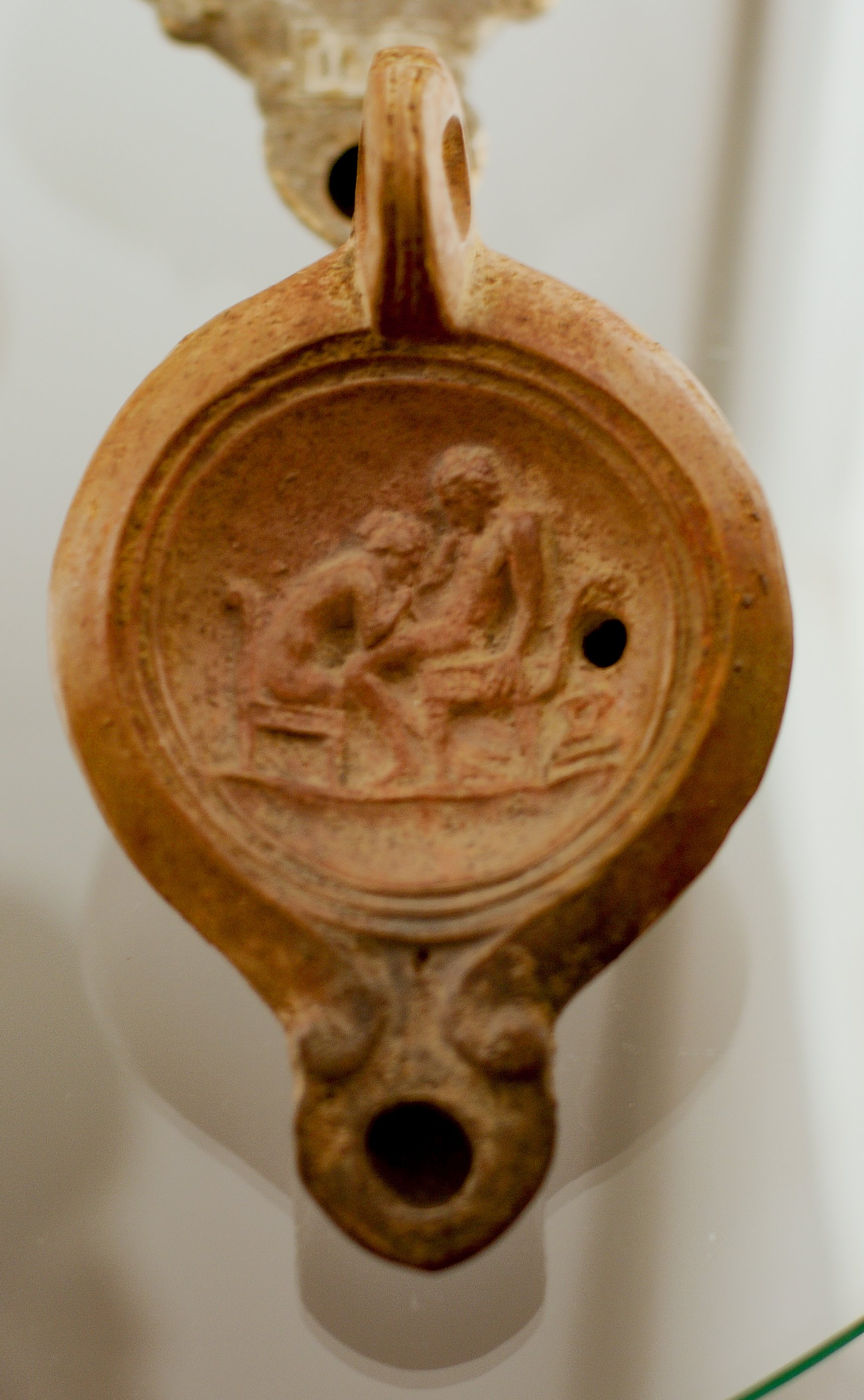
Representació d'una fel·lació sobre una llàntia d'oli

Hi ha algunes proves que les dones podrien contractar prostituts masculins per oferir cunnilingus. Els grafits de Pompeia anuncien els preus que cobren els prostituts masculins pel cunnilingus, en el mateix rang de preus que les dones que fan la fel·lació; tanmateix, el grafiti podria ser pensat com a insults als homes anomenats, i no com a anuncis reals. Una pintada potser està pensada com a invectiva política: «Voteu Isidor per edil; és el millor llepant conys!»
El verb llatí fellare s'utilitza generalment per a una dona que fa sexe oral amb un home. Acusar un home d'haver fel·lat un altre era possiblement el pitjor insult de tota invectiva romana. Era un acte que es podia demanar a dones que eren infames, i no una cosa que un marit en una llar respectable hauria esperat de la seva dona. La fel·lació es va veure com una preferència «una mica risible» per als homes grans que tenen problemes per mantenir una erecció, però els grafits mostren que les habilitats d'una bona fellatrix es van utilitzar amb entusiasme. La fel·lació era un tema força poc comú en l'art romà.

#### Irrumatio
Irrumatio és una forma forçada de fel·lació, gairebé sempre contra un altre home. Obligar algú a ser un receptacle per al sexe oral era una prova de virilitat, quelcom de què presumir, tal com indiquen la Priapeia i els poemes de Catul i Marcial. També era una amenaça com a càstig, especialment per als adúlters. Marcial insta un marit agraviat que després de tallar les orelles i el nas de l'home adúlter a completar la humiliació embrutant-li la boca amb una violació oral.

### Sexe en grup
El sexe en grup apareix en fonts literàries, grafits i art. Suetoni diu que a l'emperador Tiberi li agradava veure el sexe en grup i va descriure «cadenes» formades per noies i nois:
| «                                                                | En el seu retir a Capri, va muntar un dormitori que va ser el teatre de les seves disbauxes secretes. Allà va reunir d'arreu companyies de prostitutes, homes i dones, i inventors d'acoblaments monstruosos (que ell anomenava «spintriae»), de manera que, entrellaçant-se i formant una triple cadena («triplici serie connexi»), es prostituïen mútuament en davant d'ell per encendre els seus desitjos esclatants. | » |
| — Suetoni, Vida de Tiberi 43, és citat per [Clarke 2001, p. 234] | |   |

La majoria dels trios representen dos homes penetrant en una dona. Un medalló de la Gàl·lia romana mostra dos homes recolzats en un llit, un a la dreta i l'altre a l'esquerra, amb les cames esteses sota una dona entre ells. Un altre mostra a una dona «cavalcant» un home reclinat, mentre un home dret darrere d'ella separa les cames per penetrar-la. Una variació molt menys comuna és que un home penetrant a una dona per darrere mentre ell rep sexe anal d'un home que està darrere seu, un escenari que es troba a Catul, Carmen 56 i també a l'art. Catul deixa clar que aquesta concatenació es considerava humorística, possiblement perquè l'home del centre podia ser un cinaedus, un home al qual li agradava fer sexe anal amb homes, però també tenia sexe amb dones.

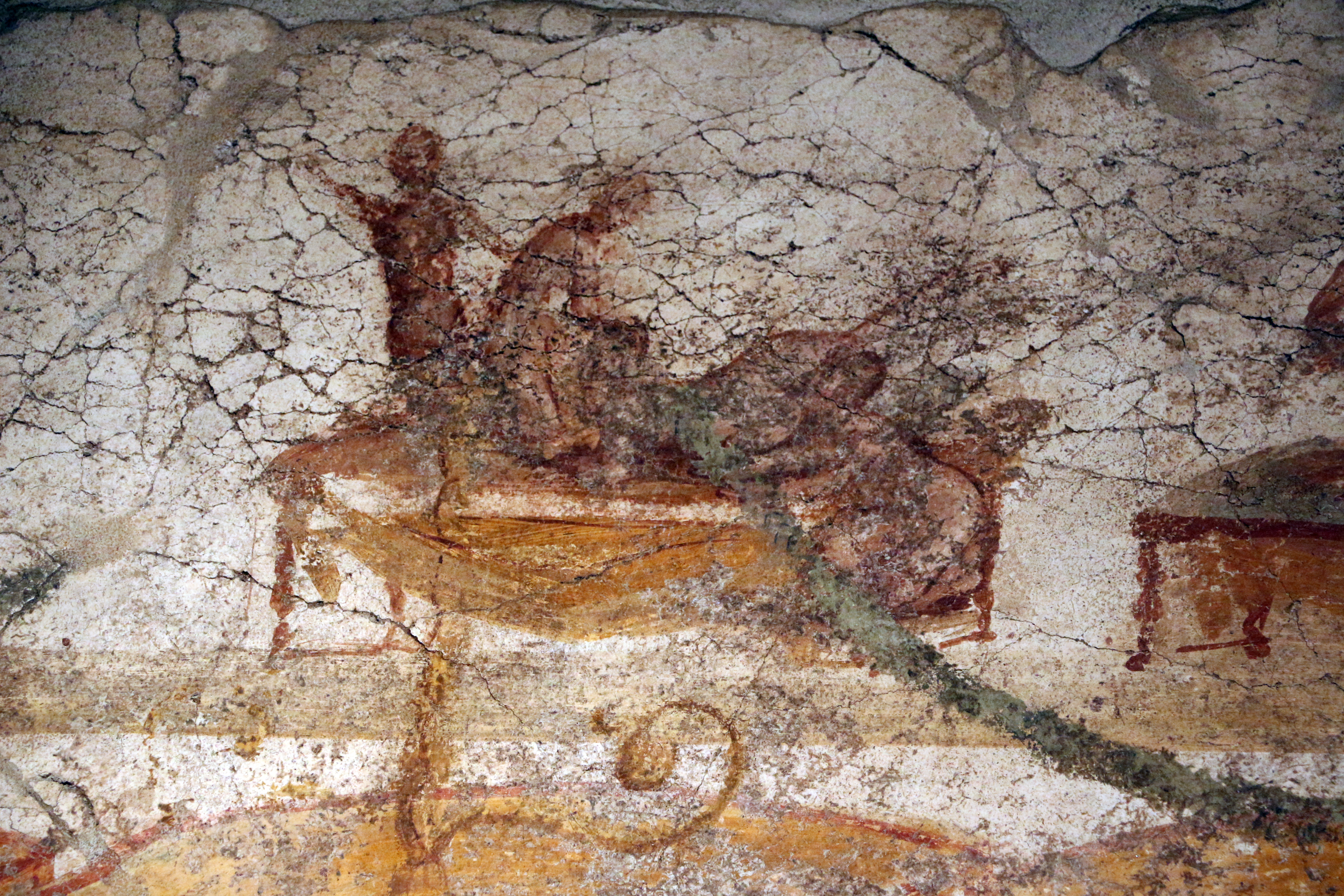
Sexe en grup. Pintura als banys suburbans de Pompeia
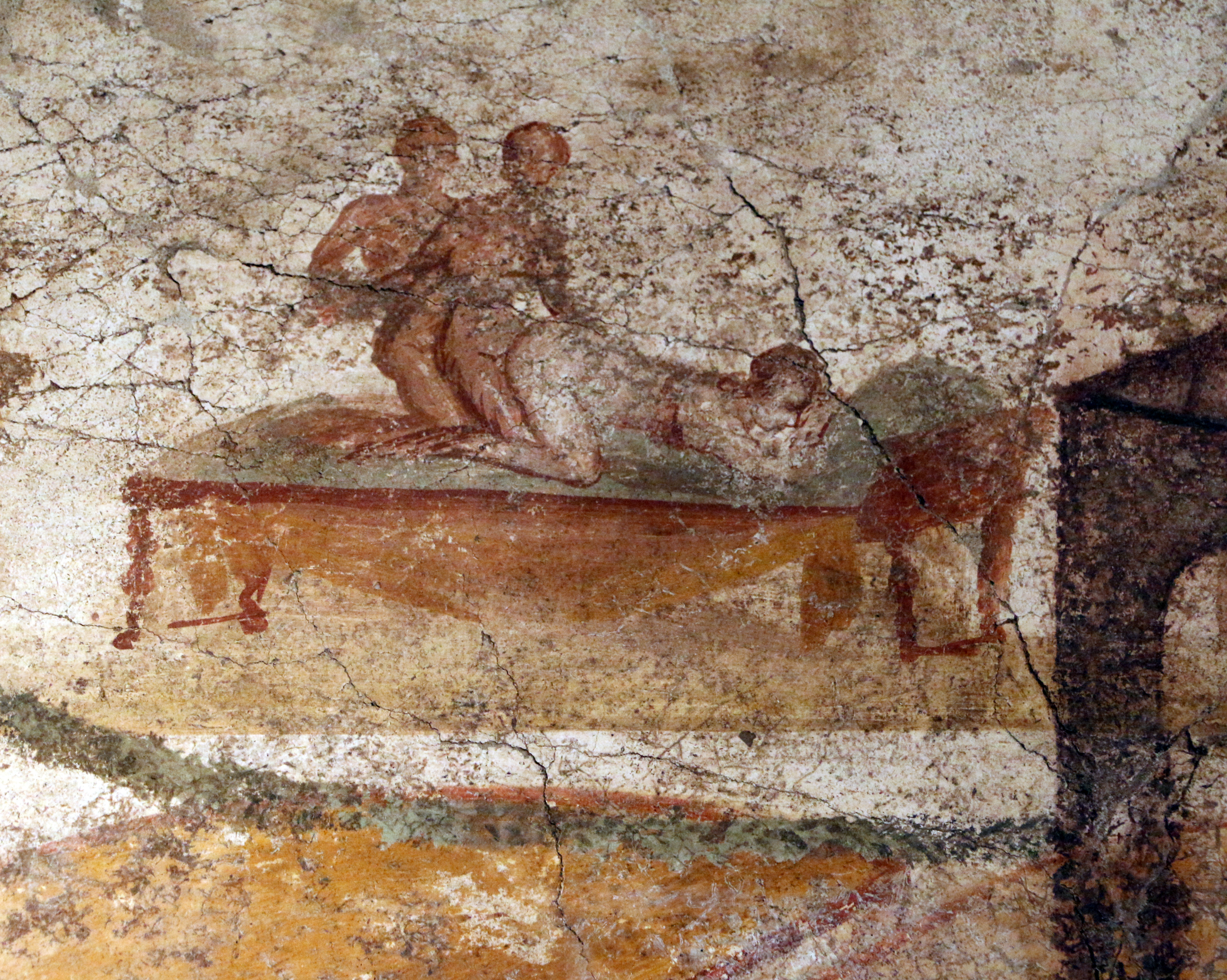
Trio (de Pompeia) disposat de la manera descrita per Catul, Carmen 56.

En l'art romà també apareixen els quartets, normalment amb dues dones i dos homes, de vegades en parella del mateix sexe. Un exemple d'un quartet dels banys suburbans de Pompeia demostra el que els romans consideraven el paper superior. Una dona a l'extrem dret s'agenolla al costat d'un llit per fer cunnilingus a una dona estirada sobre ell; aquesta dona al seu torn fa una fel·lació a un home que s'agenolla per sobre d'ella. El mateix home està rebent sexe anal d'una quarta figura, que és representada com el «vencedor»: actua només per complir la seva pròpia gratificació sexual sense proporcionar-la als altres, i mira directament a l'espectador amb un moviment triomfal de la mà.
Un epigrama llatí del poeta gal·loromà Ausoni (segle iv) és un enigma que depèn de la familiaritat amb les configuracions del sexe grupal.:
| «                     | Tres homes al llit junts: dos estan cometent disbauxa (stuprum), dos estan rebent disbauxa. Això no fa quatre homes? T'equivoques: els homes dels dos extrems compten com una única ofensa, però el del mig actua i rep. | » |
| — Ausoni, Epigrama 43 | |   |

### Masturbació
La masturbació es nota poc a les fonts de la sexualitat romana. Evidentment, els romans preferien la mà esquerra per a la masturbació. Marcial té algunes mencions als seus poemes, però la considera una forma inferior d'alleujerament sexual a la qual recorren els esclaus, tot i que admet masturbar-se quan un bell esclau és massa car d'obtenir: «La meva mà em va alleujar com a substitut de Ganímedes». Era un tema antic, encara que poc freqüent, en la sàtira llatina; un dels pocs fragments supervivents de Lucil, el primer satíric de Roma, fa broma sobre un penis personificat (Mutto) la xicota del qual Laeva («Esquerra») eixuga les seves «llàgrimes». Un grafit de Pompeia diu «quan les meves preocupacions oprimeixen el meu cos, amb la mà esquerra allibero els meus fluids reprimits».
L'etimologia del verb llatí masturbari no està clara. S'ha argumentat que es tracta d'un compost de turbare («agitar») i mas («mascle»), en un ús d'altra manera no homologat per a «penis». Una visió tradicional veu man(u) («mà») amb una forma alterada de stuprare («contaminar», «cometre un mal sexual»). Calvert Watkins va proposar que deriva d'una arrel protoindoeuropea que significa «medul·la», «cervell», ja que els antics escriptors mèdics creien que el semen descendia del cervell a través dels ossos; si això és correcte, la paraula «turbare» encara pot haver influït en la formació en llatí.

### Zoofília
La tradició mitològica està plena de trobades sexuals entre humans i animals, especialment dones mortals i déus amb disfresses d'animals. La zoofília és una característica particular de les relacions amb Júpiter (el grec Zeus), que visita Leda com un cigne, i Europa com un toro. El Minotaure neix quan Pasífae sent tanta atracció sexual per un toro que es disfressa de vaca per aparellar-se amb ell. Els sàtirs, coneguts per la seva voracitat sexual, solen ser representats amb trets bestials.

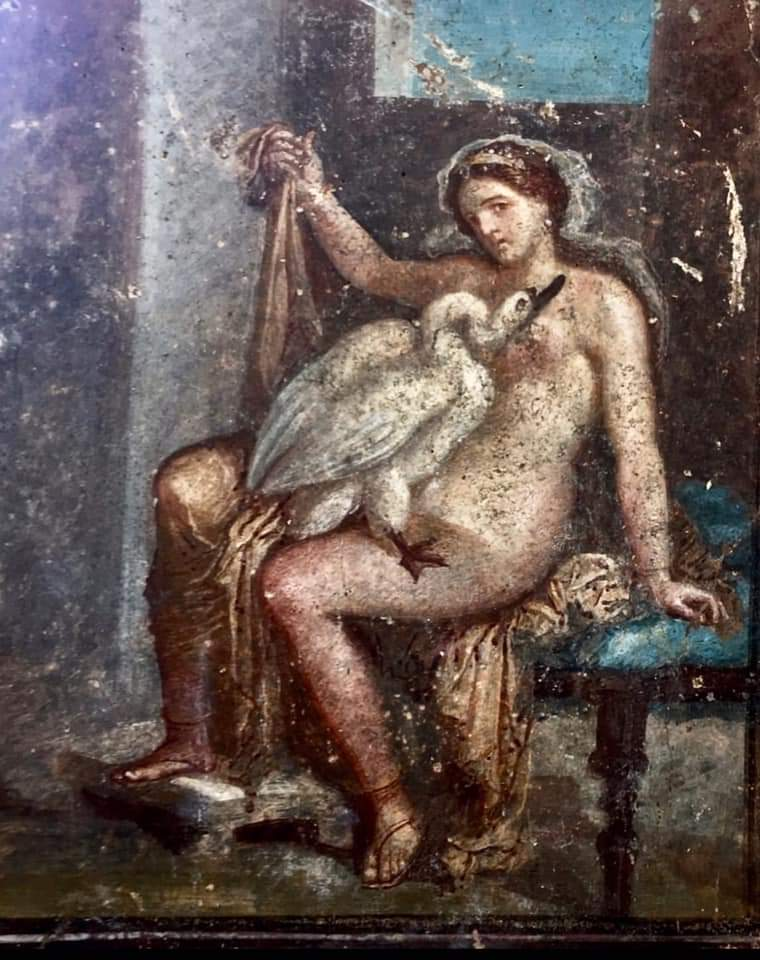
Fresc de Pompeia que mostra Leda i el cigne
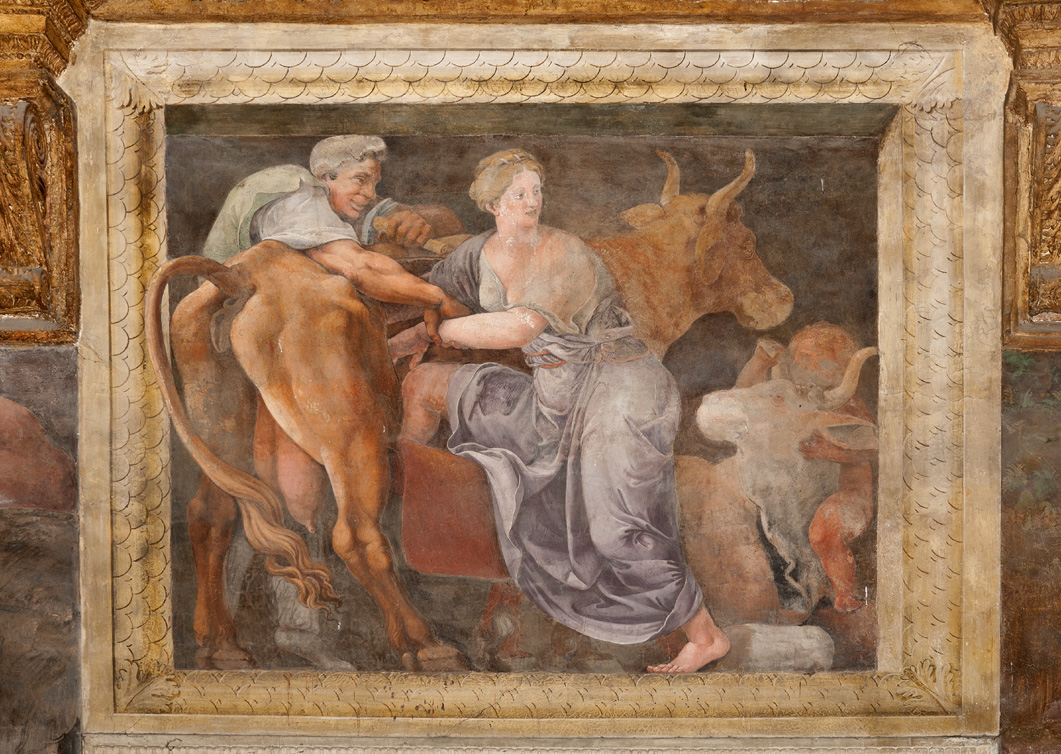
Pasífae quan entra a la vaca de fusta construïda per a ella per Dèdal, per poder aparellar-se al toro representat a la part inferior dreta. Museo Civico di Palazzo, Màntua (Itàlia)

La simulació de zoofília es registra com una forma de joc de rol sexual a la Roma imperial. L'actor Batil d'Alexandria era conegut per un ball eròtic en què es vestia de Leda mantenint relacions sexuals amb un cigne; les dones que miraven s'excitaven de manera diversa. La zoofília també és un tema de la novel·la Les Metamorfosis (o L'ase d'or) d'Apuleu, en què el protagonista, transformat en ase, és desitjat per una noble matrona rica, tal com Pasífae desitjava el toro.

Se suposa que Neró va gaudir d'una forma de bondage amb parella masculina o femenina en la qual es vestia amb pells d'animals per atacar els seus genitals, de la mateixa manera que els presoners condemnats a mort eren lligats i atacats per animals salvatges a l'arena (Damnatio ad bestias). L'historiador Dió explica com una prostituta es feia passar per un lleopard per a la gratificació d'un senador.

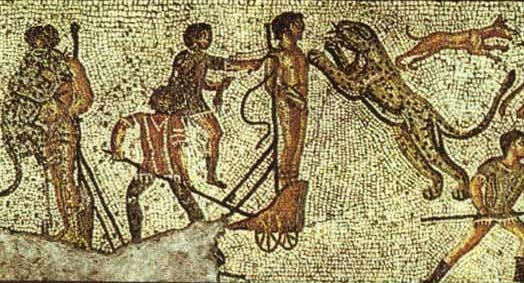
Lleopard atacant un condemnat a l'arena (mosaic de Zliten, c. 200)

Hi ha alguns indicis que les trobades sexuals violentes, com altres escenaris mitològics, es van interpretar com a entreteniment punitiu a l'arena. El poeta Marcial lloa un escenari per la seva fidelitat al mite de Pasifae. La logística d'escenificar un acte sexual entre una dona i un toro és una qüestió d'especulació; si «Pasifae» fos una criminal condemnada a ser torturada i assassinada, l'animal podria haver estat induït per l'aplicació de «secreció vaginal d'una vaca en zel». A la novel·la d'Apuleu, una dona enverinadora condemnada ad bestias apareix a l'arena per mantenir relacions amb el protagonista en la seva forma bestial.

## Hermafrotidisme i androgínia
En el seu capítol d'antropologia i fisiologia humana de l'enciclopèdica Història Natural, Plini assenyala que «fins i tot hi ha qui neixen amb ambdós sexes, als quals anomenem hermafrodites, en un temps andrògins» (andr-, «home» i gyn-, «dona», del grec). L'historiador sicilià Diodor (segle I aC) va escriure que «hi ha qui declaren que el naixement de criatures com aquestes són meravelles (terata), i que en néixer poques vegades, anuncien el futur, de vegades per al mal i de vegades per bé». Isidor de Sevilla (c. 560-636) va descriure un hermafrodita fantasiosament com aquells que «tenen el pit dret d'home i l'esquerra de dona, i després del coït al seu torn poden quedar embaraçats i tenir fills».
En català contemporani, «hermafrodita» s'utilitza en biologia, però ha adquirit connotacions pejoratives en referir-se a persones nascudes amb característiques físiques d'ambdós sexes (vegeu intersexualitat); però a l'antiguitat, la figura de l'anomenat hermafrodita era un focus primordial de les qüestions relatives a la identitat de gènere. L'hermafrodita representava una «violació dels límits socials, especialment aquells tan fonamentals per a la vida quotidiana com els homes i les dones». En la religió tradicional romana, un naixement hermafrodita era una mena de prodigium, un fet que indicava una pertorbació de la pax deorum, el tractat de Roma amb els déus, tal com va indicar Diodor. Livi registra un incident durant la Segona Guerra Púnica quan el descobriment d'un hermafrodita de quatre anys va provocar una elaborada sèrie d'expiacions; per consell dels haruspices, el nen va ser tancat en un cofre, llençat a la mar i deixat ofegar. Van seguir altres rituals. Un hermafrodita trobat l'any 133 aC es va ofegar al riu local; l'execució de la persona hermafrodita per ofegament sembla haver estat la manera prescrita per reparar la violació percebuda de l'ordre natural.
Plini va observar que, mentre que els hermafrodites abans eren considerats portents (prodigia), en el seu temps s'havien convertit en objectes de delit (deliciae); estaven entre les curiositats humanes del tipus que els rics podrien adquirir al «mercat dels monstres» de Roma descrit per Plutarc. Segons el dret romà, un hermafrodita havia de ser classificat com a «home» o «dona»; no existia cap «tercer gènere» com a categoria legal.

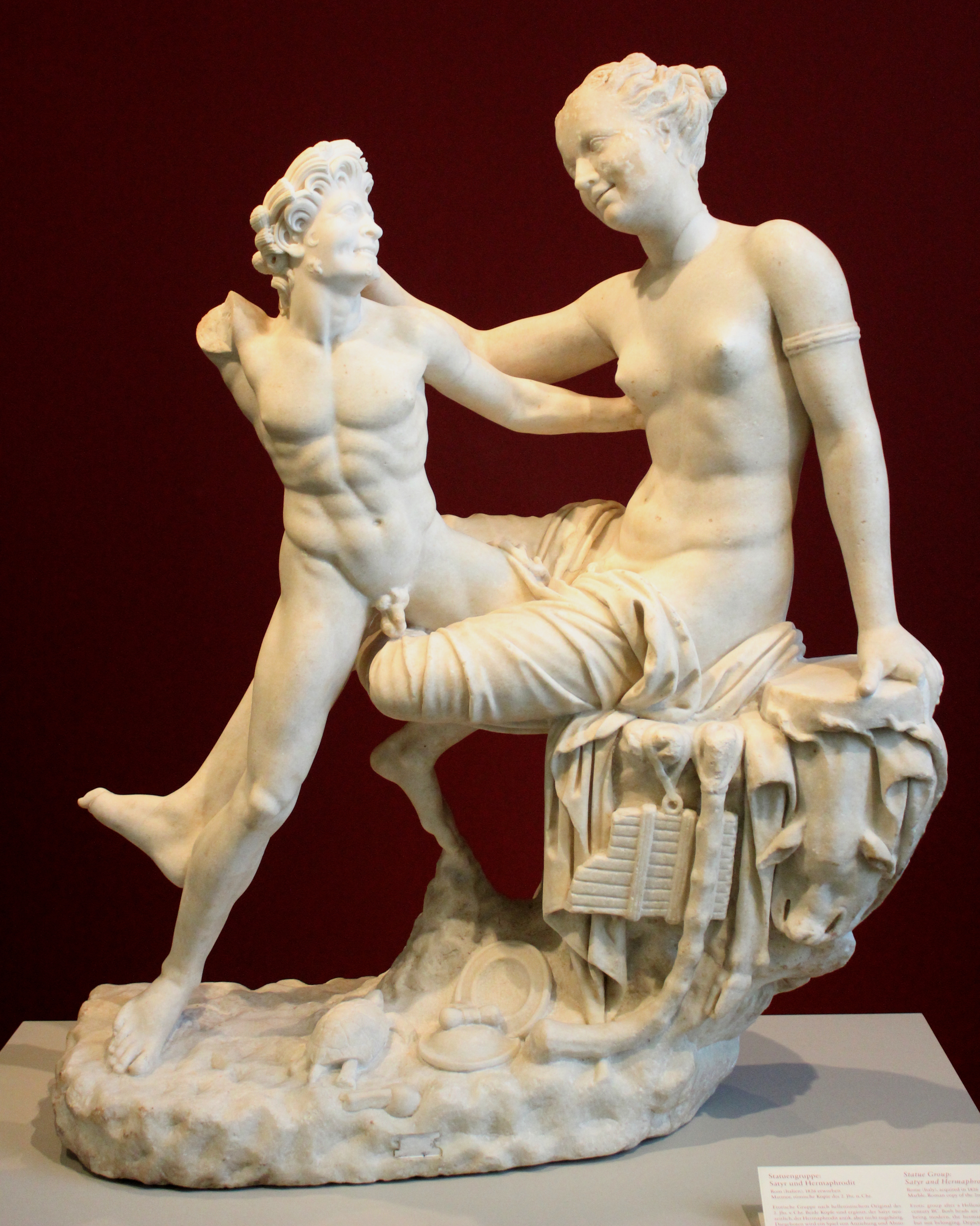
Un sàtir i Hermafrodit, segle ii (Museu Altes, Berlín)
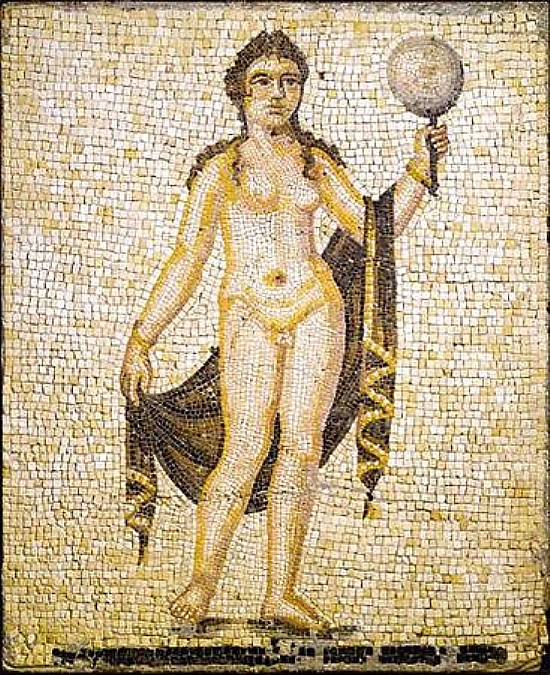
Hermafrodit en un mosaic del nord de l'Àfrica romana, segles ii-iii
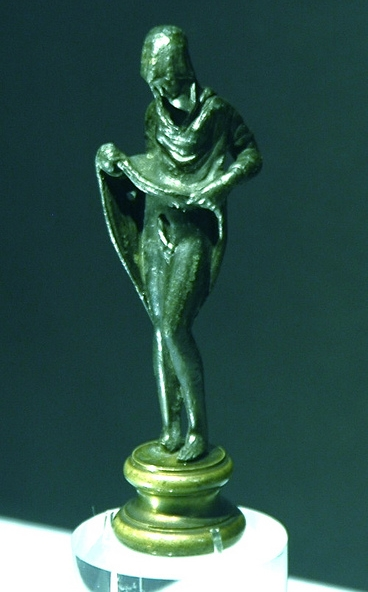
Figura imperial romana de bronze d'Afrodit, segles i-iii
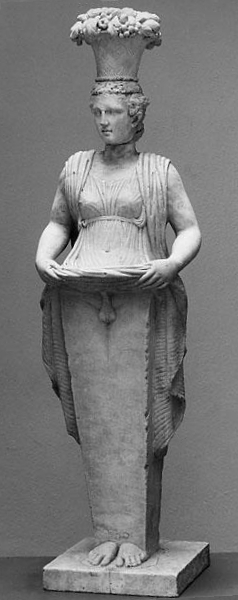
Herma d'Afrodit. Nationalmuseum d'Estocolm

En la tradició mitològica, Hermafrodit era un bell jove que era fill d'Hermes (Mercuri romà) i Afrodita (Venus). Com moltes altres divinitats i herois, havia estat alletat per nimfes, però l'evidència que ell mateix va rebre la devoció de culte entre els grecs és escassa. Ovidi va escriure la narració més influent de com Hermafrodit es va convertir en andrògin, subratllant que tot i que el jove maco estava a la cúspide de l'edat adulta sexual, va rebutjar l'amor com Narcís i també va rebre el seu càstig en una font. Allà el va veure la nimfa de l'aigua Salmacis i el va desitjar. Hermafrodit la va menysprear, i ella va fer veure que es retirava fins que, pensant-se que es trobava sol, es va despullar per banyar-se a les seves aigües. Aleshores Salmacís es va llançar sobre ell i va pregar perquè no es separessin mai. Els déus van concedir aquesta petició, i després d'aixó el cos d'Hermafrodit contenia tant part d'home com de dona. Com a conseqüència, els homes que bevien de les aigües de la font de Salmacis suposadament «es van suavitzar amb el vici de la 'impudicitia'», segons el lexicògraf Fest. El mite d'Hilas, el jove company d'Hèrcules que va ser segrestat per les nimfes de l'aigua, comparteix amb Hermafrodit i Narcís el tema dels perills als quals s'enfronta el bell adolescent masculí mentre fa la transició a la masculinitat adulta, amb diferents resultats per a cadascun.
Les representacions d'Hermafrodit eren molt populars entre els romans. La situació dramàtica de les pintures sovint provoca un «no m'ho puc creure» per part de l'espectador, o expressa el tema de la frustració sexual. Hermafrodit es troba sovint en companyia d'un sàtir, una figura de sexualitat animal coneguda per sotmetre a una víctima desprevinguda o sovint adormida a sexe no consentit; el sàtir en escenes amb Hermafrodit se sol mostrar sorprès o rebutjat, amb un efecte humorístic. En unes quantes obres, Hermafrodit és prou fort com per allunyar el seu aspirant a atacar, però en d'altres mostra la seva voluntat de tenir sexe, fins i tot si el sàtir sembla que ja no ho vol:
| «                         | Les representacions artístiques d'Hermafrodit posen en relleu les ambigüitats en les diferències sexuals entre dones i homes, així com les ambigüitats en tots els actes sexuals. ... Hermafrodit dona una resposta eternament ambigua a la curiositat d'un home sobre l'experiència sexual d'una dona, i viceversa. ... Els artistes sempre tracten l'Hermafrodit en termes que l'espectador descobreixi la seva identitat sexual real. ... Hermafrodit representa tant la impossibilitat física com, més important, psicològica de comprendre mai els sentiments de l'estimat. Hermafrodit és una representació molt sofisticada, envaint els límits entre sexes que semblen tan clars en el pensament i la representació clàssics. | » |
| — [Clarke 2001, p. 54-55] | |   |

Macrobi descriu una forma masculina de «Venus» (Afrodita) que va rebre culte a Xipre; tenia barba i genitals masculins, però duia roba de dona. Els adoradors de la divinitat creuaven el rol de gènere, els homes es vestien roba de dona i les dones d'home. El poeta llatí Laevius va escriure sobre l'adoració de «Venus nodridora» ja sigui femenina o masculí (sive femina sive mas). La figura de vegades s'anomenava Afrodit. En diversos exemples supervivents d'escultura grega i romana, es troba en l'actitud anasyrmene, del verb grec anasyromai, «estirar la roba». La deessa de l'amor aixeca la seva roba per revelar el seu atribut masculí, els genitals masculins, un gest que tradicionalment tenia un poder apotropaic o màgic.

## Conquesta sexual i imperialisme

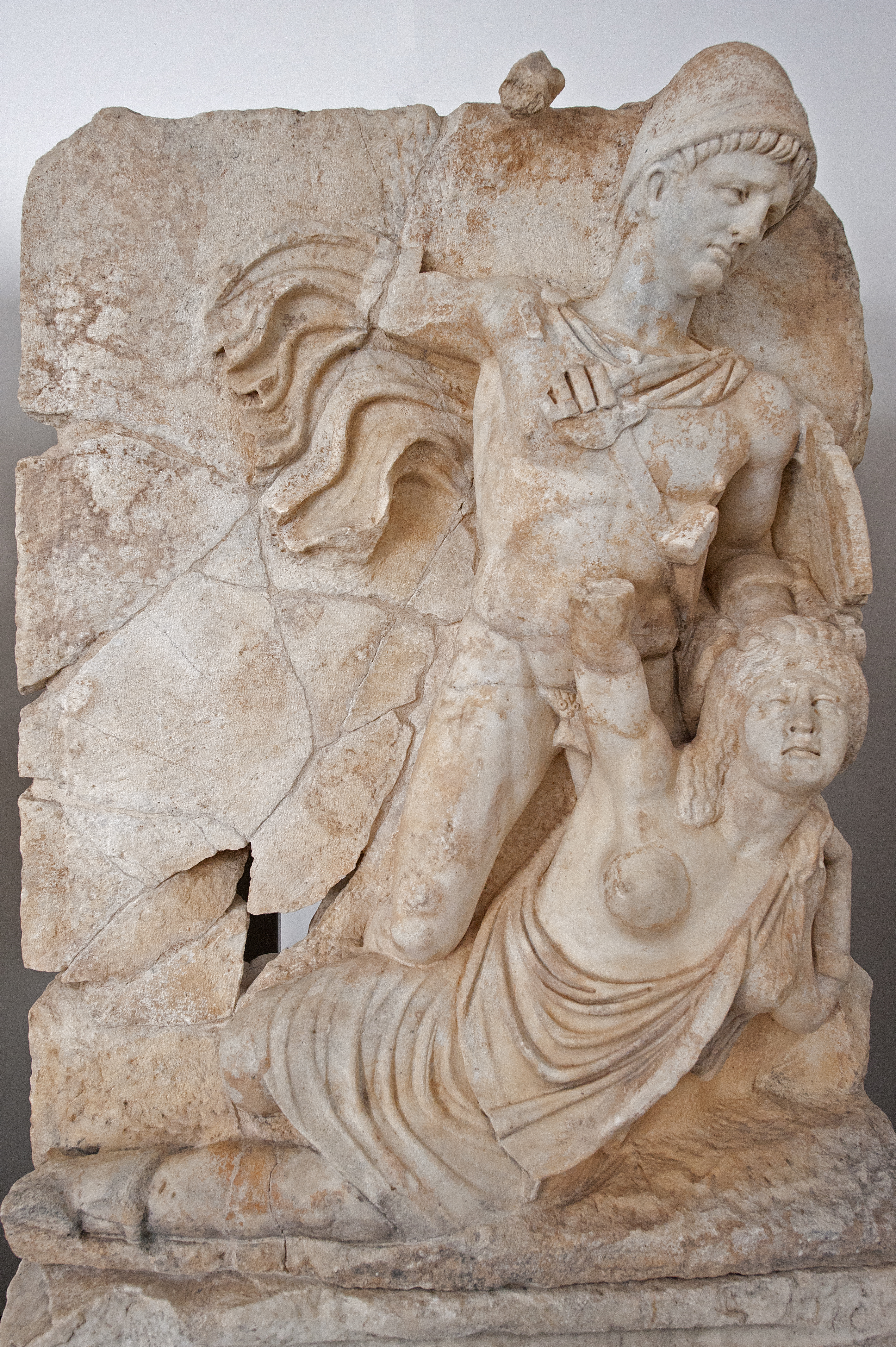
L'emperador Claudi, heroicament nu, dominant la personificació femenina de Britannia

L'any 55 aC, Pompeu el Gran va obrir el seu complex teatral dedicat a Venus Victrix (Venus la Conqueridora), que va continuar fins a l'antiguitat tardana com a espai per a les arts escèniques, la literatura, el disseny del paisatge, l'art visual i l'arquitectura. El Teatre de Pompeu va ser en molts aspectes el monument permanent del seu triomf militar sis anys abans. Entre les exposicions hi havia galeries de retrats d'escriptores i de cortesanes; una sèrie d'imatges il·lustraven naixements estranys que havien servit com a presagi de guerra. En general, la intel·lectualitat i la cultura es representen com a femenines i hel·lenitzades, mentre que la guerra i la política són romanes i masculines. Les estàtues personificaven catorze nationes («nacions», «pobles») conquerides com a dones amb vestits ètnics o «bàrbars».
Altres monuments de tot l'Imperi, inclòs el Sebasteion a Afrodísias de Cària i l'altar del Santuari Federal de les Tres Gàl·lies a Lugdúnum (actual Lió, França), així com diverses monedes, encarnen territoris i pobles conquerits com a dones; el poder militar romà derrota una «nació feminitzada». Tot i que les figures del Teatre de Pompeu no han sobreviscut, els panells en relleu d'Afrodísias de Cària inclouen escenes com un Claudi nu heroicament forçant la submissió de Britannia, el pit de la qual està nu, i Neró arrossegant una Armènia morta, una composició que recorda la derrota de l'amazona Pentesilea per Aquil·les. Una col·lecció de monedes especialment ben documentada representa Iudaea Capta, una personificació femenina de la nació jueva com a captiva, emesa després de la destrucció del temple de Jerusalem l'any 70.
La conquesta sexual és una metàfora molt utilitzada pels romans per a l'imperialisme, però no sempre directament per a la dominació romana. Horaci va descriure els romans com a presoners per la Grècia captiva; la imatge de la cultura romana colonitzada des de dins per una civilització que havien derrotat però percebuda com a intel·lectual i estèticament superior es podria expressar mitjançant mites en què un home violava, segrestava o esclavitzava una dona, però es va enamorar d'ella, com l'encarnaven, per exemple, Aquil·les i Briseida.